# Thutmosis III.
Thutmosis III. (* um 1486 v. Chr.; † 4. März 1425 v. Chr.) war der sechste altägyptische König (Pharao) der 18. Dynastie (Neues Reich). Er bestieg am 4. Schemu I 1479 v. Chr. den Thron und regierte bis zum 30. Peret III 1425 v. Chr.
Thutmosis III. stammte aus der Ehe des Königs Thutmosis II. mit einer Nebenfrau namens Isis. Hauptgemahlin des Thutmosis II. war Hatschepsut. Da Thutmosis III. bei der Thronbesteigung offensichtlich noch ein Kind war, führte seine Stiefmutter Hatschepsut, die gleichzeitig seine Tante war, die Regierungsgeschäfte. Vermutlich übernahm Hatschepsut zwischen dem 2. und 7. Jahr der gemeinsamen Regierung den Thron, indem sie sich zur Alleinherrscherin machte. Zeitpunkt und Ausmaß der Zurückdrängung Thutmosis III. sind in der Forschung umstritten. Verschieden datierte Texte weisen darauf hin, dass die Herrschaft der Hatschepsut spätestens im 22. Regierungsjahr endete und Thutmosis III. danach die Alleinherrschaft übernahm.
Das 22. Regierungsjahr Thutmosis III. leitete auch den Auftakt für fast jährlich stattfindende Feldzüge nach Vorderasien ein. Der erste Feldzug war die sogenannte Schlacht bei Megiddo gegen eine Koalition syrischer Fürsten unter der Führung des Fürsten von Kadesch. Das Ziel der Ägypter war einerseits die Zerstörung der vorderasiatischen Machtbasen aus Angst vor einer weiteren Fremdherrschaft über Ägypten (in Anlehnung an die Herrschaft der Hyksos) und andererseits bestand ein wirtschaftliches Interesse an der Region. Ägypten profitierte von reichen Handelsgütern und Tributen wie Arbeitskräften, Naturalien und Rohstoffen, die dem Land einen noch nicht da gewesenen Wohlstand sicherten. Zu weiteren größeren Feldschlachten kam es beim 8., 10. und 16. Feldzug. Der Gegner war nun das Reich der Mitanni. Dieses konnte jeweils enorm geschwächt werden.
Außer nach Vorderasien expandierte Ägypten in der frühen 18. Dynastie auch nach Nubien, südlich des 1. Nilkatarakts bei Assuan. Thutmosis III. konnte die südliche Grenze Ägyptens dauerhaft über den 4. Katarakt hinaus verschieben und das südliche Ende beim Gebel Barkal („Reiner Berg“) mit Napata als Grenzort und Handelsstützpunkt festlegen.
Besonders verbunden fühlten sich die Könige der 18. Dynastie mit dem Reichsgott Amun in Karnak. Dementsprechend wurde der Tempelbezirk des Amun unter Thutmosis III. maßgeblich erweitert und restauriert. Ein zentrales Bauwerk in Karnak ist das Ach-menu, auch einfach als „Festtempel“ bezeichnet, das er im 24. Regierungsjahr errichten ließ.
Seinen ersten Totentempel baute Thutmosis III. in Theben-West beim heutigen Ort Qurna und in den letzten zehn Regierungsjahren einen weiteren in Deir el-Bahari. Bestattet wurde der König in Grab KV34 – „KV“ steht für „Kings’ Valley“ –, das in einer engen Felsschlucht im südlichsten Wadi im Tal der Könige liegt. Die Mumie Thutmosis’ III. wurde später in die „Cachette von Deir el-Bahari“ umgebettet, wo sie in den 1870er-Jahren entdeckt wurde.
Möglicherweise setzte Thutmosis III. seinen Sohn und Nachfolger Amenophis II. bereits in seinen letzten Regierungsjahren als Mitregenten ein.

## Herkunft und Familie
Nur wenige Generationen vor Thutmosis III. herrschten die sogenannten Hyksos (Heka-chasut – „Herrscher der Fremdländer“), die wahrscheinlich Einwanderer aus Vorderasien waren, über ein großes Gebiet Unterägyptens. Schließlich gelang es einem alteingesessenen thebanischen Fürstengeschlecht am Ende der 17. Dynastie, das auch als „Ahmosiden“ bezeichnet wird, die Hyksos aus Ägypten zu vertreiben: Nachdem bereits die Könige Seqenenre und Kamose mehrere Feldzüge gegen die Hyksos unternommen hatten, war es Ahmose, der deren Hauptstadt Auaris einnahm und die Hyksos zum Abzug zwang. Damit begründete er das Neue Reich. Es wird vermutet, dass wichtige treibende Kräfte der Reichseinigung auch Ahmoses Großmutter Tetischeri und nach deren Tod Ahmoses Mutter Ahhotep I. waren.
Amenophis I., der Sohn von Ahmose und seiner Großen königlichen Gemahlin Ahmose Nefertari, übernahm nach Ahmoses Tod die Regierung. Amenophis und seine Mutter wurden in späterer Zeit vergöttlicht und insbesondere in der Ramessidenzeit als Schutzpatrone der Nekropolenarbeiter in Set-maat, heute Deir el-Medina, verehrt. Amenophis I. hinterließ offenbar keinen männlichen Thronerben. Nach ihm kam Thutmosis I. an die Macht, dessen Herkunft unklar ist. Das Thronrecht erlangte dieser durch eine Heirat mit der Prinzessin Ahmose, einer Tochter von Amenophis I. Mit Thutmosis I. begann die sogenannte Thutmosiden-Dynastie und damit die eigentliche Abstammungslinie der 18. Dynastie. Der Geschichtsschreiber Manetho ließ die 18. Dynastie mit dem Reichseiniger Ahmose beginnen, genealogisch gesehen gehören Ahmose und Amenophis I. jedoch noch zur 17. Dynastie.
Aus der Ehe von Thutmosis I. und Ahmose stammte Hatschepsut, der Thronfolger Thutmosis II. jedoch aus der Ehe mit der Nebenfrau Mutnofret. Die Halbschwester Hatschepsut wurde Hauptgemahlin von Thutmosis II., vermutlich um die „Reinblütigkeit“ zu erhalten und den Thronanspruch zu legitimieren. Aus dieser Ehe ging unter anderem die älteste Königstochter Neferure hervor. Thutmosis III. stammte allerdings aus der Ehe mit der Nebenfrau Isis, über deren Herkunft fast nichts bekannt ist. Isis kam vermutlich aus einer adeligen Familie, die sich guter Beziehungen zum Königshaus erfreute, und Angelika Tulhoff nimmt an, dass sie als Gunstbeweis des Königs in den königlichen Frauenpalast aufgenommen wurde.

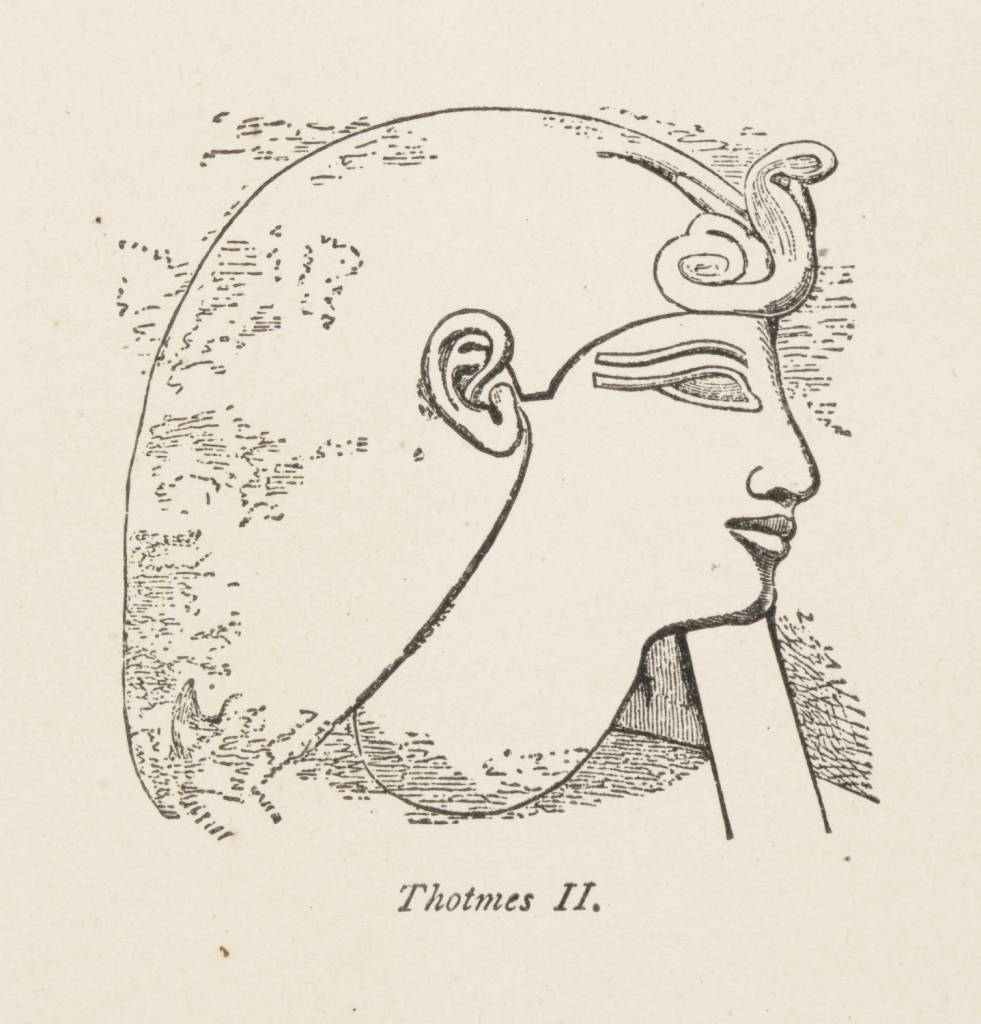
Thutmosis II., Vater des Thutmosis III.
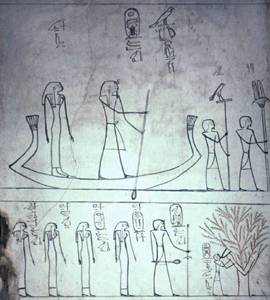
Thutmosis III. mit Familie in seinem Grab KV34: Oben: mit Mutter Isis in der Barke. Unten: Thutmosis III. von seiner Mutter Isis (als Baum dargestellt) gesäugt. Daneben: Thutmosis III., Meritre Hatschepsut, Satiah, Nebtu und Nefertari
Meritre Hatschepsut (links) neben Thutmosis III.

Die Hauptgemahlin Thutmosis’ III. mit dem Titel Große königliche Gemahlin war Satiah, die Tochter der königlichen Amme Ipu. Aus dieser Ehe entsprang vielleicht der erste Thronfolger namens Amenemhat. Im 24. Regierungsjahr wird dieser Amenemhat ältester Königssohn genannt und wurde einer Inschrift im Festtempel in Karnak zufolge zum „Vorsteher der Rinder für die Herde des Amun“ ernannt. Zu dieser Zeit war Satiah immer noch Hauptgemahlin. Weitere Kinder aus dieser Ehe waren eine Tochter namens Nefertari und ein weiterer Sohn namens Sa-Amun. Prinz Amenemhat starb zwischen den Regierungsjahren 24 und 35. Satiah starb wahrscheinlich ebenfalls frühzeitig, denn nach dem 33. Regierungsjahr wird sie nicht mehr erwähnt, ebenso vermutlich Sa-Amun. Thutmosis III. heiratete schließlich die „bürgerliche“ Meritre Hatschepsut und ernannte diese zur Großen königlichen Gemahlin. Diese gebar den Nachfolger Amenophis II. sowie die beiden Töchter Merit-Amun und Tija. Die Inschrift auf einem Skarabäus erwähnt eine weitere Tochter namens Baket von einer Nebenfrau.
Über die weiblichen Familienangehörigen des Königs gibt auch eine Darstellung auf einem Pfeiler in der zentralen Kammer seiner Grabanlage (KV34) Aufschluss: Neben der noch lebenden Königsmutter Isis erscheint dahinter die noch lebende zweite Hauptgemahlin Meritre Hatschepsut. Dahinter erscheint Satiah, die als „gerechtfertigt“, also verstorben, ausgewiesen ist. Hinter dieser folgt eine weitere, unbedeutendere Königsgemahlin namens Nebtu. Diese muss eine wohlhabende und einflussreiche Frau gewesen sein, denn sie verfügte über einen eigenen Vermögensverwalter. Ebenfalls auf diesem Pfeiler ist die Tochter Nefertari dargestellt, doch diese war zu diesem Zeitpunkt ebenfalls schon verstorben, wie der Inschrift („gerechtfertigt“) zu entnehmen ist.

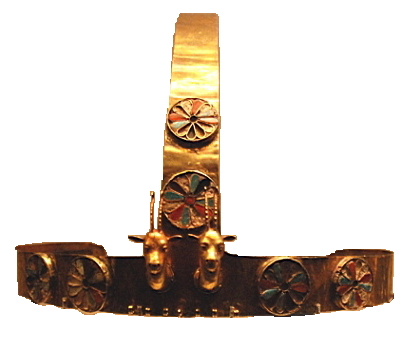
Diadem oder Krone aus dem Grab der drei syrischen Gemahlinnen

Drei weitere Nebengemahlinnen namens Manhat, Mahnta und Manawa sind aus ihrem gemeinsamen Grab Wadi D-1 im kleinen Nebental des Wadi Gabbanet el-Gurud (arabisch وادي جبانة القرود, DMG Wādin Ǧabānet āl-Qurūd; Wadi Affenfriedhof) in Theben-West bekannt. Aufgrund ihrer lautlich geschriebenen, fremdartigen Namen konnten diese als Syrerinnen identifiziert werden. Bekannt ist die Grabanlage besonders wegen des Fundes zahlreicher Schmuckstücke, Kosmetikgefäße und kostbaren Geschirrs. Eine genaue Datierung der Bestattung ist nicht möglich, wenn auch manches darauf hinweist, dass sie bereits in den Jugendjahren Thutmosis’ III. bestattet wurden. Angelika Tulhoff vermutet, dass die drei Syrerinnen bereits unter Thutmosis II. an den Hof gelangten und entsprechend der sittlichen Gepflogenheiten vom Nachfolger Thutmosis’ III. übernommen wurden.

## Herrschaft

### Gemeinsame Regierung mit Hatschepsut

#### Thronbesteigung
Als Prinz erhielt Thutmosis III. zunächst eine Ausbildung zum Inmutef-Priester. Dieses Priester-Amt wurde häufig von Prinzen ausgeübt und stand im Zusammenhang mit dem Bestattungskult. Nach dem Tod seines Vaters Thutmosis II. trat er formell die Herrschaft an. Über seine Erwählung zum König berichtet Thutmosis III. in einer Inschrift im Karnak-Tempel aus seinem 42. Regierungsjahr. Darin führte er seine Erwählung auf einen Beschluss des Gottes Amun-Re zurück und untermauerte dadurch seine Legitimität als König auf religiöser Ebene, wie es vor ihm bereits Hatschepsut in der sogenannten Geburtslegende getan hatte.

„Amun, mein Vater ist er, ich bin sein Sohn, er befahl mir, dass ich auf seinem Throne sei, als ich noch einer war, der in seinem Neste ist. Er erzeugte mich in der Mitte des Herzens; […][es ist keine] Lüge; es ist keine Unwahrheit darin – seitdem ich ein Junge war, als ich noch ein Säugling war in seinem Tempel und meine Einführung als Prophet noch nicht stattgefunden hatte[…] Ich war in Aussehen und Gestalt eines Inmwtf-Priesters, wie (da) Horus jung war in Chemmis.[…] Re selbst setzte mich ein, ich wurde geschmückt mit [seinen] Kronen, die auf seinem Haupte waren. Seine Einzige weilte an [meiner Stirn … Ich wurde versehen] mit allen seinen Vortrefflichkeiten, ich wurde gesättigt mit den Vorzüglichkeiten der Götter, wie Horus, als er sich selbst gefordert hatte, zum Tempel meines Vaters Amon-Re; ich wurde versehen mit den Würden des Gottes.“

Thutmosis III. als opfernder Priester; die Inschrift bezeichnet ihn als „König von Ober- und Unterägypten, Herrn der zwei Länder, Men-cheper-Re, Herr an Erscheinungen, wie Re“

In der altägyptischen Ideologie verkörperte der Staat ein Ordnungsprinzip, das der König durch Anwendung göttlicher Machtmittel herstellte. Mit der Herrschaftsübernahme gründete er den Staat neu und stellte damit die „göttliche Weltordnung“ (Maat) wieder her, die mit dem Tode des Amtsvorgängers erloschen war. Die göttlichen Machtmittel bezog der König vom Sonnengott, der als „Herkunftsperson“ der Maat-Weltordnung verstanden wird. Ihre Übertragung erfolgte in den Ritualen der Thronbesteigung und der Krönung.

#### Die ersten Regierungsjahre
Da Thutmosis III. bei der Thronbesteigung offensichtlich noch ein Kind war, übernahm seine Stiefmutter Hatschepsut, die gleichzeitig seine Tante war, die Regierungsgeschäfte. Es war im alten Ägypten durchaus die übliche Vorgehensweise, dass die Große königliche Gemahlin des verstorbenen Königs so lange den Staat führte, bis der offizielle Thronfolger alt genug war, um selbst zu regieren.
Über diese Situation gibt die autobiografische Inschrift im thebanischen Grab des Baumeisters Ineni Auskunft:

„Sein Sohn trat an seine (Thutmosis’ II.) Stelle als König der beiden Länder, er herrschte auf dem Throne dessen, der ihn erzeugt hatte. Seine (Thutmosis’ II.) Schwester, das Gottesweib Hatschepsut sorgte für das Land, die beiden Länder lebten nach ihren Plänen, man diente ihr, indem Ägypten in Demut war; der vortreffliche Same des Gottes, der aus ihm kam, das Vordertau Oberägyptens, der Landepflock der Südvölker, das vortreffliche Hintertau Unterägyptens war sie, eine Herrin des Befehlens, deren Pläne vortrefflich waren; die die beiden Länder beruhigte, wenn sie redete.“

Einige Zeugnisse sprechen dafür, dass Thutmosis III. in den ersten Regierungsjahren offiziell die politischen Entscheidungen traf. Der früheste Beleg für Thutmosis’ Herrschaft ist eine Besucherinschrift bei der Djoser-Pyramide in Sakkara, die von einem Ptahhotep aus dem siebten Monat der neuen Regierung stammt. Er hebt Thutmosis’ Wohltätigkeit in Theben hervor, ohne eine Erwähnung von Hatschepsut.

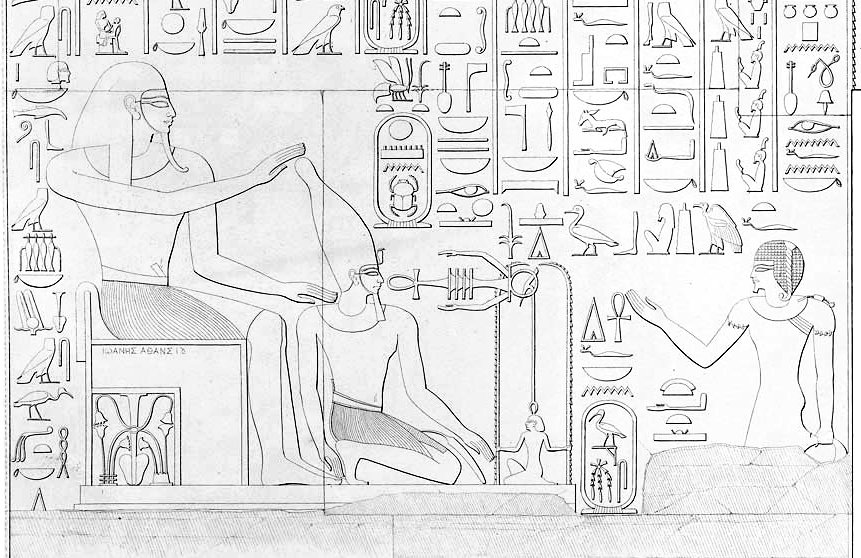
Darstellung im Tempel von Semna: Der thronende Dedwen krönt den vor ihm knienden Thutmosis III. mit der Weißen Krone, ihnen zugewandt steht Iunmutef im Rezitationsgestus

Im zweiten Regierungsjahr erließ Thutmosis III. einen Befehl an den Vizekönig von Kusch, den Tempel von Semna zu Ehren des Gottes Dedwen und des vergöttlichten Sesostris III. neu zu bauen. Dieser Erlass wurde an der Ostwand des neuen Tempels dargestellt. Es ist natürlich fraglich, ob Thutmosis selber den Plan für diesen Tempel ausdachte, oder ob der Befehl wohl eher in seinem Namen erlassen wurde. Es ist auch schwierig festzustellen, wie groß die zeitliche Distanz zwischen dem Erlass im Jahr 2 und der tatsächlichen Anbringung des Textes im neu gebauten Tempel war. Eine Darstellung der Hatschepsut im Tempel, die später ausgemeißelt wurde, benennt sie als Große königliche Gemahlin, aber ihre Rolle und Haltung gegenüber den Göttern ist die des Tempelstifters, welche normalerweise dem König zufällt.
Ein weiteres datiertes Dokument ist eine Stiftungsinschrift des Senenmut in Karnak. Senenmut, der unter anderem das Amt des Vermögensverwalters bekleidete, berichtet darin, dass ihm der König befahl, eine Stiftung für den Amun-Tempel durchzuführen. Das Datum der Inschrift wurde oft als Jahr 4, 1. Schemu, Tag 16 gelesen, aber da die ersten Zeilen beschädigt sind, wurden auch schon andere Regierungsjahre vorgeschlagen. Die eindeutige Erwähnung von Thutmosis III. würde vermuten lassen, dass drei Jahre nach Thronbesteigung die offiziellen Handlungen in seinem Namen durchgeführt wurden. Neben der Unsicherheit bei der Datierung kommt hinzu, dass die ersten Zeilen während der Restauration von Monumenten, die in der Amarna-Zeit zerstört worden waren, komplett neu eingemeißelt wurden. Es handelt sich dabei also um eine Kopie des originalen Texts aus der Ramessidenzeit. Damit ist nicht mehr feststellbar, ob im Text nicht doch ursprünglich Hatschepsut genannt und der Name von Thutmosis III. neu darüber geschrieben wurde.
Eine weitere offizielle Handlung von Thutmosis III. ist aus seinem fünften Regierungsjahr belegt, als er Useramun zum Wesir ernannte. Dieser ersetzte seinen gealterten Vater Ahmose Aametju in diesem Amt. Der Papyrus Turin 1878 überliefert den Beginn einer literarischen Darstellung, wie Thutmosis III. persönlich kam und Usaramun aufgrund seiner vorzüglichen Eigenschaften für das Amt auswählte. Eine andere, undatierte Version dieses Ereignisses beschreiben die Inschriften in Useramuns Grab in Theben. Keine dieser beiden Darstellungen ist aber zeitgenössisch mit dem Ereignis. Die Grabinschrift wurde angebracht, als Useramun seine Grabvorkehrungen fertigstellte, also in der Mitte oder gegen Ende von Thutmosis Regierungszeit, nach dem Tod von Hatschepsut. Der Papyrus datiert noch später, sicherlich nach der 18. Dynastie.

#### Machtergreifung Hatschepsuts
Vermutlich übernahm Hatschepsut zwischen dem 2. und 7. Jahr der gemeinsamen Regierung den Thron, indem sie sich zur Pharaonin machte. Suzanne Ratié und Wolfgang Helck sprechen sich für das Jahr 7 aus, Donald B. Redford und Christian Cannuyer für das Jahr 2 und Claire Lalouette für das Jahr 5–6. Auf jeden Fall nahm Hatschepsut spätestens im Jahr 7 die königliche Titulatur an.

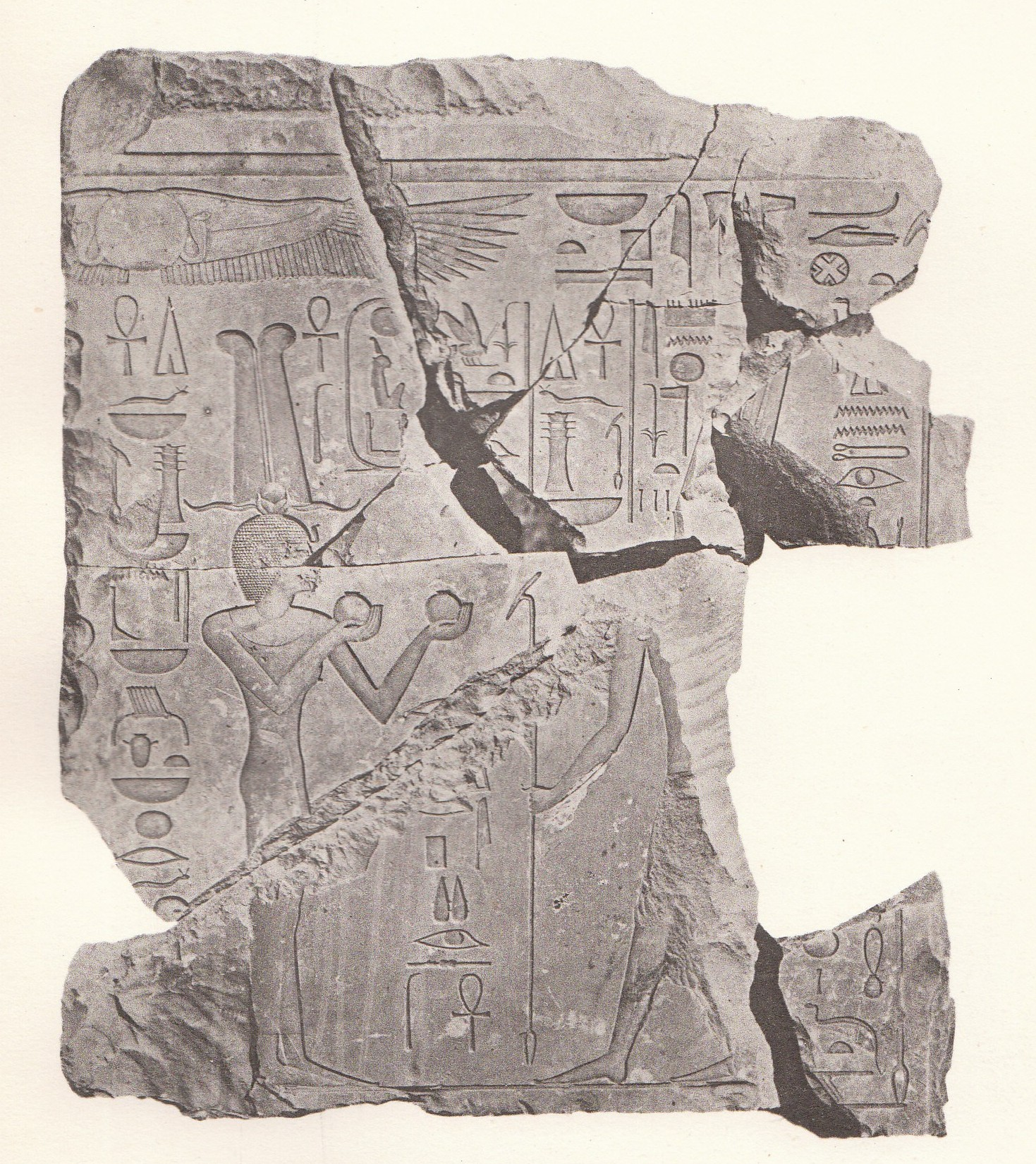
Kalksteinfragment von einem Türsturz aus dem Karnak-Tempel, das Königin Hatschepsut als Frau zeigt, allerdings bereits mit königlichen Insignien (Chevrier, 1934).

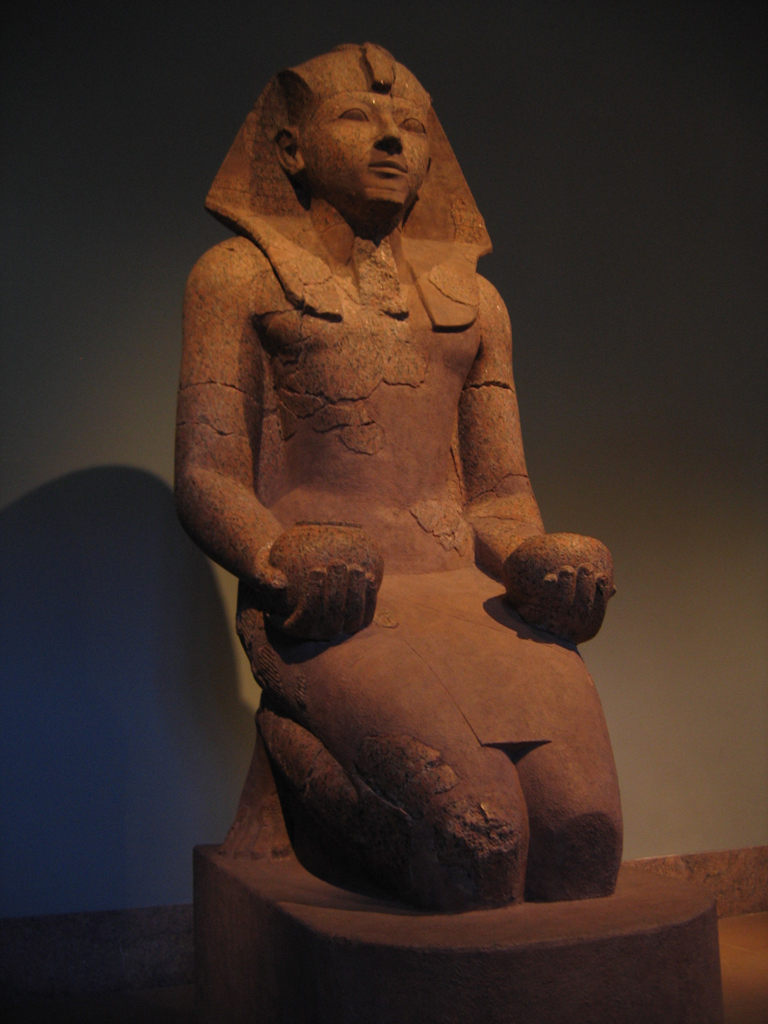
Hatschepsut als männlicher Monarch, mit königlichem Nemes-Kopftuch

Ein früheres Beispiel für die Erhebung einer Frau zum sonst männlich geprägten Königtum ist Nofrusobek. Zunächst nahm Hatschepsut königliche Titel und Insignien an, wobei sie weiterhin in Gestalt und Kleidung als Frau dargestellt wurde. Verschiedene Dokumente weisen zu dieser Zeit eine Mischung von Kennzeichen eines Königs und einer Königin in der Darstellung auf. Es ist schwierig festzustellen, wie lange dieses Zwischenstadium andauerte, jedoch verblieb genug Zeit, um drei Monumente zu errichten:
- eine Kalkstein-Kapelle in Karnak, die später in den Fundamenten des Tempels Amenophis III. in Karnak-Nord wiederverbaut wurde[32]
- ein Bau, zu dem ein Türsturz aus Kalkstein gehörte[33]
- der südliche Tempel von Buhen.

Wichtig ist in diesem Zusammenhang auch eine Inschrift aus der Roten Kapelle (Chapelle Rouge) in Karnak aus dem 2. Jahr, in welcher Hatschepsut die Herrschaft durch ein Orakel des Amun angekündigt oder zugesprochen wird. Bedeutsam ist ebenfalls, dass im Allerheiligsten im Buhen-Tempel Thutmosis II. immer noch verehrt wurde. Zu einem späteren Zeitpunkt löste sich Hatschepsut von Verbindungen mit ihrem Ehemann und betonte ihre Herkunft von ihrem Vater, Thutmosis I. Dies spielte eine wichtige Rolle, um ihr Königtum zu legitimieren. So lautet etwa eine Inschrift vom 8. Pylon in Karnak, ihre Thronbesteigung sei von Amun gewährt worden, wegen der für ihn von Hatschepsuts Vater, Thutmosis I., vollbrachten Taten. Insbesondere ein großer Zyklus im Totentempel von Deir el-Bahari schildert die göttliche Abstammung und Einsetzung Hatschepsuts. Die Krönung Hatschepsuts ist auf Blöcken der Roten Kapelle dargestellt.
Im 5. Regierungsjahr begann Hatschepsut mit dem Bau ihres Totentempels in Deir el-Bahari. Dort finden sich an vielen Stellen Darstellungen des jugendlichen Thutmosis III. im Königsornat, mit verschiedenen Kronen und bei der Durchführung von Opferhandlungen. Diese Darstellungen zeigen nach Gabriele Höber-Kamel, „dass keine Rede davon sein kann, dass Thutmosis III. von seiner Tante ausgegrenzt oder nicht als legitimer König betrachtet wurde“. Demnach nutzte Thutmosis seine Jugendjahre, um ins Königsamt hineinzuwachsen. So konnte er in Ruhe Erfahrungen auf dem Gebiet der Staatsführung sammeln.

#### Beginn der Alleinherrschaft und mögliche Verfolgung von Hatschepsuts Andenken
Verschieden datierte Texte weisen darauf hin, dass Hatschepsuts Herrschaft im 22. Regierungsjahr endete. Manetho erwähnt in seinem Geschichtswerk, dass es sich beim vierten König der 18. Dynastie um eine weibliche Person namens Amessis handelte, die 21 Jahre und 9 Monate regierte. Diese Regierungszeit scheint sehr gut mit dem Beginn der jährlich stattfindenden Feldzüge im 22. Regierungsjahr von Thutmosis III. übereinzustimmen, weshalb viele Historiker Amessis mit Hatschepsut gleichsetzen und der genannten Regierungszeit zustimmen.
Es wurde auch vorgeschlagen, dass Hatschepsut nicht im 22. Regierungsjahr gestorben sei, sondern lediglich die Macht ihrem nun volljährigen Neffen und Stiefsohn Thutmosis übergeben und noch einige Jahre im Ruhestand gelebt habe. Der letzte datierte Beleg der Hatschepsut ist die Stele des Schreibers Nacht vom Sinai aus dem 20. Regierungsjahr. Darauf werden Hatschepsut und Thutmosis III. in eindeutig paralleler Gleichstellung beim Opfer gezeigt.

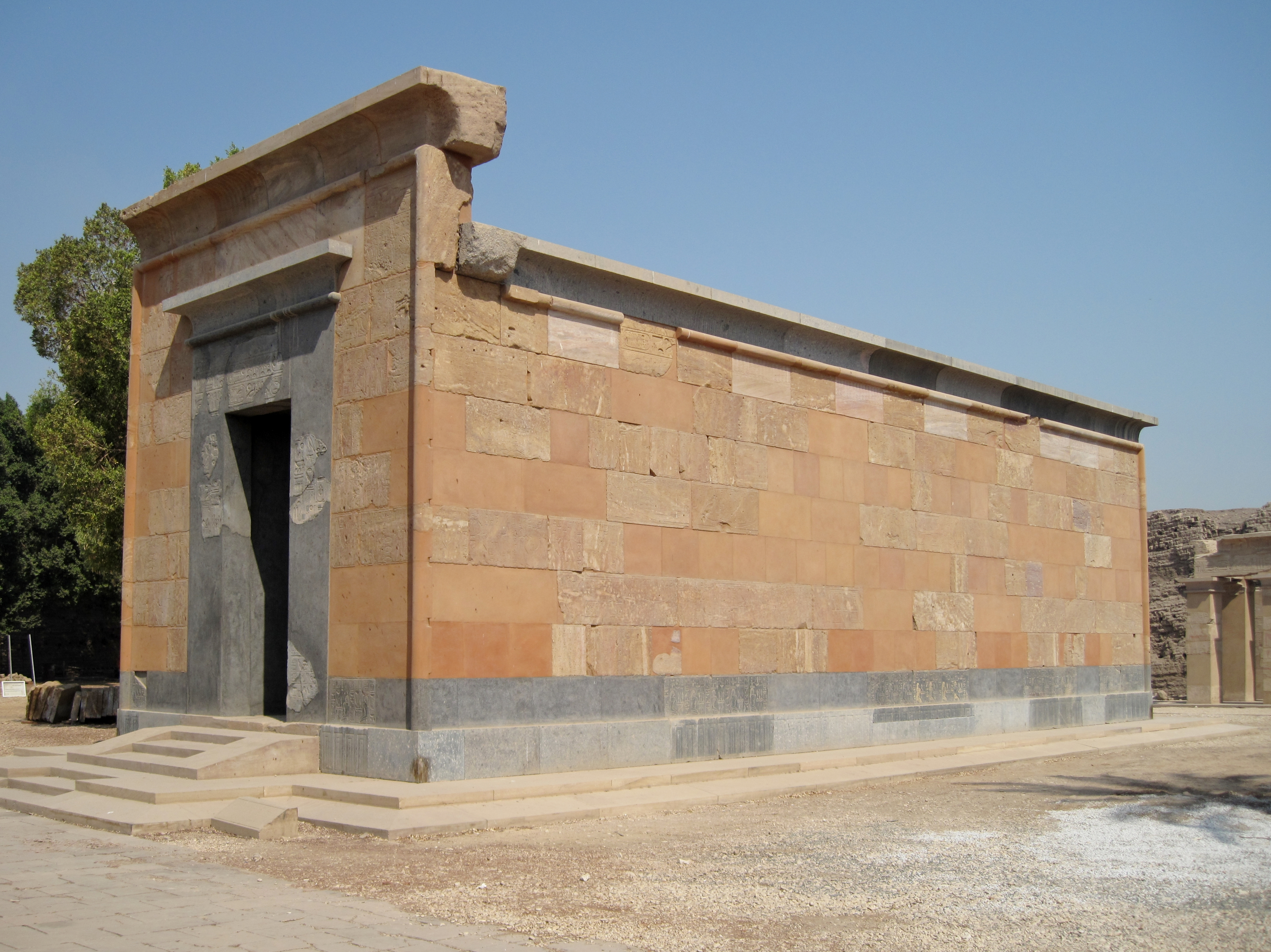
Die Rote Kapelle, ein Barkenheiligtum, das Hatschepsut errichten ließ und Thutmosis III. in seinem Namen vollendete

Zu einer späteren Zeit, wahrscheinlich nach dem 42. Regierungsjahr, wurde Hatschepsuts Andenken verfolgt. In dieser Phase wurden ihre Darstellungen und Kartuschen ausgehackt, ihre Obelisken in Karnak eingemauert und ihre Statuen zerschlagen. Zeitpunkt und Gründe dieser Verfolgung sind unsicher.
Wichtigster Beleg für diese Datierung ist die Rote Kapelle in Karnak. Der Bau war zum Ende von Hatschepsuts Regierung unvollendet und Thutmosis III. vollendete ihn während seiner Alleinherrschaft. Eine fragmentarische Inschrift im Karnak-Tempel, die möglicherweise aus dem 42. Regierungsjahr stammt, erwähnt die Rote Kapelle. Thutmosis III. ersetzte etwa zu diesem Zeitpunkt die Rote Kapelle durch eine neue Kapelle aus Granit. Die Abtragung der Kapelle wurde jedoch mit äußerster Sorgfalt ausgeführt, wie der hervorragende Zustand der gefundenen Blöcke zeigt. Bis zur Wiederverwendung dürften die Blöcke aus Quarzit und Diorit in einem der zahlreichen umliegenden Depots des Tempels aufgestapelt worden sein. Wie Dormann nachgewiesen hat, wurden bei diesen aufgestapelten Blöcken Namen und Darstellungen der Hatschepsut ausgemeißelt, jedoch sicher erst nach dem Abbau der Kapelle, wie die Tilgungen des Namens an Blöcken, die zuvor in Fugen verborgen waren, zeigen. Besonders Amenophis III. verwendete später viele der Blöcke als Fundament für den 3. Pylon in Karnak.

### Außenpolitik

#### Feldzüge nach Vorderasien
Unter Thutmosis II. hatte Ägypten noch die Vormachtstellung in Vorderasien inne. In der Zeit Hatschepsuts findet man nur wenige Erwähnungen über Asien. Vermutlich fielen in ihrer Regierungszeit wichtige Gebiete von Ägypten ab und Ägyptens Einflussgebiet erstreckte sich auf den südlichen Teil Palästinas.

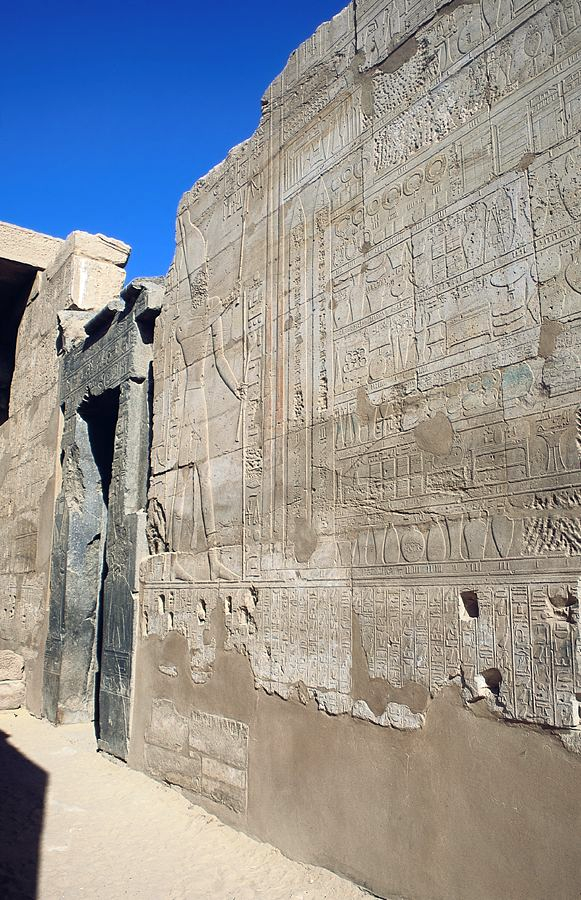
Wand des Annalensaals, in welchem Thutmosis III. über die Feldzüge berichtet

Das 22. Regierungsjahr von Thutmosis III. leitete den Auftakt für fast jährlich stattfindende Feldzüge ein. Diese Ereignisse wurden in den Annalentexten Thutmosis III. in Karnak geschildert, die er in seinem 42. Regierungsjahr aufzeichnete. Daneben werden sie auf Stelen aus Napata (Gebel Barkal) und Armant und in Biografien beteiligter Offiziere überliefert, aber auch Toponymlisten als Nebenüberlieferung. Bei dieser Vorgehensweise orientierte sich Thutmosis III. an „glorreichen Vorbildern“, wie den Feldzügen von Sesostris III. nach Nubien: „Durch die jährliche Anwesenheit in der Region wird jede aufkeimende Rebellion unterbunden, und mittels Depots und Garnisonen kann die Basis für weitergehende Präsenz geschaffen werden.“
Beim ersten, achten und zehnten Feldzug kam es zu richtigen Feldschlachten, bei den anderen handelte es sich vermutlich um kleinere Unternehmungen. Bei der ersten kriegerischen Auseinandersetzung war der Feind noch der Fürst von Kadesch, bei den anderen waren es hauptsächlich die Mitanni.
Der erste Feldzug führte zur Schlacht bei Megiddo. In Vorderasien schloss sich eine Koalition syrischer Fürsten unter der Führung des Fürsten von Kadesch zusammen. Insgesamt nennt Thutmosis III. die wohl eher symbolisch gemeinte Zahl von 330 Fürsten und Königen. Nach der Ansicht von Wolfgang Helck handelte es sich beim ersten Feldzug Thutmosis’ um eine „offensive Verteidigung“. Der Aufmarsch der Truppen um den Fürsten von Kadesch hatten vermutlich das Ziel, Ägypten zu erobern. Thomas Schneider bezweifelt allerdings, dass es sich dabei um eine drohende Rückeroberung Ägyptens durch die Großmacht Mitanni handelte, in Anknüpfung an die Herrschaft der Hyksos. Francis Breyer hält immerhin fest, dass „nach der Fremdherrschaft der Hyksos das Sicherheitsbedürfnis gegenüber Vorderasien in Ägypten offenbar sehr groß war“.

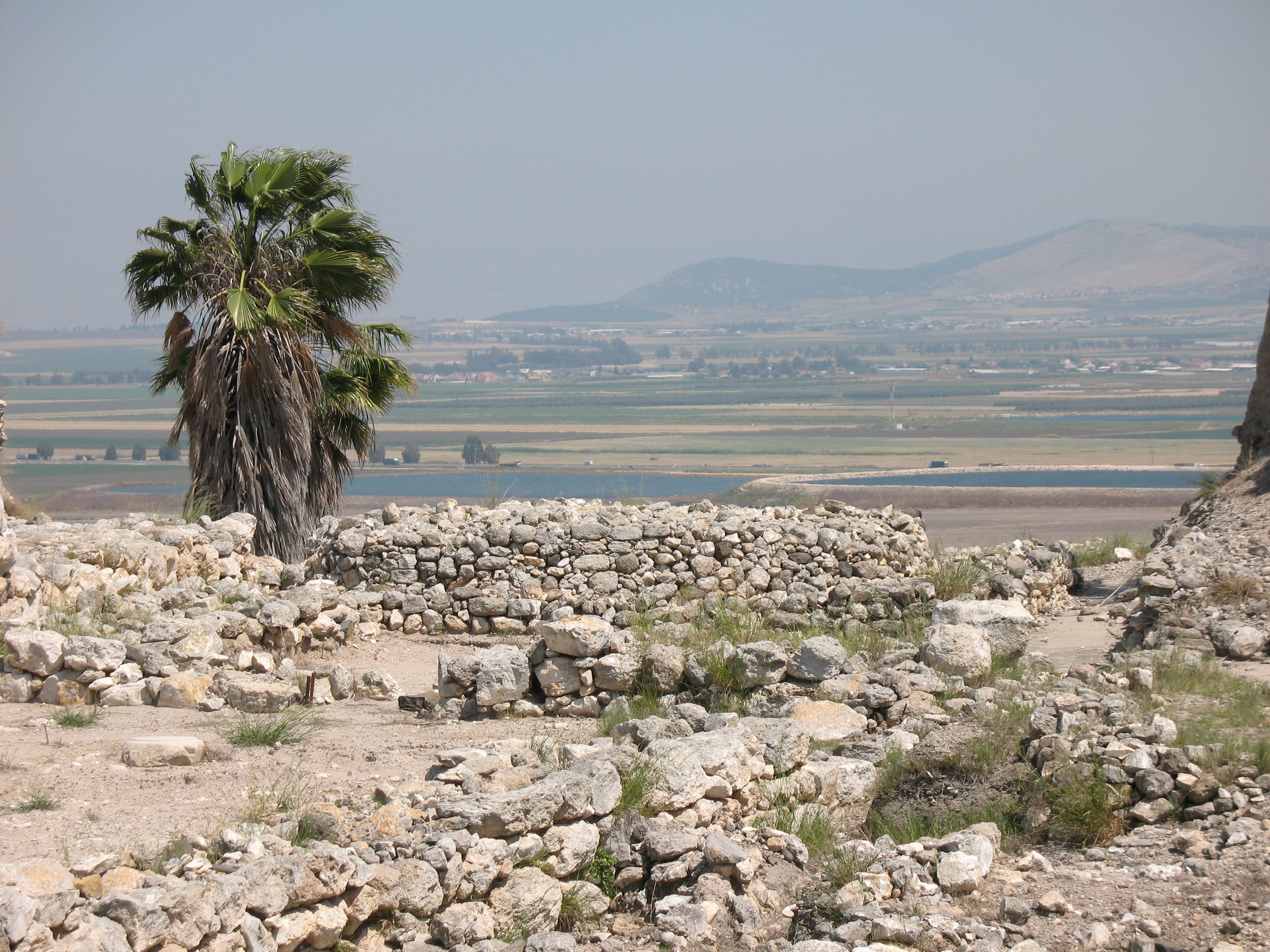
Megiddo

Die Syrer um den Fürsten von Kadesch versammelten sich bei der Festung von Megiddo. Thutmosis III. entschied sich für eine riskante Route durch das Karmelgebirge und griff seine Gegner unter Ausnutzung des Überraschungseffektes an. Diese konnten sich jedoch in die Festung zurückziehen, da die Ägypter siegesgewiss offenbar zu plündern begannen, anstatt die feindlichen Truppen zu zerschlagen. Erst nach mehrmonatiger Belagerung konnte die Festung zur Aufgabe gezwungen werden.
Der Ausgang der Schlacht bei Megiddo kann verschieden interpretiert werden. Einerseits kann man davon ausgehen, dass sie nur unter großen Anstrengungen gewonnen wurde und der ägyptische König deshalb von einem Zug weiter nordwärts nach Syrien absah, wenn auch südsyrische Orte auf den Ortsnamenlisten auftauchen. Unter der Annahme eines Präventivschlags war die Unternehmung dagegen sehr erfolgreich: „So erfolgreich, dass von nun an der Gegner nicht mehr Qadeš, sondern Mitanni heißt.“
Es entwickelte sich ein ägyptischer Imperialismus in Vorderasien. Das Ziel der Ägypter war einerseits die Zerstörung der vorderasiatischen Machtbasen aus Angst vor einer weiteren Fremdherrschaft über Ägypten (in Anlehnung an die Hyksos) und andererseits bestand ein wirtschaftliches Interesse an der Region. Ägypten profitierte von reichen Handelsgütern und Tributen wie Sklaven, Naturalien und Rohstoffen, die dem Land einen noch nicht da gewesenen Wohlstand sicherten. Um die Fürsten stärker an sich zu binden, wurden deren Kinder als politische Geiseln an den ägyptischen Königshof gebracht, dort ausgebildet, und wenn einer der Fürsten starb, wurde dann sein Sohn an dessen Stelle als loyaler Nachfolger eingesetzt.

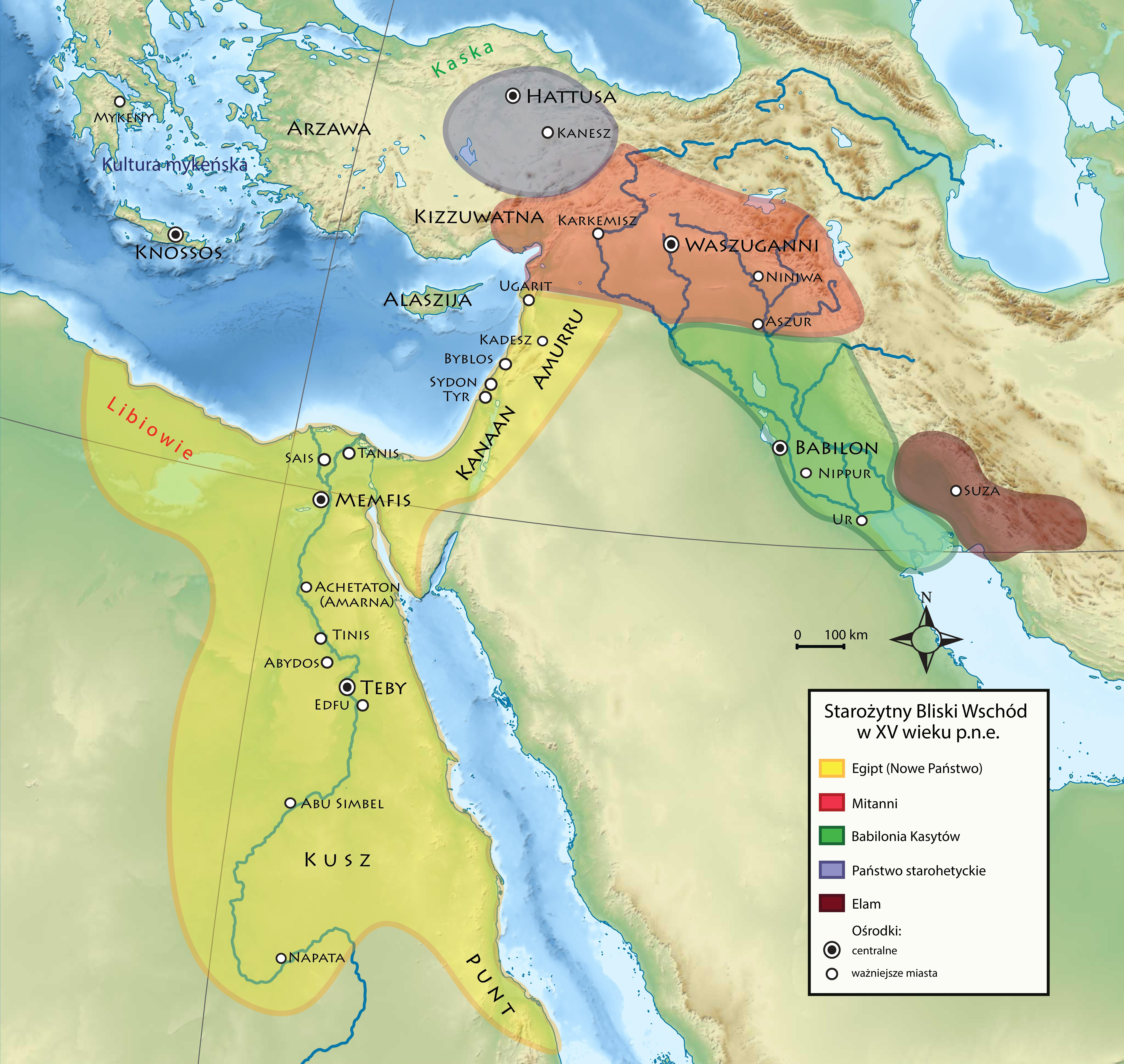
Geopolitische Situation Vorderasiens im 15. Jh. v. Chr.

Einen Eckpunkt in der militärischen Laufbahn des Königs stellte der achte Feldzug im 33. Regierungsjahr dar. Thutmosis stieß bis an den Euphrat im Reich der Mitanni vor. Um schnell und flexibel die Armee und den Nachschub über den Euphrat setzen zu können, ließ er von phönizischen Handwerkern kleinere Schiffe bauen, die sich auseinandernehmen ließen. Mit Hilfe von Ochsenkarren konnten die hölzernen Boote über den Landweg von Byblos an den Euphrat gebracht werden. Dort wurden sie zusammengesetzt, um den Fluss zu befahren. Am Euphrat errichtete Thutmosis III. eine Stele neben der seines Großvaters Thutmosis I. Am westlichen Ufer des Euphrats traf die ägyptische Armee bei der Festung Karkemiš auf das feindliche Heer der Mitanni. Die Ägypter gewannen die Oberhand und die Mitanni flohen ins Hinterland. Die Ägypter plünderten das Grenzland rechts und links des Euphrats. Es ist überliefert, dass Thutmosis nach dem Sieg bei Karkemisch an einer Elefantenjagd teilnahm. Bei der Jagd kam es zu einem Zwischenfall, bei dem er durch einen Elefanten ernsthaft bedroht wurde. Der Offizier Amenemheb rühmt sich in der Biographie seines Grabes (TT85), dass er den König aus der lebensbedrohlichen Situation rettete, indem er dem Tier den Rüssel abschnitt.
Im 35. Regierungsjahr bedrohte die Armee der Mitanni erneut das ägyptische Reich. Thutmosis trat dieser mit seiner Armee persönlich entgegen. Die Annalentexte dazu sind teilweise leider stark zerstört. Auf jeden Fall traf in der Nähe der syrischen Stadtfestung Aleppo das ägyptische Heer auf die feindlichen Truppen, die unter dem Oberbefehl des Mitanni-Königs standen. Es kam wahrscheinlich zu zwei Schlachten, bei denen laut den Schilderungen die Ägypter ohne größere Probleme die Oberhand gewannen. Das gegnerische Heer flüchtete wieder ins Hinterland, und auch hier verfolgte Thutmosis III. die gegnerischen Truppen nicht weiter. Es wird nichts über einen Vorstoß bis zum Euphrat berichtet. Vielleicht war das Heer durch die große Schlacht bereits zu stark geschwächt oder die kalte Jahreszeit hatte bereits begonnen.
Einen letzten Versuch unternahmen die Mitanni im 42. Regierungsjahr des Thutmosis, als sie sich mit dem Fürsten von Tunip verbündeten. Thutmosis III. begab sich auf dem Seeweg zur verbündeten Küstenstadt Simyra. Von hier aus marschierte die Armee nach Irqata, um dort die mitannischen Truppen zu bekämpfen. Die Stadt Irqata konnte eingenommen werden und mit Truppennachschub stieß er nach Tunip vor. Dort muss es zu einer erbitterten Schlacht gekommen sein, bei der die gegnerische Armee vernichtend geschlagen werden konnte. In Kadesch wurden die letzten Anführer vernichtet.

#### Nubienpolitik

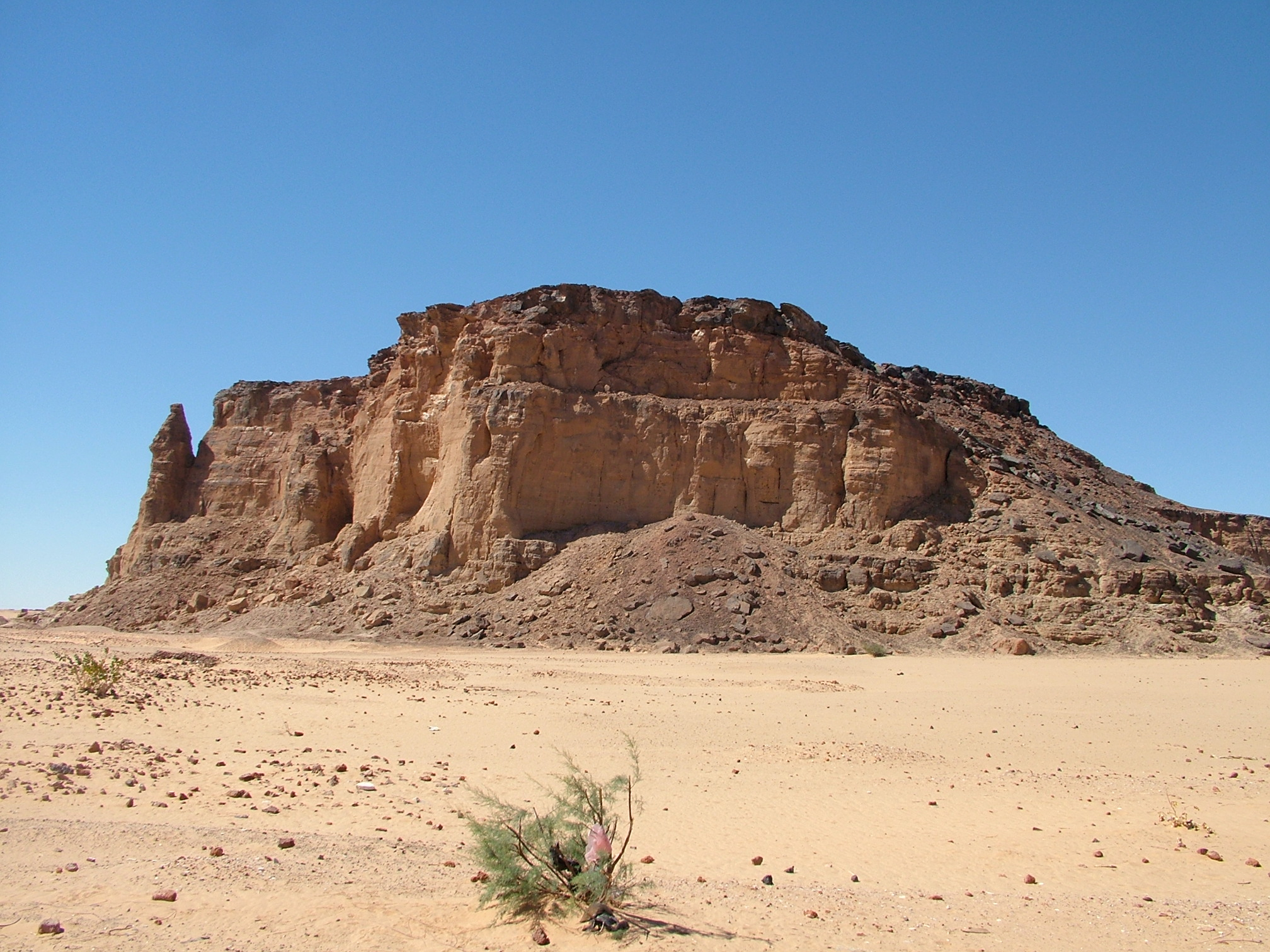
Der Gebel Barkal

Neben Vorderasien expandierte Ägypten in der frühen 18. Dynastie auch in eine ganz andere Richtung: nach Nubien, das Gebiet südlich des 1. Nilkatarakts bei Assuan. Ahmose brachte die Region durch Feldzüge wieder in seine Gewalt und führte das neue Amt des Vizekönigs von Kusch (auch „Königssohn von Kusch“) ein, dem die Aufsicht über das wiedergewonnene Gebiet oblag, das für die Ägypter besonders wegen seiner Goldminen und Steinbrüche von Bedeutung war. Daneben wurde zur dauerhaften Beherrschung ein Befestigungssystem restauriert und ausgebaut, das schon in der 12. Dynastie angelegt worden war.
Thutmosis I. stieß schließlich weit über die festgelegte Südgrenze hinaus und setzte dem Königreich von Kerma, dem ersten bedeutenden eigenständigen nubischen Königreich, ein Ende. Auch unter seinen Nachfolgern waren die kriegerischen Auseinandersetzungen noch nicht beendet. Thutmosis II. und Hatschepsut intervenierten ebenfalls militärisch, um Aufständische niederzuschlagen. Thutmosis III. konnte dauerhaft über den 4. Katarakt hinaus expandieren und das südliche Ende beim Gebel Barkal („Reiner Berg“) mit Napata als Grenzort und Handelsstützpunkt festlegen.
Donald B. Redford identifiziert mindestens vier militärische Interventionen in Nubien in der Zeit der Koregentschaft von Hatschepsut und Thutmosis. Eine der wenigen datierten Inschriften legt einen Nubienfeldzug im 12. Regierungsjahr von Hatschepsut / Thutmosis III. fest, bezeichnenderweise zu einer Zeit, als Thutmosis III. alt genug war, die ägyptische Armee anzuführen. Dieses Graffito in Tangur-West (zwischen der Insel Sai und dem 2. Katarakt) nennt Kusch als Haupt-Feind.
Es ist schwierig festzustellen, wie viel Kontrolle Thutmosis III. über das Gebiet stromaufwärts des 4. Katarakts ausüben konnte. Zumindest ist die Gebel-Barkal-Stele, die ins 47. Regierungsjahr datiert, ein Hinweis darauf, dass er die Stadt Napata am Gebel Barkal begründete. Bei der Inschrift könnte es sich um eine später ausgearbeitete Rede handeln, die der König vor hohen Beamten und Personen des Südlands hielt. Von einem weiteren Nubienfeldzug zeugt eine Inschrift aus dem 50. Jahr auf der Insel Sehel, die zur Erinnerung an die Wiedereröffnung des Kanals, der durch den 1. Katarakt führt, errichtet wurde, als der König von einem siegreichen Feldzug aus Nubien zurückkehrte.

#### Außenwirtschaft und Diplomatie

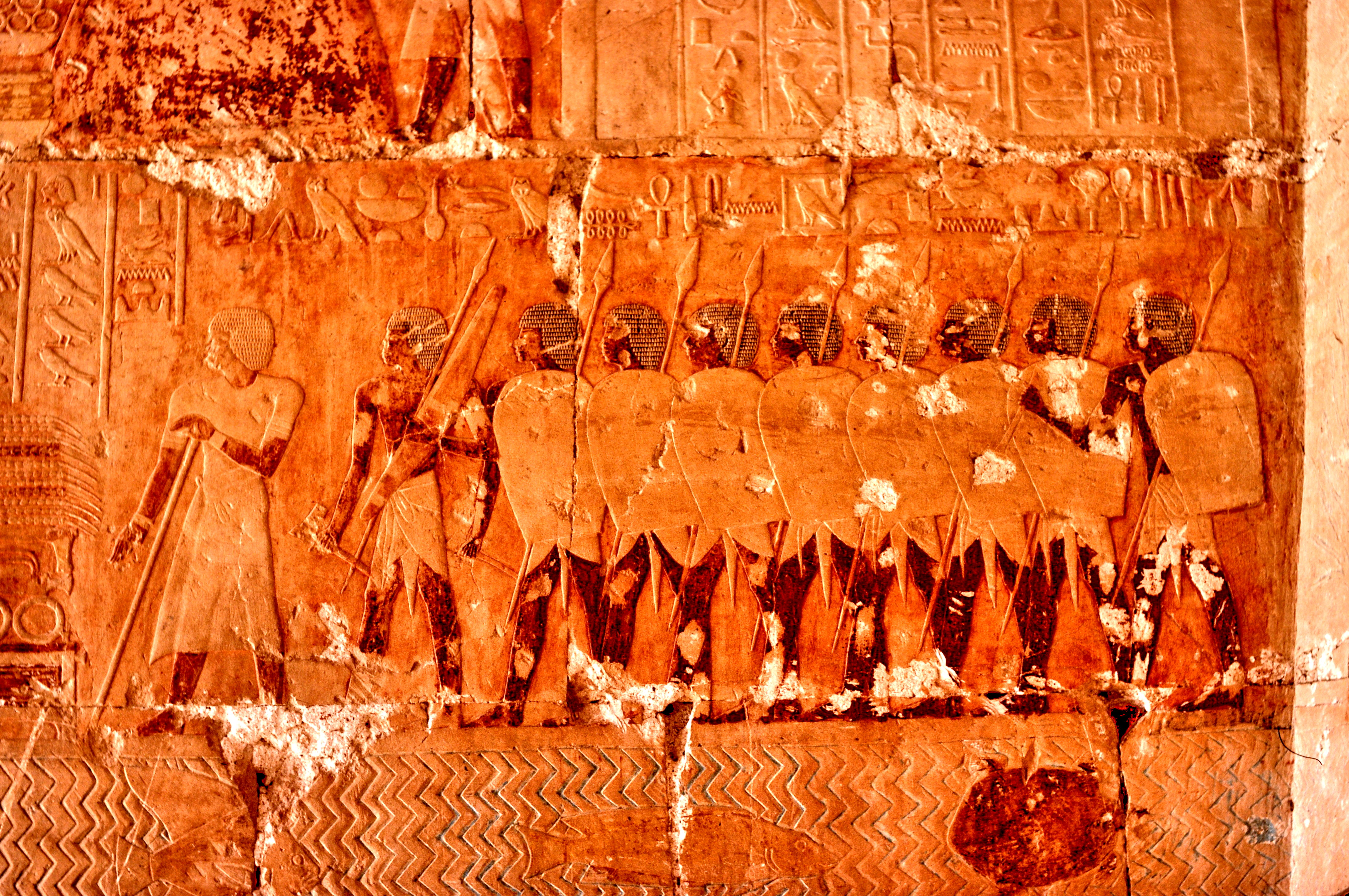
Expedition nach Punt im Totentempel der Hatschepsut

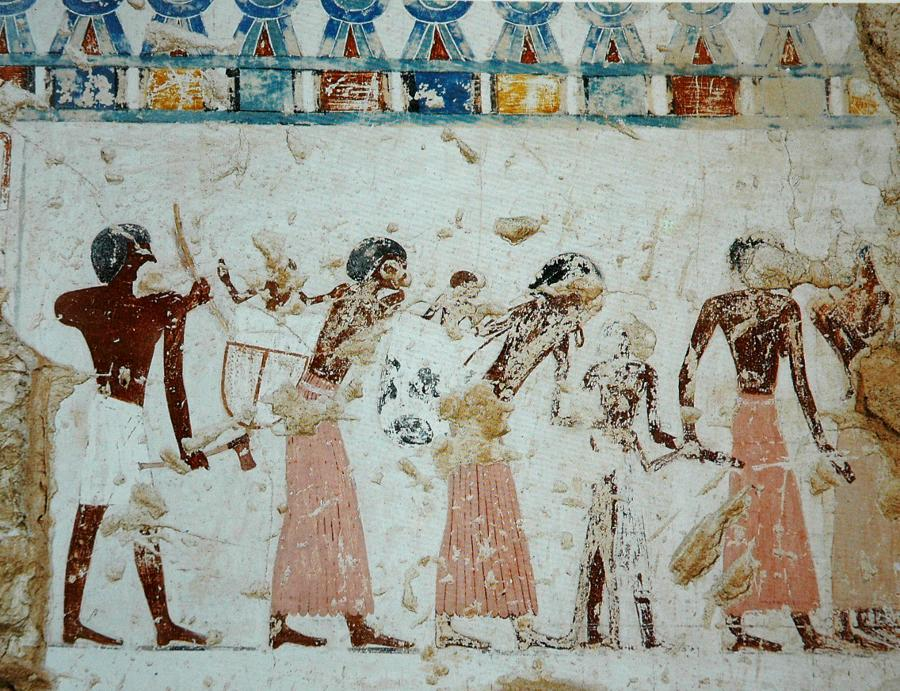
Nubierinnen bei der Arbeit in Ägypten, Darstellung im Grab des Ineni (TT81)

Die aggressive Außenpolitik in der frühen 18. Dynastie schuf neue Handelsräume. Bezeichnenderweise war nach Hatschepsuts Machtübernahme eine der größten Unternehmungen die Expedition nach Punt. Die Darstellung dieser Expedition nimmt bei der Dekoration ihres Totentempels sehr viel Platz ein. Beachtung findet immer wieder die Frau des „Herrschers“ von Punt, die sich durch einen außerordentlichen Körperumfang auszeichnete. Die wichtigsten aus Punt eingeführten Güter waren Weihrauch und Ebenholz, aber auch weitere Gegenstände und Tiere wurden mitgebracht.
Die Annalen des Thutmosis III. geben nicht nur Auskunft über die Feldzüge nach Vorderasien, sondern auch über den direkten und indirekten Austausch von Gütern nach Ägypten. Ein Großteil der Inschrift listet Menschen, Tiere, landwirtschaftliche Produkte, Rohstoffe und Artefakte, die als Geschenk, Tribut, Kriegsbeute oder Handelsgut nach Ägypten gebracht wurden. Die diplomatischen Geschenke beinhalteten kostbare Rohstoffe wie Silber, Lapislazuli und andere Schmucksteine, aber auch Kupfer, Holz, Pferde, exotische Tiere und Metallgefäße. Die zuliefernden Regionen können nicht immer mit Sicherheit identifiziert werden. Als Geschenklieferanten werden unter anderem die Könige von Hatti, Babylonien, Assyrien, Alašija, Alalach und Tanaja (das mykenische griechische Festland oder Teile davon) genannt. Das Beutegut der Feldzüge besteht nicht nur aus militärischen Gütern wie Kriegsgefangenen, Streitwagen, Pferden und Waffen, sondern auch aus einer großen Bandbreite an Wertgegenständen, Frauen, Kindern und Viehbeständen, die von rebellischen Städten als Strafmaßnahme geplündert wurden. Der größte Teil der Aufzeichnungen listet jedoch Tribute aus den eroberten Gebieten auf.
Für die Jahre 33 und 38 wurden Handelsexpeditionen nach Punt verzeichnet. Diese stellen eine andere Form der Erschließung von fremden Gebieten dar. Es handelt sich um seltene explizite Zeugnisse von eigentlichem Handel als Austausch von Gütern in den offiziellen Aufzeichnungen. Wie bei Hatschepsuts Expedition kehrten die Schiffe mit Weihrauch und anderen exotischen Gütern zurück.
Bildhaftes Gegenstück zu den Annalen sind Darstellungen von Ausländer-Prozessionen in mindestens 15 thebanischen Privatgräbern aus dieser Zeit. Diese veranschaulichen aus einer authentischen, privaten Sicht die gleiche Art der Außenpolitik. Die Prozessionen tauchen fast ausschließlich in den Gräbern von hohen Beamten der ägyptischen Verwaltung auf. Nach Diamantis Panagiotopoulos ist die übliche (moderne) Bezeichnung „Tributszenen“ unzureichend. Wie die bildlichen und textlichen Quellen zeigen, legt sie den wirklichen Inhalt falsch aus und spielt die Vielfalt ihres Gegenstandes herunter. Erstens beziehen sich die Szenen nicht auf die Lieferung von Tributen im eigentlichen Sinne, da Tribute als Strafmaßnahme nie in den ägyptischen Außenbeziehungen auftraten. Die eroberten Gebiete wurden in die ägyptische Administration einbezogen und zahlten Steuern wie die ägyptische Bevölkerung. Zweitens erzählen sie unterschiedliche zeremonielle und administrative Ereignisse, die in Verbindung mit der Karriere des Grabbesitzers stehen.
Das am besten erhaltene Beispiel stammt aus dem Grab des Wesirs Rechmire (TT100) in Scheich Abd el-Qurna. Die fünf Register zeigen unterschiedliche Ebenen der politischen Beziehungen mit Ägypten, von freien Menschen (die obersten beiden), politisch Kontrollierten (drittes und viertes Register) und Sklaven (unterstes):

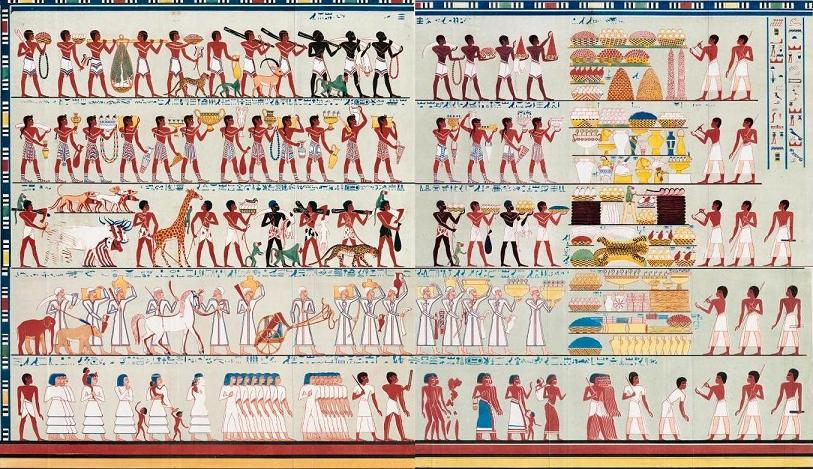
Ausländer-Prozessionen im Grab des Rechmire (TT100)

- 1. Register: Menschen von Punt bringen Weihrauch, Edelsteine, Ebenholz, Elfenbein, Tierfelle und andere exotische Produkte.
- 2. Register: Mykener tragen kunstvolle Metallvasen, Schmuck und Minerale.
- 3. Register: Nubier sind mit ihren typischen Produkten ausgestattet: Gold, Ebenholz, Straußenfedern und -eier, Vieh, Tierfelle und wilde Tiere.
- 4. Register: Bewohner der Region Syrien-Palästina bringen Metallvasen, Waffen, einen Streitwagen, Pferde, Mineralien und Elfenbein.
- 5. Register: Frauen und Kinder aus Nubien und Syrien-Palästina. Die Beischrift erwähnt, dass diese als Beute von den Feldzügen nach Ägypten kamen und als Sklaven dem Amun-Tempel zugeteilt sind.

Aus dem 15. Jahrhundert v. Chr. ist der sogenannte Kuruštama-Vertrag überliefert, eine zwischenstaatliche Vereinbarung zwischen den Ägyptern und den Hethitern. Teile des Vertrages sind auf keilschriftlichen Tafeln aus Ḫattuša erhalten geblieben, einerseits als Sekundärquellen in späterer Überlieferung, andererseits existiert auch ein Fragment des Originalvertrages. Es ist somit der älteste erhaltene paritätische Staatsvertrag. Als Vertragspartner kommen auf hethitischer Seite Tudhalija I. und auf ägyptischer Seite Thutmosis III. oder nach älterer Auffassung Amenophis II. in Frage. In dem Vertrag regelten Ägypter und Hethiter die Folgen der Auswanderung von Bewohnern aus Kurustama ins Herrschaftsgebiet der Ägypter. Der Vertrag scheint auch Grenzregelungen beinhaltet zu haben. Er besaß bis zum Überfall der Hethiter auf das ägyptische Amka am Ende der ägyptischen 18. Dynastie Gültigkeit (ca. 1330 v. Chr.; siehe dazu auch Daḫamunzu-Affäre). Die Stadt Kurustama lag vermutlich im nördlichen oder nordöstlichen Anatolien, eine genaue Lokalisation ist jedoch nicht möglich. Nach Breyers Auffassung hatten sich die beiden Großmächte in dieser Zeit so weit angenähert, dass eine direkte Konfrontation drohte, weshalb sie diplomatische Kontakte aufnahmen. Die Ägypter lernten die Keilschrift, um sich international verständigen zu können. Bereits vor der Amarna-Zeit entstand somit eine Art Verhaltenskodex zwischenstaatlicher Beziehungen. Die beginnenden und intensiver werdenden Kontakte zwischen den beiden Kulturen wurden in der Thutmosidenzeit erstmals fassbar: „Nicht nur bei den diplomatischen Beziehungen muss man sich also von dem lieb gewonnenen Bild einer Internationalisierung erst in der Amarnazeit verabschieden – bereits die frühen Thutmosiden waren ‚global player‘.“

### Verwaltung
Der König war theoretisch im Besitz der Gesamtheit des Landes und die Bürokratie wuchs als Mittel zum Eintreiben und Umverteilen der ägyptischen Produkte im Namen des Herrschers. Viel Quellenmaterial liefern die Biografien in den Beamtengräbern, insbesondere in Theben-West (siehe auch Liste der thebanischen Gräber). Dabei nahm der Königsdienst eine Vorrangstellung ein: „Für den König zu handeln, sich vor ihm zu bewähren, von ihm belohnt zu werden, erfüllt in dieser Zeit so sehr den Mittelpunkt des offiziellen Daseins, dass daneben alle weiteren Bezugspunkte des Lebens eines Beamten sekundär werden.“
Andererseits konnte der Übergang von der Herrschaft von Thutmosis III. zur Koregenz mit Hatschepsut und schließlich zur Alleinherrschaft des Thutmosis’ III. nicht ohne Unterstützung der wichtigsten Beamten vonstattengehen. Das Andenken der wichtigsten Beamten wurde nach diesen Übergängen nicht verfolgt. Eine neue Beamten-Klasse waren unter Thutmosis III. die Veteranen der Asien-Feldzüge. Diese Männer erwarben sich ihre Positionen in der Verwaltung durch ihre Treue als Krieger und Freunde des Königs.

#### Wesire

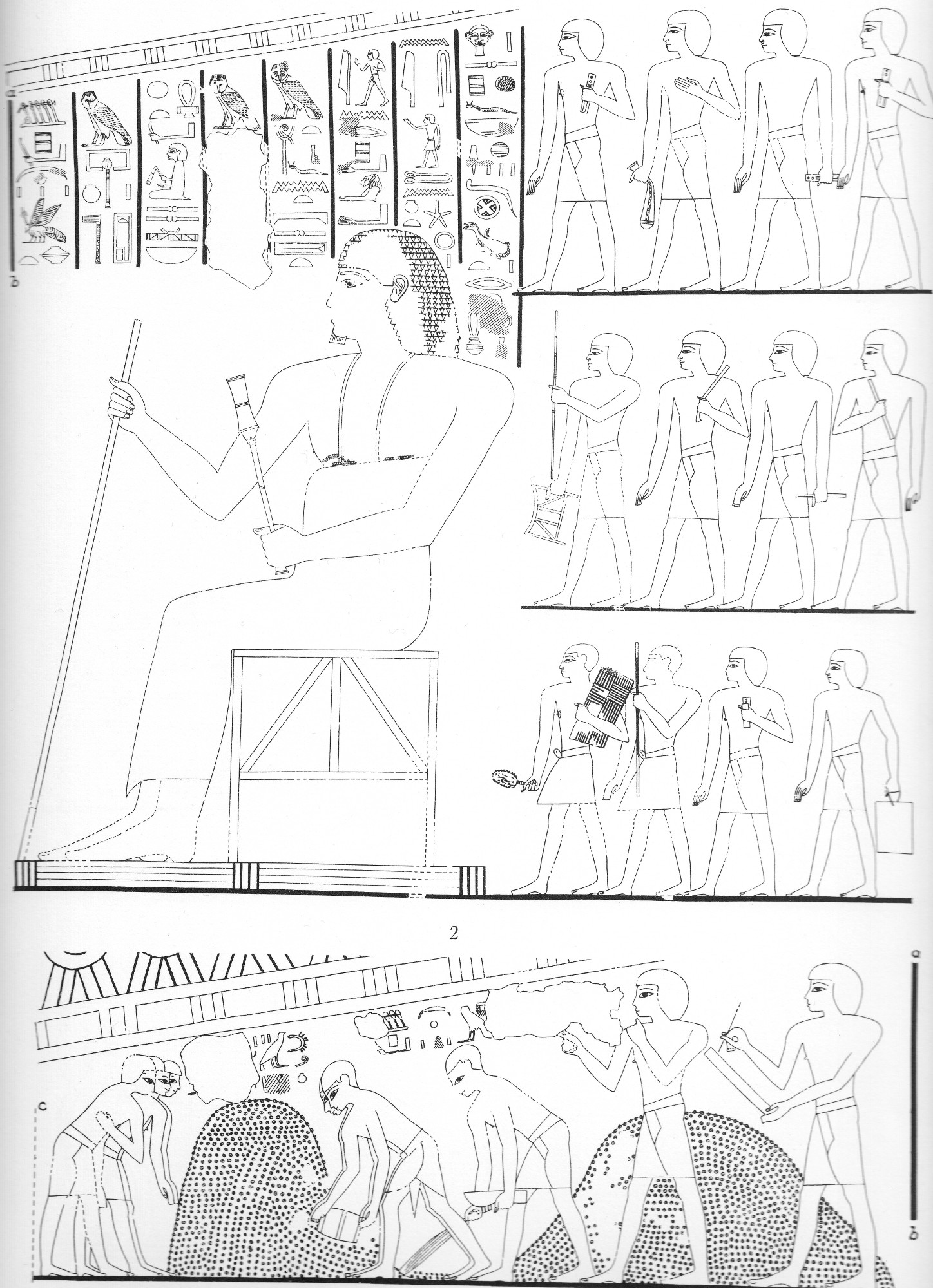
Der Wesir Rechmire beaufsichtigt die Magazine, Darstellung aus dem Grab TT100

Der oberste Beamte im Staat war der sogenannte Wesir (altägyptisch Tjati). Spätestens zur Zeit Thutmosis’ III. wurde das Wesirat zweigeteilt. Es gab jeweils einen Wesir für die Reichsteile Oberägypten und Unterägypten. Bis zum Jahr 5 unter Thutmosis III. und Hatschepsut amtierte Ahmose Aametju als Wesir. Ihm folgte sein Sohn Useramun in dieses Amt. Nach dessen langjähriger Amtszeit übernahm dessen Neffe Rechmire das Wesiramt. Die Gräber des Useramun (TT61 und TT131) und des Rechmire (TT100), geben einen guten Einblick in die Organisation des Wesiramtes. TT61 und TT100 überliefern eines der bedeutendsten Dokumente zur ägyptischen Verwaltung in seiner ältesten Textform: die Dienstanweisung für den Wesir. Diese beschreibt die wichtigsten Aufgaben und Pflichten eines Wesirs in 27 Paragraphen. Nach van den Boorn lassen sich die Aufgaben des Wesirs auf drei Hauptaspekte zusammenfassen: die Verwaltung des pr-nswt (Palast), die Leitung der Zivilverwaltung und die Stellvertretung des Königs.
Neferweben ist bisher der früheste belegte Wesir Unterägyptens. Er ist von zwei Kanopenkrügen bekannt, die aus Sakkara, der Nekropole von Memphis stammen. Dies belegt, dass Neferweben dort bestattet wurde und wahrscheinlich dort residiert hatte. Auf einer Statue von ihm erscheinen die Namen von Thutmosis III., womit er mit Sicherheit unter diesem Herrscher zu datieren ist. Vielleicht war Neferweben der Vater des Wesirs Rechmire, da dessen Vater ebenfalls Neferweben hieß, aber dieser trägt im Kontext mit Rechmire nie den Wesirstitel.

#### Weitere hohe Verwaltungsbeamte

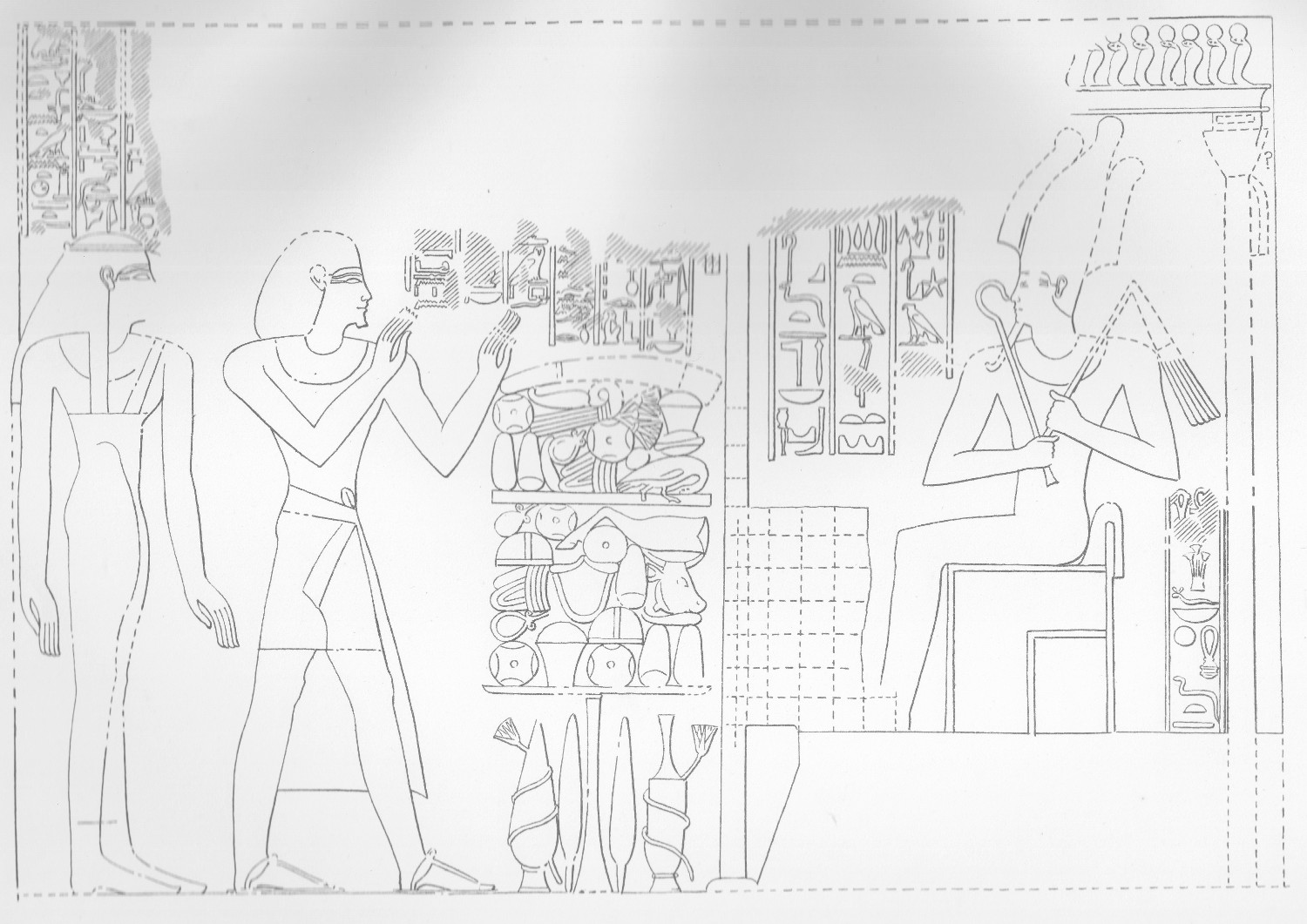
Der Hohepriester des Amun Mencheperreseneb und seine Mutter Tajunet verehren den thronenden Gott Osiris-Chontamenti, Darstellung aus dem Grab TT86

Im frühen Neuen Reich war das Amt des Schatzmeisters (Jmj-r3-ḫtmt – Imi-ra chetemet, wörtlich: „Vorsteher des Siegels“) noch sehr einflussreich. Es beinhaltete die Verwaltung der königlichen Einkünfte aus ausländischen Abgaben und aus den Handelsunternehmungen, die Organisation von Expeditionen und die gesamte Palastverwaltung. Insbesondere der Schatzmeister Sennefer ist aufgrund seiner Grabanlage in Theben-West (TT99) bekannt. Die Eintreibung und Verteilung von Getreide war eine der grundlegenden organisatorischen Tätigkeiten des Staates. Der „Vorsteher der beiden Scheunen von Ober- und Unterägypten“ war verantwortlich für die Überwachung dieser Tätigkeit, die Aufzeichnung darüber und die Berichterstattung der Erträge beim König. Bis mindestens ins Jahr 36 hatte Minnacht dieses Amt inne, dessen Laufbahn als niedriger Beamter im Amun-Tempel im Norden des Landes zur Zeit der Hatschepsut begann. Sein Sohn Mencheperre-seneb folgte ihm in seinen Ämtern nach.
Die Herolde waren bevollmächtigt, im Namen des Königs zu sprechen, so wie die Schreiber in seinem Namen Aufzeichnungen führen durften. Sie waren Berichterstatter des Königs und waren in einem großen geografischen Bereich tätig. Iamunedjeh war königlicher Schreiber, erster königlicher Herold, Vorsteher der Wache und Vorsteher der beiden Scheunen von Ober- und Unterägypten unter Thutmosis III. In seinem Felsengrab in Qurna (TT84) berichtet er über die besondere Erwählung durch den König. Als Erster königlicher Herold war er der, „der zu jeder Zeit gerufen wurde, um die Pläne der beiden Länder auszuführen“. Eine Statue aus Theben berichtet von der Teilnahme am Zug Thutmosis’ III. über den Euphrat.
Als Hohepriester des Amun in Karnak war Mencheperreseneb einer der höchsten Beamten im religiösen Bereich unter Thutmosis III. Er überwachte auch die Arbeiten des Königs im Amun-Tempel und besaß die beiden Grabanlagen TT86 und TT112 in Scheich Abd el-Qurna. Aus der väterlichen Linie stammte er vermutlich nicht aus einer einflussreichen Familie, seine Mutter Tajunet war jedoch königliche Amme und laut seinen Angaben kannte er den König seit seiner Kindheit.
Puiemre führte den Titel eines Zweiten Amunpriesters und begann seine Karriere bereits unter Hatschepsut. In seinen Aufgabenbereich fiel die Inspektion der Werkstätten im Amun-Tempel, die Kontrolle und Organisation verschiedener Tempel-Zeremonien und die Entgegennahme der Tribute an den Amun-Tempel. Von außergewöhnlicher Architektur ist sein Grab TT39 in El-Chocha.

#### Erzieher der Königskinder

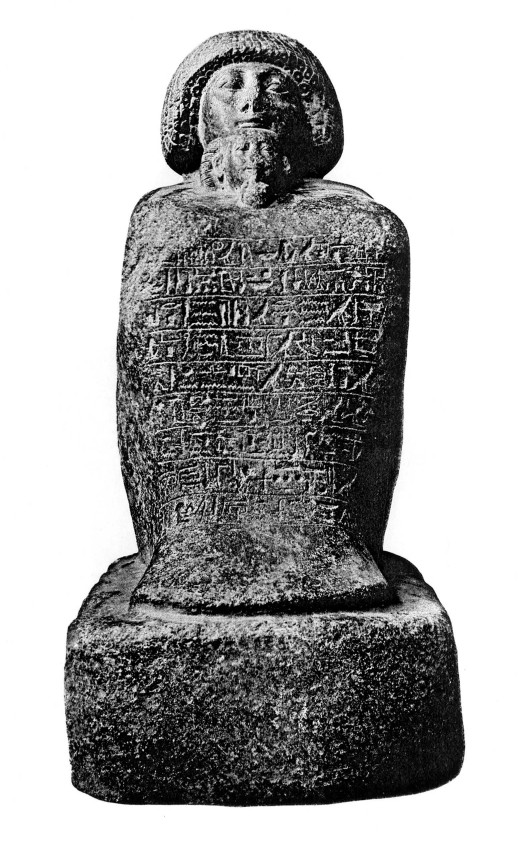
Bener-merut und die ihm anvertraute Prinzessin Merit-Amun

Großen Einfluss hatten in der 18. Dynastie Beamte, unter deren Obhut Königskinder standen. Die Erzieher waren sowohl männlich als auch weiblich und waren manchmal einer Gruppe von Königskindern zugeordnet und wurden manchmal als Tutor für einen Prinzen oder eine Prinzessin ausgesucht.
Hatschepsuts oberster Architekt, Baumeister und Obervermögensverwalter Senenmut war auch für die Erziehung ihrer Tochter Neferu-Re verantwortlich. Unter Thutmosis’ III. war einer dieser Prinzenerzieher Bener-merut. Ähnlich wie bekannte Erzieherstatuen des Senenmut zeigt der Würfelhocker CG 42171 den Beamten mit Merit-Amun, der Tochter des Thutmosis III. Der Kopf des Mädchens schaut dabei aus dem Schoß ihres Erziehers auf. Seinen Titeln zufolge war Bener-merut auch als Bauleiter und in der königlichen Verwaltung tätig.

#### Beamte des Militärs und der Polizei
Bis zur Amarna-Zeit wurden hohe Militärs nicht in diesem Bereich ausgebildet, sondern aus Positionen befördert, die mit Registrieren und Berechnen zu tun haben. Ausschlaggebende Qualifikationen waren also Organisationstalent und Rechenkünste, denn der Erfolg einer militärischen Aktion hing stark von Organisation, Einteilung der Soldaten und Verteilung der Waffen ab.

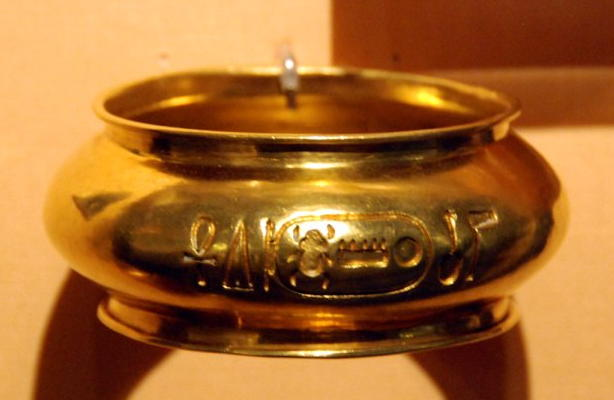
Goldener Armreif des Generals Djehuti mit dem Thronnamen des Thutmosis III.

Der berühmteste General dieser Zeit ist Djehuti, dessen militärische Erfolge in späterer Zeit Eingang in die literarische Erzählung von der Eroberung von Joppe fanden. Insbesondere seine List wird gewürdigt. So enthält die Erzählung eine Episode, die an Ali Baba und das Trojanische Pferd erinnert: Die Eroberung der Stadt wurde dadurch erreicht, dass sich Djehuti und zweihundert Mitstreiter in Säcke einnähen ließen. Diese wurden ohne Schwierigkeiten in die Stadt geschmuggelt, da der dortige Fürst glaubte, es handele sich um Geschenke. In der Nacht krochen die Soldaten aus ihren Säcken und konnten die Stadttore öffnen, was zur Eroberung der Stadt führte. Wahrscheinlich befand sich Djehutis Grab in Saqqara, von wo einige Objekte mit seinem Namen stammen.
Gut bekannt ist das Leben des „Oberst und Stellvertreter des Heeres“ Amenemheb durch seine Autobiografie im Grab TT85. Amenemheb hatte sich vom Frontsoldaten zum höchsten als Nicht-Beamten erreichbaren Amt, zum Oberst, hochgedient. Bei der Krönung des Amenophis’ II. wurde er zum Stellvertreter des Heeres befördert. Dies erfolgte jedoch nicht aufgrund seiner Verdienste, sondern der Stellung seiner Frau Baki als Amme eines Königskindes am Hofe. Als militärischer Höhepunkt wird die Überquerung des Euphrats während des achten Feldzugs Thutmosis’ genannt. Für die Rettung des Königs bei der Elefantenjagd bei Nija wurde er mit dem Ehrengold ausgezeichnet.
Neferchau bekleidete das Amt des „Oberst der Medjau und Vorsteher der Wüste“. Die Wüstenpolizei (Medjau oder auch Medjai) bewachte polizeilich und militärisch die Wüste. Sie verfolgte flüchtige Personen in die Wüste und bot Expeditionen Schutz gegen Beduinen. Der Polizeioberst Dedi ist aus seinem Felsengrab TT200 in El-Chocha bekannt. Er diente sich vom einfachen Soldaten zunächst zum Standartenträger der königlichen Schutzwache hoch und wurde schließlich zum Oberst der Polizei in Theben-West befördert, eine Truppe, die größtenteils aus Nubiern bestand. Diese Sicherheitstruppe schützte die massenweise in den königlichen Gräbern und Tempeln angehäuften Wertgegenstände und die Nekropolenarbeiter.

### Kultische Aktivitäten
Im Rahmen der traditionellen Rolle eines ägyptischen Herrschers trat Thutmosis III. als Mittler zwischen Mensch und Gottheit auf. In seiner Funktion als Priester trug er die Verantwortung für den voneinander abhängigen Austausch zwischen der sterblichen und der göttlichen Welt. Seine Teilnahme am Götterkult garantierte somit die Harmonie des Lebens unter den Lebenden.
Thutmosis III. gehört jedoch zu jenen Königen, die ihre göttliche Natur besonders betonten. Schon zu Lebzeiten wurde er auch als Parallelgott zu Amun in der Opferformel aufgerufen. Er rühmte sich, „Sohn“ beziehungsweise „Abbild“ des Amun zu sein. In Nubien wurde Thutmosis III. nach dem Vorbild der dortigen Vergöttlichung von Sesostris III. wahrscheinlich bereits zu Lebzeiten zu einer echten Ortsgottheit erhoben, und zwar als Ebenbild von Thot.

#### Sedfeste

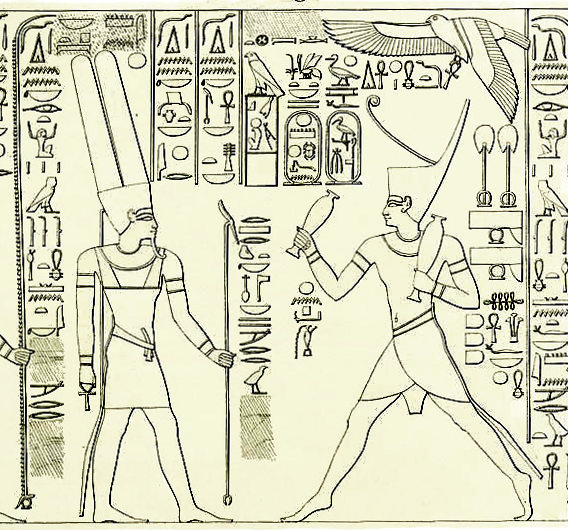
Thutmosis III. beim Sedfestlauf in Karnak

Einer der wichtigsten Auftritte für den König war das Sedfest. Es diente der Herrschafts- und Krafterneuerung des regierenden Königs. Normalerweise wurde es nach 30 Regierungsjahren zum ersten Mal gefeiert. In komplexen Ritualen sollte der König einen Verjüngungsprozess durchmachen. Bereits in der Roten Kapelle finden sich Darstellungen der Hatschepsut beim Durchführen eines solchen Festes. Ob unter ihr jedoch bereits ein solches stattfand, lässt sich nicht eindeutig klären. Es fehlen unabhängige Bestätigungen für ein solches Ereignis, wie beispielsweise Aufschriften auf Gefäßen, deren Inhalt für ein Sedfest bestimmt war, oder Berichte in den Gräbern von Beamten über ihre Beteiligung an den Vorbereitungen für ein solches.
Ein „erstes Mal des Jubiläums“ im 30. Regierungsjahr Thutmosis’ wird auf Pfeilern seines Tempels in Medinet Habu erwähnt. Auch Darstellungen im „Festtempel“ (Ach-menu) in Karnak verweisen auf die Durchführung eines ersten Sedfestes. Dazu gehören Kultläufe, die ein wichtiger Bestandteil des Festes waren und in denen der alternde König seine Kraft unter Beweis stellte. Ein drittes Sedfest erwähnt der Obelisk aus Heliopolis, der sich heute in London befindet.

#### Tempelfeste

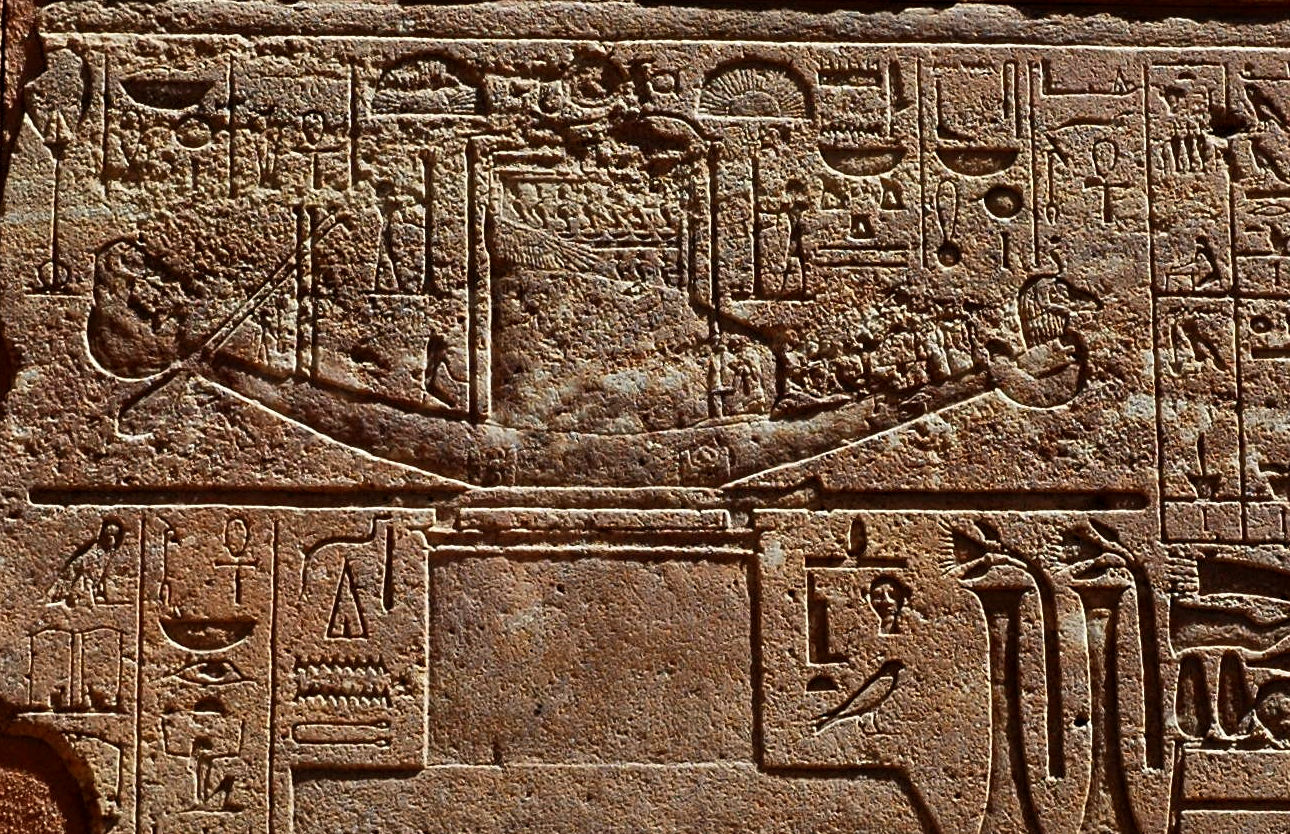
Die Prozessionsbarke des Amun, Darstellung in der Roten Kapelle

Die Durchführung verschiedener Tempelfeste wurde durch einen Kalender geregelt, der unter der Autorität des Königs erstellt wurde. Bei solchen Festen verließ der Gott seinen Tempel in Form einer Kultstatue und kam so in Kontakt mit seinen Anbetern. In einer Prozession trugen dabei die Priester den Gott auf einer Prozessionsbarke.
Das wohl bedeutendste und längste der jährlichen Feste in Theben war das Opetfest. Bei diesem Fest besuchte Amun von Karnak das Heiligtum des „Südlichen Opet“ (Jp.t-rsj.t) im heutigen Luxor-Tempel, der als die Stätte seiner Geburt galt. Das Opetfest diente auch der Erneuerung der göttlichen Ka-Kraft des Königs. Sein Ka vereinigte sich mit dem seiner königlichen Vorfahren. Auf dem Höhepunkt der mysterienartigen Rituale kam es zu einer Begegnung des Königs mit Amun-Re in dessen Barkensanktuar. Der Gott übertrug die göttlichen Ka-Kräfte auf den König. Darstellungen in der Roten Kapelle zeigen Thutmosis III. zusammen mit Hatschepsut zum ersten Mal bei der Durchführung eines solchen Festes. In seiner Alleinherrschaft wird es zum ersten Mal nach der Rückkehr des ersten Siegreichen Feldzugs nach Vorderasien erwähnt.
Beim „Fest vom Schönen Wüstental“ zog Amun von Karnak nach Theben-West zu den Millionenjahrhäusern. Diese Anlagen dienten nicht nur dem Kult des verstorbenen, sondern auch dem des lebenden Königs. Im Zentrum des zeremoniellen Geschehens stand die Regeneration von Göttern und von Königen, die regelmäßige Erneuerung ihrer körperlichen und geistigen Kräfte „für Millionen von Jahren“. Das letzte Ziel der Prozession war unter Hatschepsut ihr Millionenjahrhaus Djeser Djeseru in Deir el-Bahari. Nach der Errichtung des eigenen Totentempels in Deir-el Bahari dürfte dieser als letzte Station beim Talfest gedient haben.

### Tod und Nachfolge

#### Mögliche Koregenz des Amenophis II.

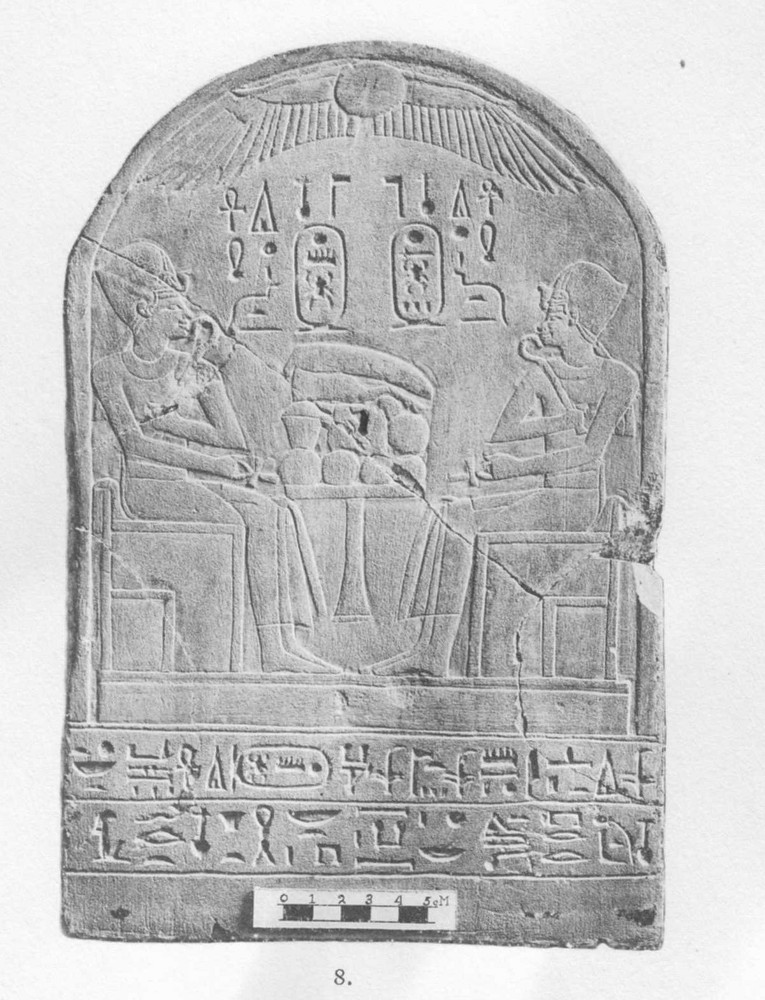
Stele mit den Darstellungen Thutmosis’ III. und Amenophis’ II. mit offensichtlich gleichem Status

Auf einer Gedenkstele vor dem Amun-Tempel beim Gebel Barkal aus dem 47. Regierungsjahr reflektiert Thutmosis III. verschiedenste Aspekte und Errungenschaften aus seiner Regierungszeit. Sie ist von siegreicher Erinnerung, eindrucksvollen Reden und der kompletten Schirmherrschaft seitens der Götter geprägt. Viel Raum nehmen dabei die siegreichen Kampagnen nach Vorderasien ein. Weitere Zukunftspläne werden nicht erwähnt und Amenophis II. erscheint weder als Prinz noch als Koregent, was bei solch einem propagandistischen Text aber auch nicht weiter verwundert.
In der berühmten Biografie im Grab des Amenemheb in Scheich Abd el-Qurna (TT85) wird über den Tod des Thutmosis III. und die Thronbesteigung des Amenophis II. berichtet:

„Der König, er vollendete seine Lebenszeit mit vielen schönen Jahren in Stärke, Macht und Rechtfertigung, beginnend im Jahr 1 bis zum Jahr 54, 3. Monat der Wachstumszeit, letzter Tag unter der Majestät des Königs von Ober- und Unterägypten ‚Es bleibt die Gestalt des Re‘, des Gerechtfertigten. Er entfernte sich zum Himmel und vereinte sich mit Aton. Der Gottesleib gesellte sich zu dem, der ihn schuf.

Ganz früh am Morgen, als die Sonne eben aufging und der Himmel hell geworden war, da wurde dem König von Ober- und Unterägypten ‚Groß sind die Gestalten des Re‘, dem Sohn des Re, ‚Amenophis (II.), Gott und Herrscher von Theben‘, dem Leben gegeben wurde, der Thron seines Vaters verliehen. Er ließ sich auf dem Thron nieder und nahm Besitz von seiner Herrschaft.“

Zwar kann man sich nicht ganz sicher sein, ob die Thronbesteigung Amenophis’ II. am Tag nach dem Tod des Thutmosis III. eine symbolische Anspielung ist, daneben existiert von Amenophis II. jedoch noch ein weiteres Thronbesteigungsdatum, was darauf hindeutet, dass er bereits vor dem Tod Thutmosis’ als Mitregent eingesetzt wurde. Neben dem Datum IV Peret 1 in der Biografie des Amenemheb nennen die Semna-Stele des Usersatet und Papyrus British Museum 10056 als Thronbesteigungsdatum IV Achet 1. Somit stellt sich die Frage, ob Amenophis’ Antritt vor oder nach Thutmosis’ Tod (III Peret 30) erfolgte. Ersteres ist anzunehmen, da man sonst von einer „pharaonenlosen“ Zeit von zwei Drittel eines Jahres ausgehen muss. Alan Gardiner interpretierte die vier Monate zwischen der Thronbesteigung Amenophis’ II. und dem Tod Thutmosis’ III. als Länge der Koregenz, obwohl nicht bekannt ist, ob die beiden Ereignisse in demselben Jahr stattfanden.
Einen weiteren Anhaltspunkt könnte die Frage nach der „ersten siegreichen Kampagne“ Amenophis’ II. liefern. Die Amada-Stele Amenophis’ beschreibt eine erste Kampagne in seinem Jahr 3. und die Memphis-Stele Amenophis’ II. eine erste Kampagne im Jahr 7. Ausgehend von der Annahme der Existenz von zwei ersten Kampagnen schlägt Peter Der Manuelian folgende Hypothese vor: Die beiden Kampagnen können nicht beide während der Koregenz oder während der Alleinherrschaft von Amenophis II. datiert werden, sonst würden nicht beide als „erste“ bezeichnet werden. Somit dürfte Amenophis II. für ein paar Jahre an der Seite seines Vaters als Koregent regiert haben.

#### Bestattung

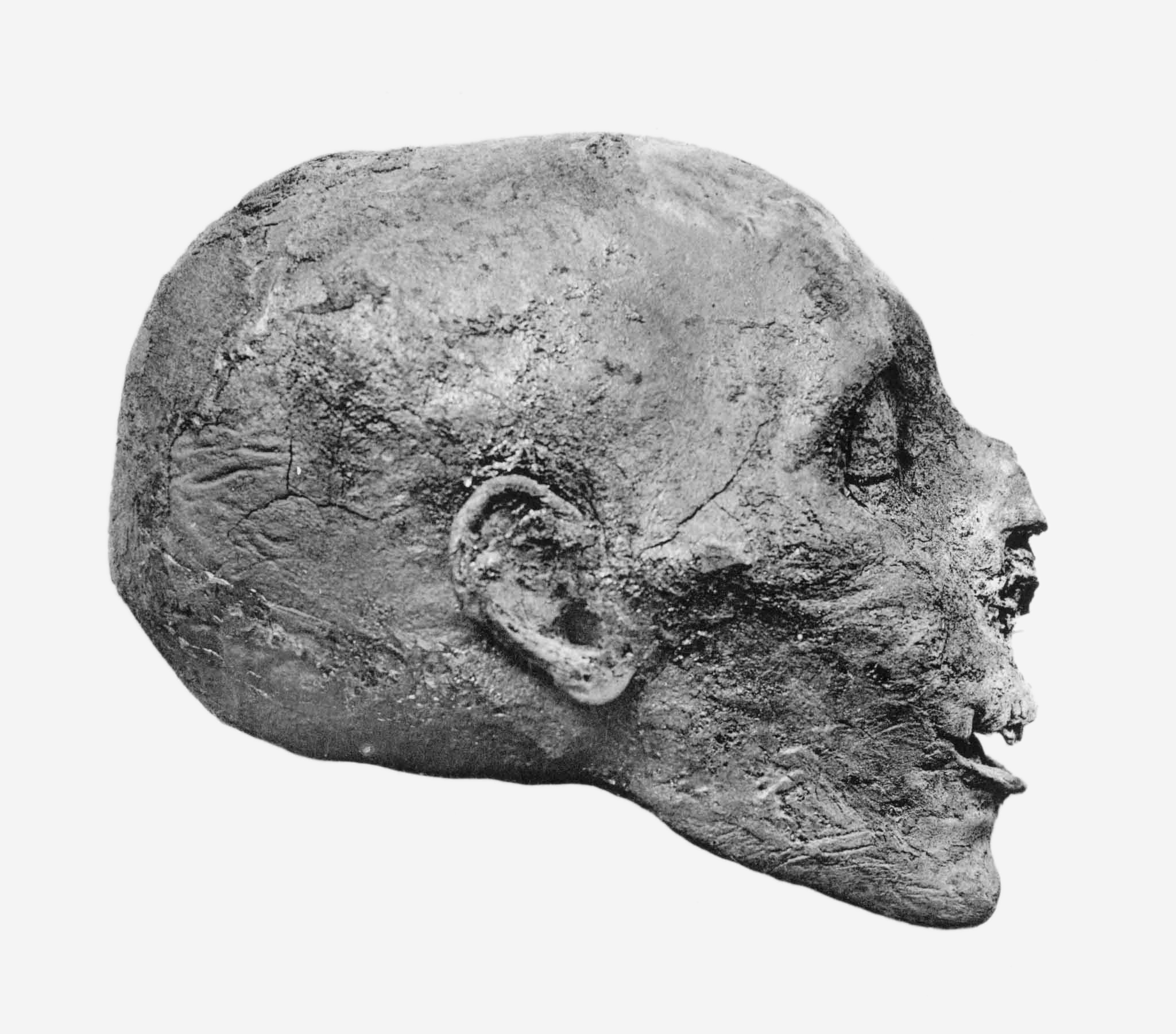
Kopf der Mumie im Profil

Mit dem Tod verband sich der König mit seinen Vorgängern als einer der göttlichen Väter. Der Kult in seinem Totentempel, der bereits zu seiner Lebzeit aktiv war, gewährleistete sein unsterbliches Dasein auf der Erde. Das Grab bot die Umgebung, in welcher seine Autorität unter den Göttern bestätigt wurde. Diese beiden Komponenten beschreiben die Rolle des toten Königs als eine Kraft unter den Lebenden und als einer transzendenten kosmischen Kraft.
Thutmosis III. wurde im Grab KV34 im Tal der Könige bestattet. Er besaß einen Totentempel in Qurna und einen weiteren in Deir el-Bahari. In der 22. Dynastie wurde die Mumie Thutmosis’ III. jedoch mit zahlreichen weiteren Königsmumien ins Grab DB 320 (sogenannte Cachette von Deir el-Bahari) umgebettet, da diese besseren Schutz vor Grabräubern bot. Dort wurde die Mumie in den 1870er-Jahren entdeckt. Heute befindet sie sich im Ägyptischen Museum Kairo mit der Inventarnummer CG 61068. Die 1,60 m lange Mumie war in einem schlechten Zustand und an drei Stellen gebrochen. Sie war mit einem Bukett von Binsen beschmückt. Das Leichentuch ist mit hieroglyphischen Texten beschriftet, darunter das 27. Kapitel des ägyptischen Totenbuchs und die Sonnenlitanei für König Thutmosis III., Sohn der Königin Isis, deren Name hier zum ersten Mal auftauchte.

#### Postume Verehrung

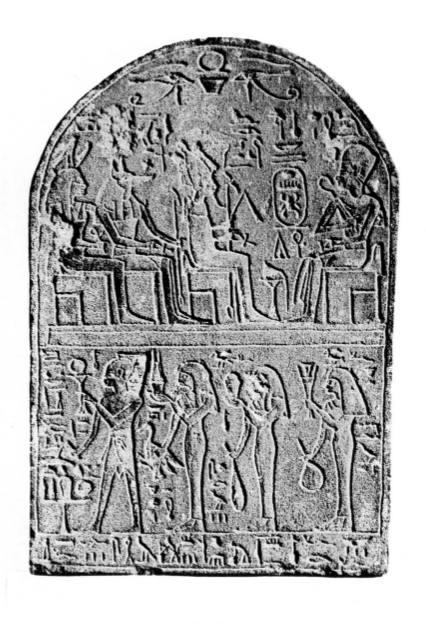
Stele CG34035 im Ägyptischen Museum Kairo. Oben sind Osiris, Anubis, die Nekropolengöttin (links) und Thutmosis III. (rechts) dargestellt. Unten bringen der Stifter und seine Familie Opfergaben dar.

Die erste eindeutige Erhebung Thutmosis’ III. zum Gott im privaten Totenkult geschah im Grab TT89 des Amenmose zur Zeit des Amenophis III. Hier thront Thutmosis III. in einem Kiosk und wird vom Grabinhaber verehrt. Auch im Grab TT161 des Nacht erscheint er als vergöttlichter König auf der linken Seite des hinteren Eingangs, während Amenophis I. und der heilig gewordene Ahmose Sapair auf der rechten Seite dargestellt sind. Eine Reihe von Privatstelen aus der Voramarnazeit und ramessidische Privatstelen aus Gurob zeigen ebenfalls den gottgleichen Stand des Thutmosis III. auf.
Seit der Regierungszeit Amenophis III. bis in die Ramessidenzeit wurden Amenophis I. und Thutmosis III. in thebanischen Privatgräbern mehrfach zusammen verehrt. Auch auf Wandreliefs in Karnak werden die beiden Könige mehrfach zusammen dargestellt. Es stellt sich somit die Frage, ob Thutmosis III. eventuell zusammen mit seinem Urgroßvater zu den Schutzheiligen der thebanischen Nekropole gehörte.
Auf drei Stelen mit demotischen Inschriften aus der Ptolemäerzeit enthalten Priestertitel den Königsnamen Menech-pa-Ra (Mnḫ-p3-Rˁ), bei dem es sich vermutlich um eine späte Schreibung des Thronnamens Mn-ḫpr(w)-Rˁ(w) von Thutmosis III. handelt. Trifft dies zu, so liefern sie die einzigen Belege für einen Kult für diesen König zu dieser Zeit.

## Bautätigkeit

### Bauprojekte in Karnak
Besonders verbunden fühlten sich die Könige der 18. Dynastie mit dem Reichsgott Amun in Karnak. Dementsprechend wurde der Tempelbezirk des Amun unter Thutmosis III. maßgeblich erweitert und restauriert.

#### Neubau des zentralen Barkensanktuars

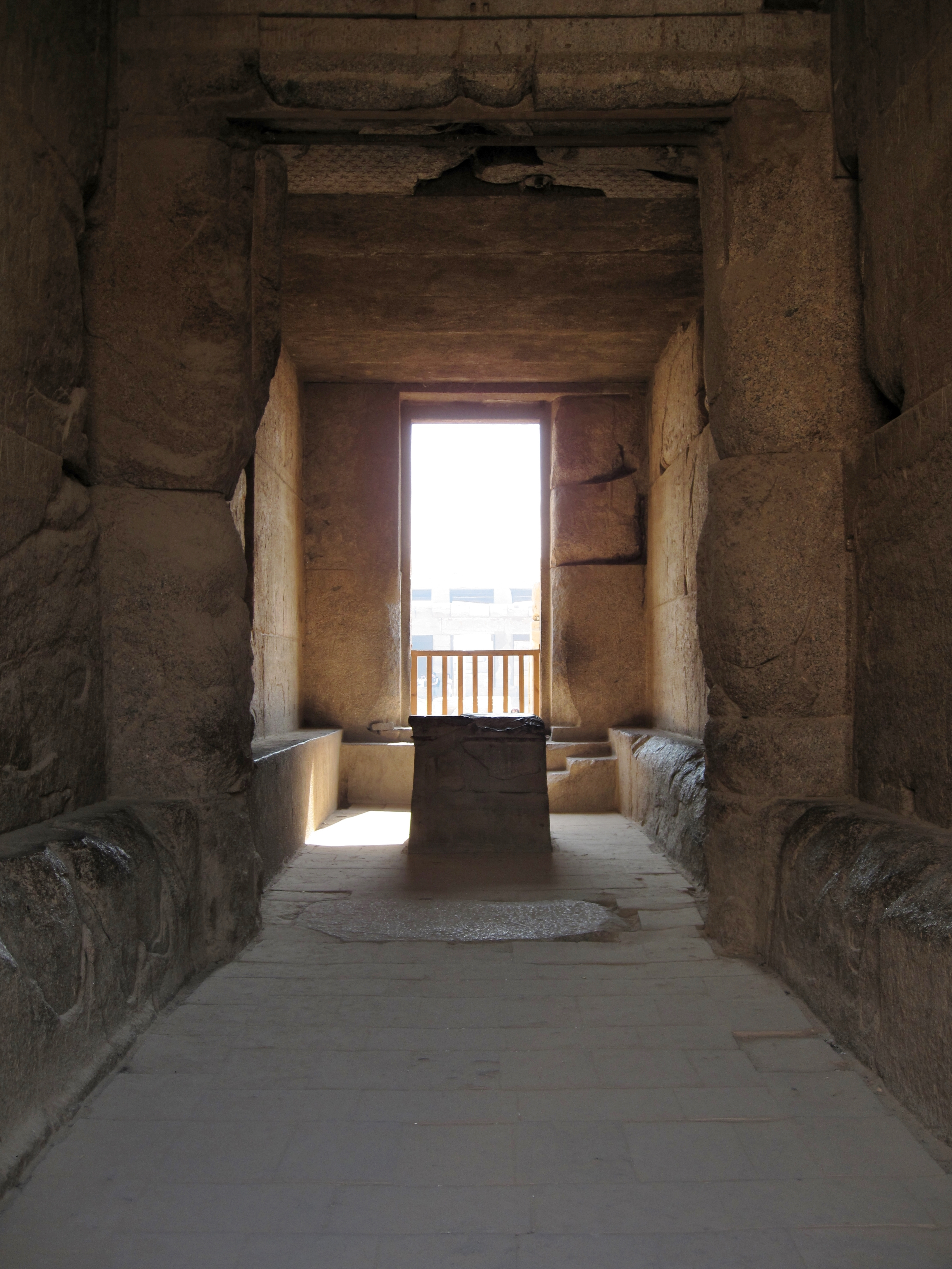
Barkensanktuar im Karnak-Tempel

Das erst wenige Jahre zuvor von Hatschepsut erbaute Barkensanktuar um den 5. Pylon wurde durch ein neues Gebäude aus schwarzem Granit ersetzt, durch einen weiteren kleinen Torbau unterteilt und einem kleinen Vorbau erweitert. In dem kleinen Hof vor diesem Anbau müssen auch die beiden kleinen „golden glänzenden“ Obelisken Thutmosis III. gestanden haben, die bei der Eroberung Thebens durch die Assyrer im 7. Jahrhundert v. Chr. erbeutet wurden. An der westlichen Außenwand des südlichen Teils des Zentralgebäudes errichtete Thutmosis eine Scheintür, von deren einstiger Ausstattung mit Gold und kostbarem Lapislazuli eine Widmungsinschrift berichtet. Inschriftlich besonders interessant ist der sogenannte Annalensaal, der sich an den Wänden des Hofes vor dem Barkensanktuar und an der nördlichen Umfassungsmauer erstreckt. Die hier im 40. Regierungsjahr eingravierten Texte geben einen anschaulichen Bericht über die militärischen Aktionen des Königs.

#### Umbau und Erweiterung des Zentralheiligtums und des Säulensaals
Den heiligen Bezirk zwischen dem heutigen 4. Pylon und dem Festtempel Thutmosis’ III. (Ach-menu) bezeichneten die Ägypter als Ipet-Sut (jpt-swt – „Ort der Erwählung“). Der älteste Gebäudeabschnitt aus dem Mittleren Reich wurde wegen seiner heiligen Natur in seinem ursprünglichen Zustand belassen und die späteren Bauten wurden um dieses Areal herum angelegt. Thutmosis III. ließ den von Thutmosis I. um das Zentralheiligtum des Mittleren Reiches angelegten Portikus (Säulengang) entfernen und durch viele kleine, eng aneinander liegende Kapellen ersetzen. Darin wurden Statuen verstorbener Herrscher verehrt.

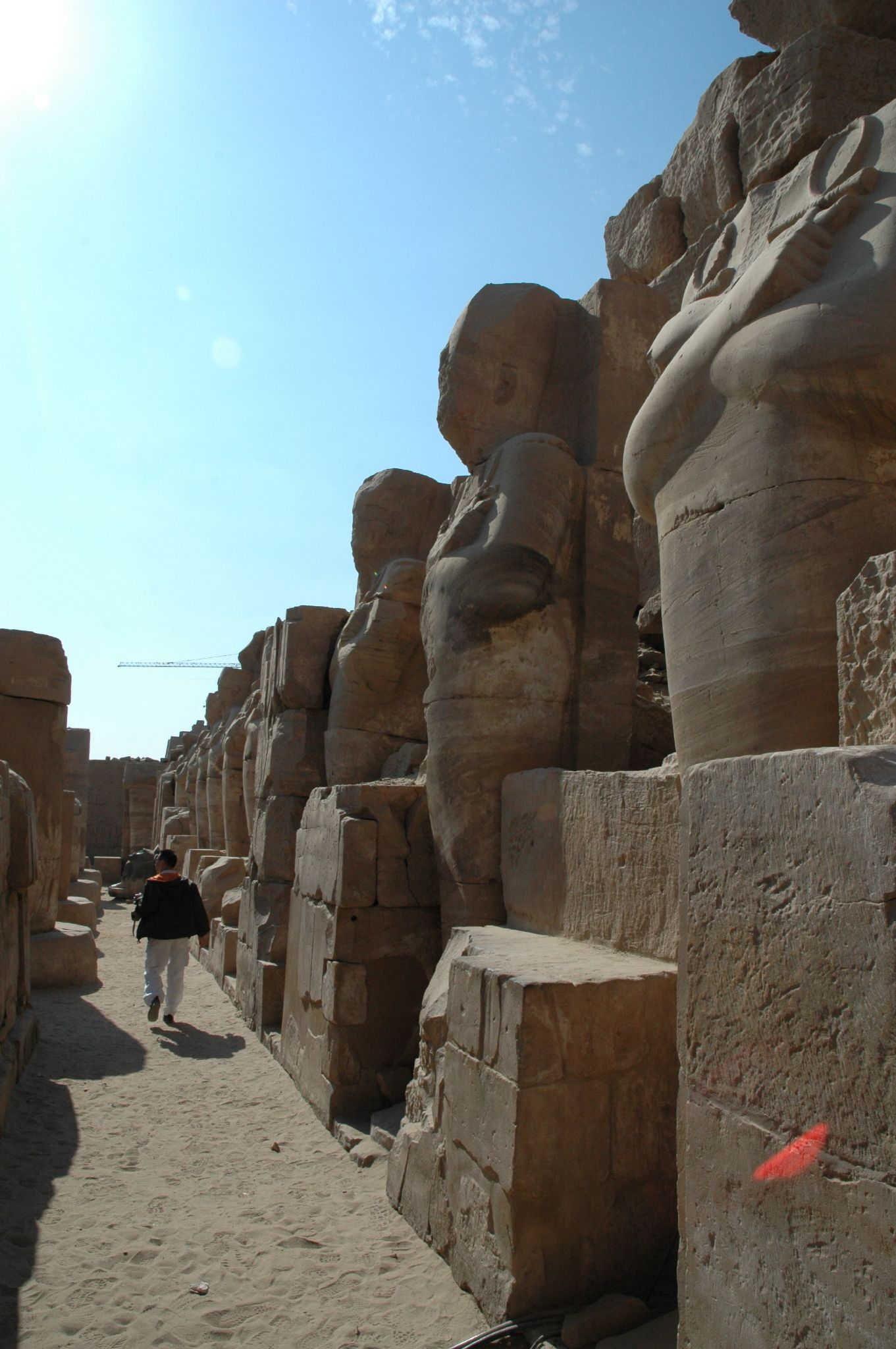
Osiris-Pfeiler im Wadjit

Der zweiteilige Säulensaal, das sogenannte Wadjit, wurde unter Thutmosis I. errichtet und unter Hatschepsut umgestaltet. Von ihr stammten unter anderem zwei Obelisken aus Rosengranit, von denen noch einer in situ erhalten ist. Thutmosis III. ließ alle Säulen der Halle durch eine Doppelreihe wuchtiger Papyrussäulen aus Sandstein ersetzen. Die Osiris-Pfeiler Thutmosis I. wurden mit einer „Zungenmauer“ umgeben, um den Eindruck von Statuen-Nischen zu erwecken. Die Obelisken Hatschepsuts wurden so ummauert, dass sie innerhalb des Gebäudes nicht mehr sichtbar waren, aber von außen noch immer das Tempelhaus sichtbar überragten. Zwei weitere Obelisken ließ Thutmosis III. anlässlich eines Sed-Festes unmittelbar vor den Obelisken Thutmosis’ I. am Eingang des Zentralheiligtums (4. Pylon) aufstellen. Diese wurden für den Bau des 3. Pylonen von Amenophis III. entfernt.

#### Errichtung des Ach-menu (Festtempel)
Im 24. Regierungsjahr ließ Thutmosis III. östlich hinter dem Areal des Mittleren Reiches das Ach-menu, auch einfach als „Festtempel“ bezeichnet, errichten. Sein ausführlicher Name lautet Men-cheper-Ra-ach-menu, was so viel wie „Herrlich an Denkmälern ist Men-cheper-Ra (Thutmosis III.)“ oder auch „Erhaben ist das Andenken des Men-cheper-Ra“ heißt.

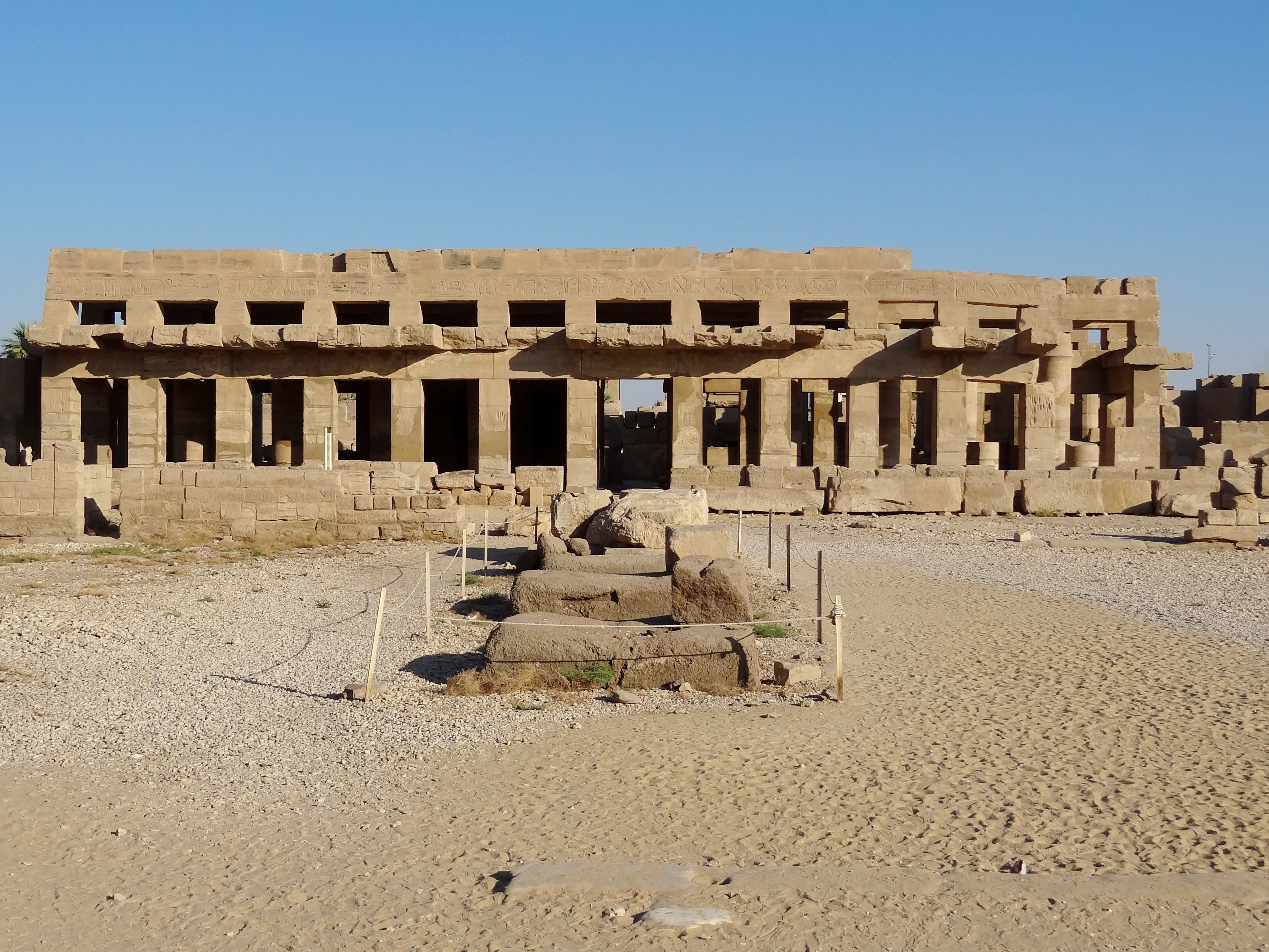
Ach-menu im Tempel des Amun-Re

Das Zentrum des Gebäudes bildet eine große Festhalle, daneben gibt es Räume für den Kult des Amun und des Sokar, ein Doppelsanktuar, in dem geheime Mysterien abgehalten wurden, und einen höher gelegenen, über einen Treppenaufgang erreichbaren Raum für den Sonnenkult. Das Heiligtum ist Nord-Süd orientiert, es berücksichtigt aber auch die Ost-West-Achse des Haupttempels. Der Haupteingang befindet sich entgegen der üblichen Anordnung für einen ägyptischen Tempel des Neuen Reiches am Ende eines langen Korridors und in das eigentliche Heiligtum gelangt man erst nach einer 90°-Wendung über einen Vorraum.
Die rund 40 Meter lange Festhalle ist das älteste bekannte Beispiel eines basilikalen Gebäudes: Das Dach des Mittelschiffes wird von einer zweireihigen Säulenreihe von je 10 Säulen und die umgebenden Seitenschiffe von insgesamt 32 Pfeilern getragen. Die Form der Säulen ahmt in monumentaler Weise das hölzerne Gestänge eines Zeltes nach. Es handelt sich somit um ein in Stein umgesetztes Festzelt, das bei den rituellen Handlungen des Sed-Festes eine zentrale Rolle spielte.

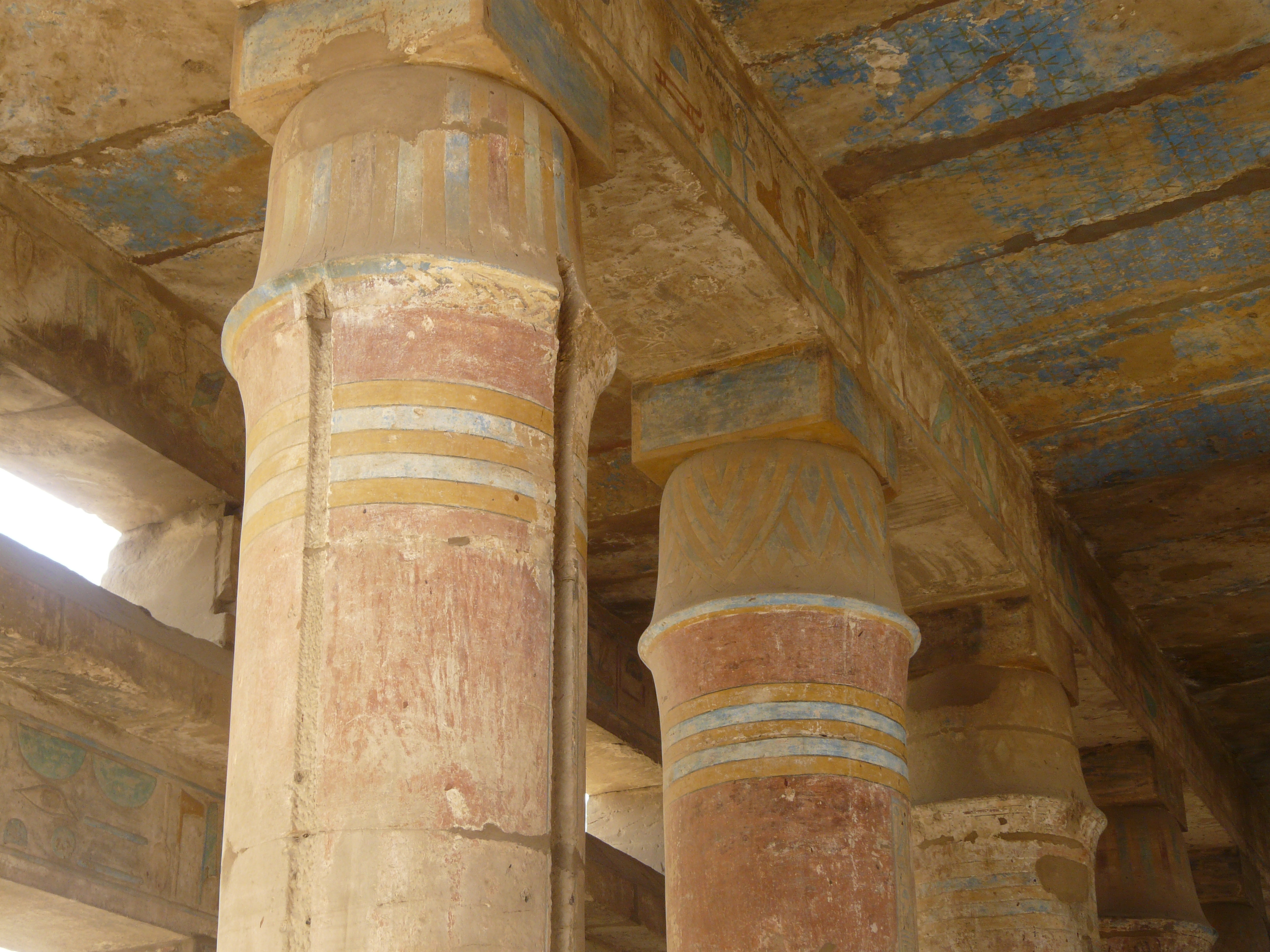
Zeltstangensäulen im Ach-menu

An den Wänden einer kleinen Kapelle in der Süd-West-Ecke der Halle befand sich die sogenannte Königsliste von Karnak. Auf ihr steht der Pharao opfernd vor insgesamt 61 sitzend abgebildeten Königen. Diese königliche Ahnentafel ist von Bedeutung für die historisch-relative Chronologie.
Das Ach-menu wird auch als Millionenjahrhaus bezeichnet. Es ist ähnlich konzipiert wie die Millionenjahrhäuser des thebanischen Westufers, mit einer Sonnenkultstätte auf dem Dach, einem Sokar-Heiligtum und einer Kapelle für den Kult der Vorfahrenkönige. So gesehen wird vermutet, „dass der Bau vor allem dem Kult des Königs als einer Erscheinungsform des Amun-Re geweiht war“. Noch weiter geht Piotr Laskowski in seiner Interpretation: Die Stele CG 34012 erzählt von Wundern, die sich während der Gründungszeremonie ereigneten. Unerwartet nahm Amun an der Zeremonie teil und führte die Gründungsriten durch. Das kann als Zeichen einer perfekten Vereinigung zwischen dem Gott und dem König verstanden werden. Thutmosis III. gründete den Tempel für Amun und war gleichzeitig eine Form des Amun. Somit gründete er einen Tempel, welcher der Bestimmung seines eigenen Kultes diente.

#### Der „botanische Garten“

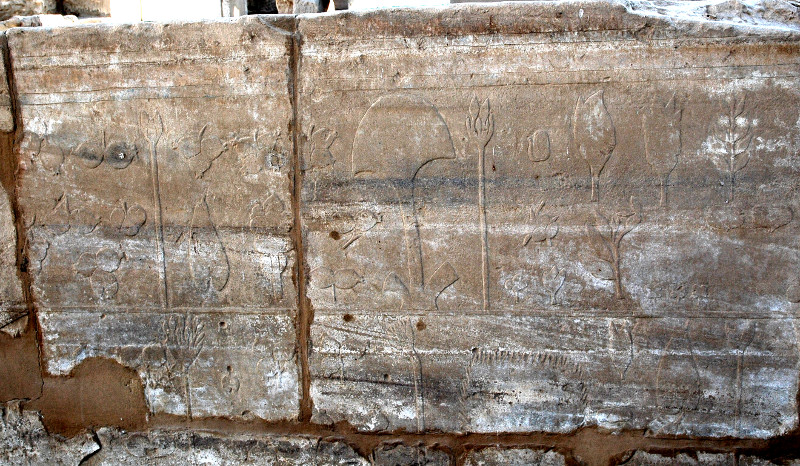
Pflanzendarstellungen im „botanischen Garten“

Außergewöhnlich ist der „botanische Garten“ im nordöstlichen Teil des Ach-menu. Während des dritten Feldzugs im 25. Regierungsjahr in die Region Retjenu sammelte Thutmosis III. laut Inschrift „alle seltenen Pflanzen und schönen Blumen“ und auch Tiere, um sie dem Amun-Tempel von Karnak zu stiften. Ebenso außergewöhnlich ist, dass diese Vielfalt an nicht-ägyptischen Pflanzen und Tieren mit botanischer und zoologischer Akribie auf den Reliefs dargestellt wurde. Im Gegensatz zu den üblichen Konventionen in der ägyptischen Kunst werden die Tiere, Pflanzen und Pflanzenteile oft nicht auf einer Standlinie, sondern frei auf der Fläche verteilt, repräsentiert. Sie sind für sich allein dargestellt, mehr im Sinne eines beschreibenden Katalogs als einer ökologischen oder funktionalen Einbindung in eine Szene.
Insgesamt konnte Nathalie Beaux 86 % der dargestellten Pflanzenarten und 30 der 36 Vogeldarstellungen identifizieren. Es bleibt allerdings fraglich, ob alle Pflanzen und Tiere während eines Feldzuges gesammelt wurden oder ob sie nicht auch durch Handel oder als Geschenke in ägyptische Hände gelangten. Es lässt sich auch nicht sagen, ob diese nur vor Ort dokumentiert wurden, oder ob sie tatsächlich nach Ägypten gebracht und vielleicht sogar akklimatisiert wurden. So zeigen bereits die Darstellungen in der Punt-Halle der Hatschepsut in Deir el-Bahari, dass exotische Pflanzen und Tiere als Handelsgüter importiert wurden. Der Bericht der Erkundung von Punt zeigt eine Welt, deren Neuheiten spürbar überwunden werden.
Dieses Interesse am Exotischen entsprang jedoch nicht einer rein wissenschaftlichen Neugier. Kai Widmaier denkt bei der Überführung dieser Landschaftsbeobachtungen in den monumentalen Kontext eines Tempels an Formen von Aneignung und Vereinnahmung der exotischen Fremde in eigenkulturelle Kontexte. Nathalie Beaux versteht dies als Form der symbolischen Grenzerweiterung, indem entweder die tatsächliche erreichte Fremde oder aber außergewöhnliche Elemente des Unbekannten in das Dekorationsprogramm der Tempel übernommen wurden.

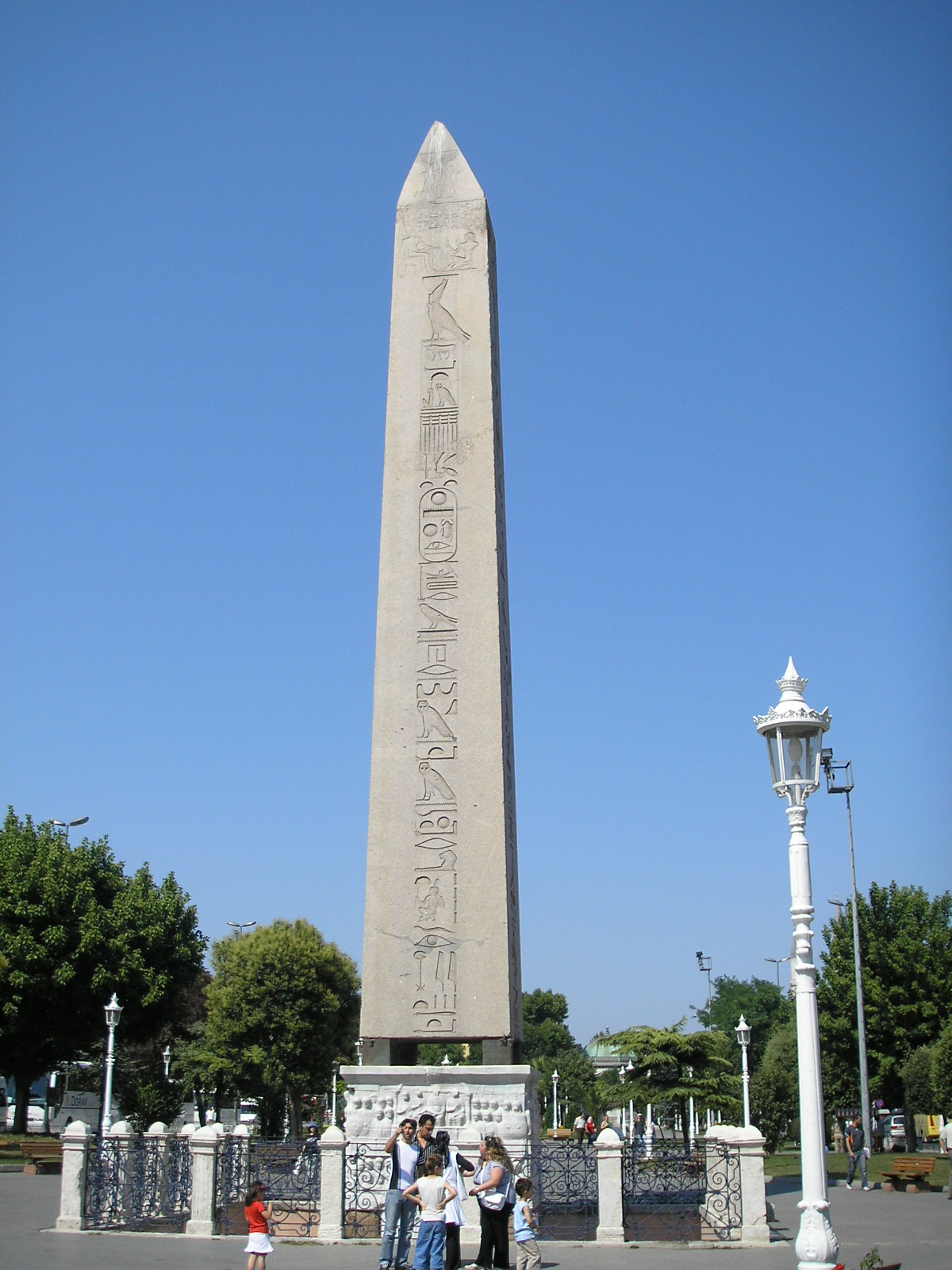
Thutmosis III. Obelisk auf dem Hippodrom (Konstantinopel) (Sultan-Ahmed-Platz) in Istanbul.

#### Errichtung des Osttempels

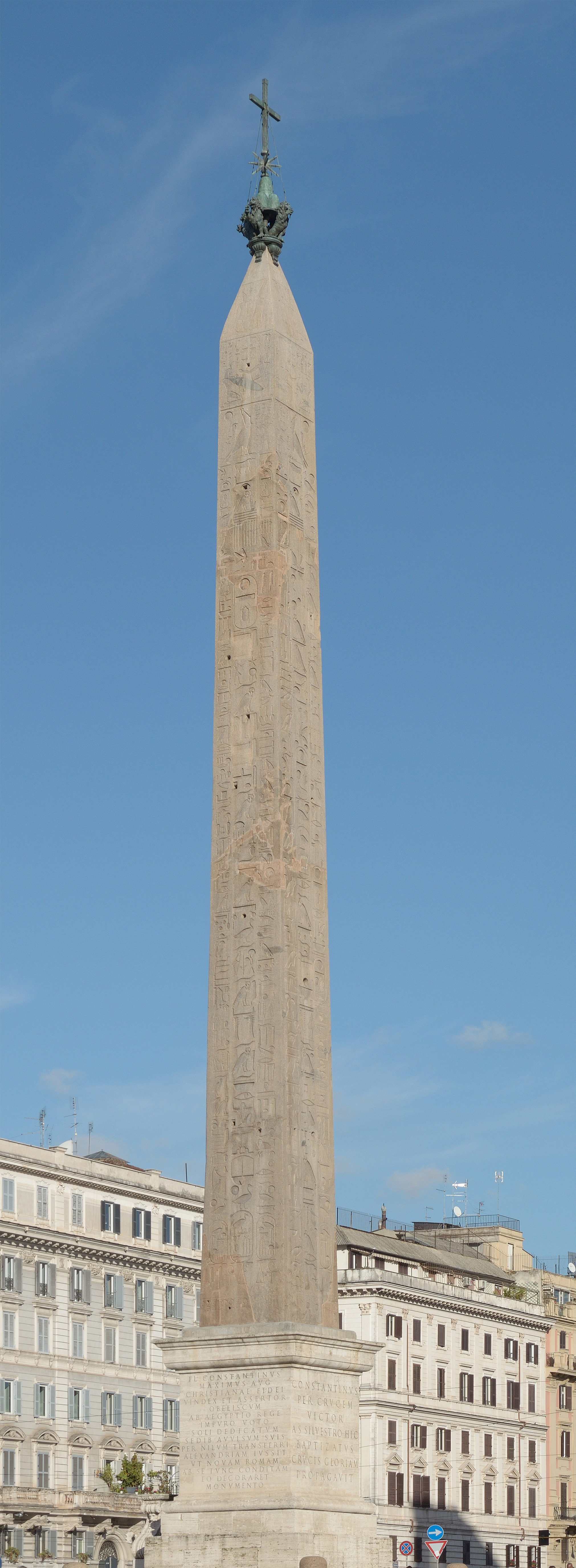
Obelisk auf dem Lateransplatz in Rom aus dem Osttempel in Karnak

Der sogenannte Osttempel liegt hinter dem Ach-menu an der Ostmauer der Tempelmauer. Wahrscheinlich ließ Thutmosis III. hier ein älteres Heiligtum der Hatschepsut entfernen oder verändern. Die kleine Anlage besteht hauptsächlich aus einem Götterschrein für Amun. Ursprünglich flankierten zwei Obelisken aus der Zeit Hatschepsuts das Heiligtum. Thutmosis III. ließ einen weiteren Obelisken in Auftrag geben, der aber erst unter Thutmosis IV. fertiggestellt wurde. Er wurde bereits in der Antike nach Rom gebracht, wo er seitdem auf der Piazza San Giovanni in Laterano steht und Obelisco Lateranense genannt wird.

#### Erweiterung der Nord-Süd-Achse
Eine zweite Tempelachse des Amuntempels beginnt vor dem 4. Pylonen und ist südwärts auf den Mut-Bezirk und den drei Kilometer weiter entfernten Luxor-Tempel ausgerichtet. Bereits Hatschepsut ließ diese Prachtstraße durch Festhöfe, Stationskapellen und den 8. Pylonen erweitern, jedoch erst Thutmosis III. konnte den Pylon vollenden. Bereits vorhandene Inschriften wurden dementsprechend seiner Regierung angepasst.

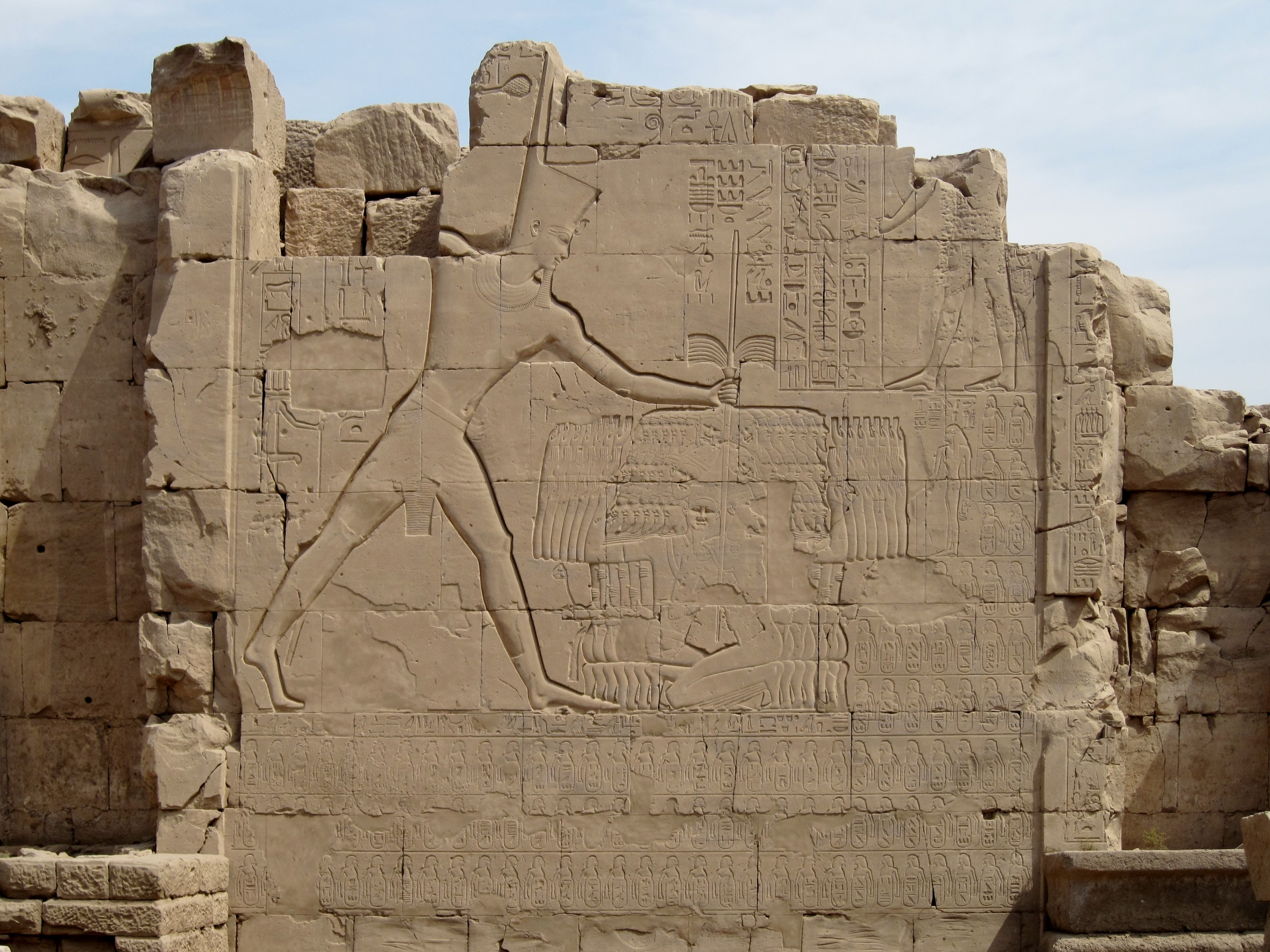
Darstellung auf dem 7. Pylon: Thutmosis III. beim Erschlagen der Feinde

Einen weiteren Torbereich, den 7. Pylon, ließ er zwischen dem 8. und 4. Pylon errichten. Eine gut erhaltene Reliefszene zeigt Thutmosis III. als Feldherrn beim Erschlagen der Feinde. Vor dem Eingangsbereich des Pylonen standen einst zwei kolossale Statuen, von denen die rechte Thutmosis III. und die linke den späteren König Ramses III. darstellten, die aber bis auf den Sockel und Reste des Fuß- und Beinbereichs zerstört sind. Unmittelbar davor standen zwei Obelisken Thutmosis’. Der obere Teil des Westlichen wurde bereits in der Antike nach Konstantinopel gebracht und befindet sich heute auf dem Istanbuler Hippodromplatz. Die Reste des unteren Teils des östlichen Obelisken liegen noch vor Ort.

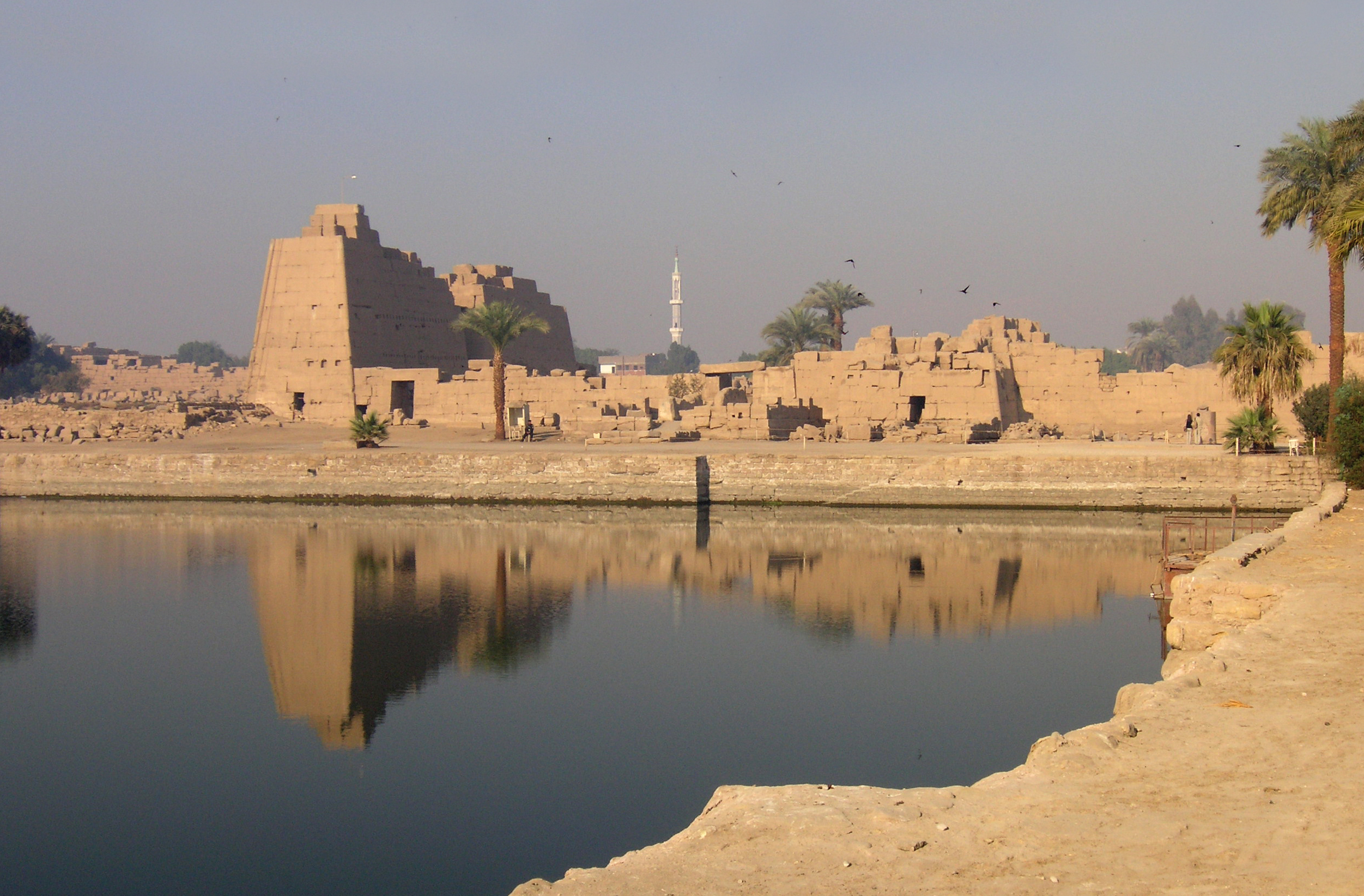
Der heilige See

Zwischen dem 7. und 8. Pylon bauten die Architekten Thutmosis’ III. im 30. bzw. 34. Regierungsjahr eine Stationskapelle, die als Ruhestation für das Kultbild des Amun während feierlicher Prozessionen diente. Die schlecht erhaltene Anlage war auf den Heiligen See hin ausgerichtet.
Ein wichtiger Bestandteil des Tempelareals war der rechteckige, 200 × 177 Meter große Heilige See. In diesem führten die Priester Reinigungszeremonien vor dem Betreten des Tempels durch. Wahrscheinlich wurde das Wasserbecken unter Thutmosis umgebaut und neu gestaltet. Dieses symbolisiert den Urozean Nun, der zu Beginn der Zeit die gesamte Erdoberfläche bedeckte und aus dem bei der Schöpfung der Sonnengott auftauchte.

#### Neubau des Ptah-Tempels

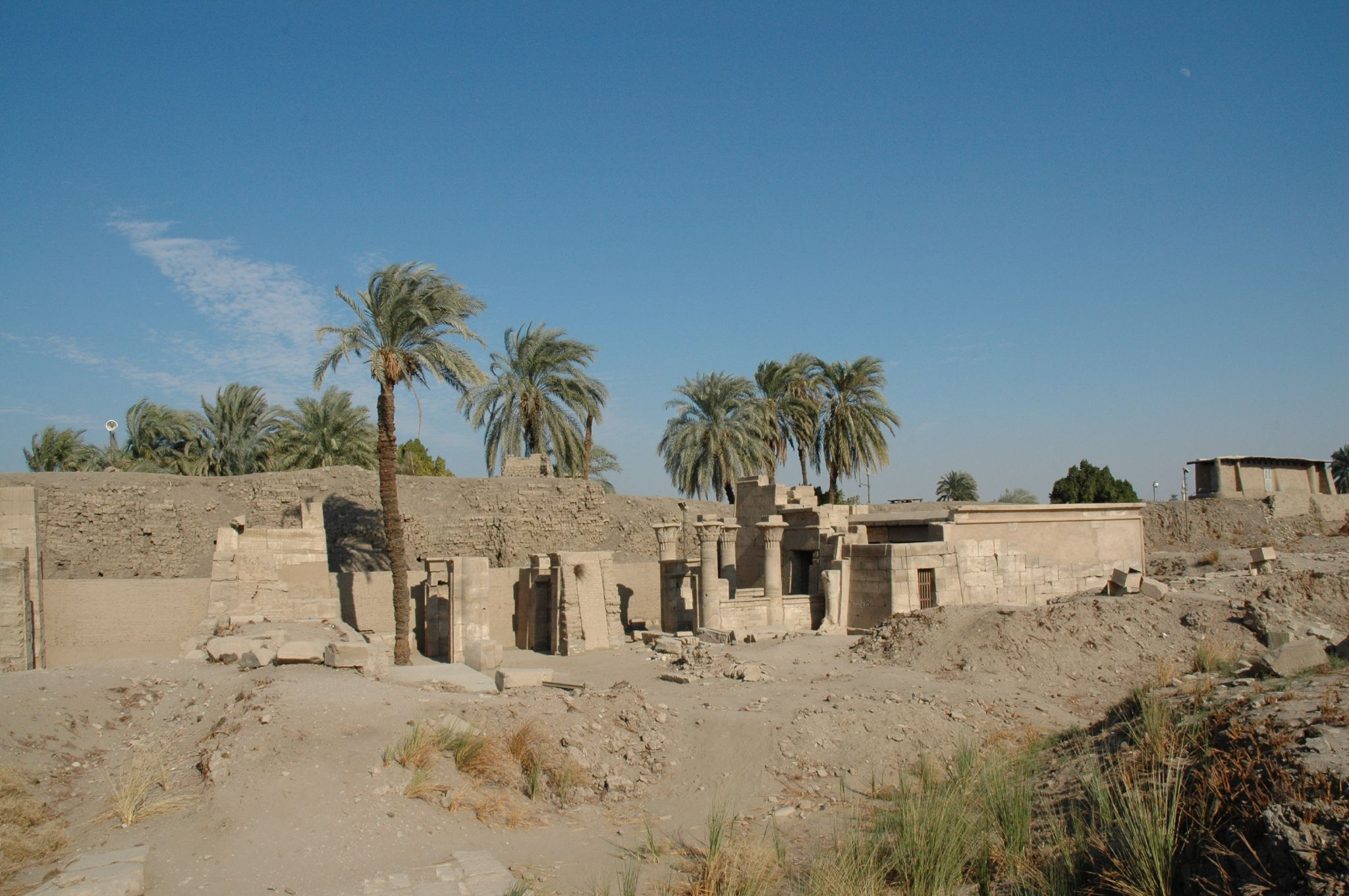
Ptah-Tempel in Karnak

Neben dem Reichsgott Amun besaß unter anderen auch Ptah, der Hauptgott der alten Reichsstadt Memphis, eine Kultstätte in Karnak. Zumindest seit Beginn der 18. Dynastie gab es ein kleines Heiligtum aus Lehmziegeln und mit Holzsäulen. Bereits nach dem ersten Feldzug im 23. Regierungsjahr veranlasste Thutmosis den Neubau dieses Gebäudes. Das neue Heiligtum aus Stein bestand aus drei verbundenen Räumen und einer kleinen Halle davor, deren Dach von zwei Säulen getragen wurde. Es wurde unter König Schabaka und in ptolemäischer Zeit erweitert.

### Bauprojekte in Theben-West

#### Der Totentempel in Qurna
Den ersten Totentempel baute Thutmosis III. 400 Meter südwestlich vom Beginn des Aufwegs des Totentempel des Mentuhotep II. und 300 Meter nordöstlich des Ramesseums in Theben-West beim heutigen Ort el-Qurna. Damit führte er bei der Wahl des Bauplatzes die von Amenophis I. begonnene Abfolge der Totentempel nach Südwesten fort, die sich in der Folge bis nach Medinet Habu fortsetzte.

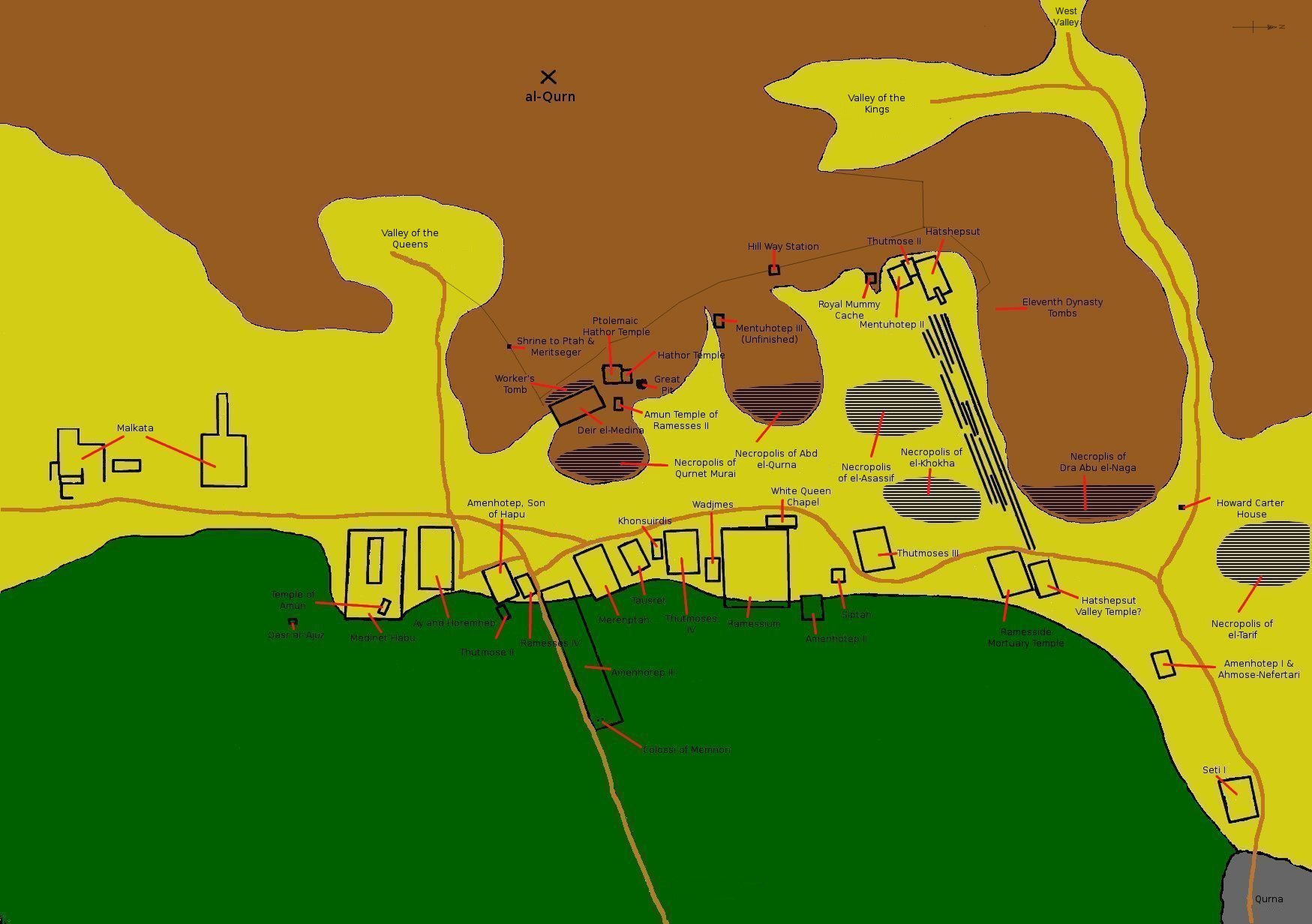
Karte mit den Totentempeln in Theben-West

Wann genau Thutmosis mit dem Bau des Totentempels begann, ist nicht bekannt. Die früheste überlieferte Erwähnung befindet sich in der Roten Kapelle, auf einem schwarzen Sockelblock (Nr. 290). Damit ist belegt, dass der Bau schon in der Zeit der Mitregentschaft mit Hatschepsut errichtet wurde, denn die Rote Kapelle, ein Barkenraum der Hatschepsut, wurde im 16. Jahr der gemeinsamen Regierung errichtet. Darin wird der Totentempel des Thutmosis unter den Opfer liefernden Tempeln erwähnt. Demnach war er im 16. Regierungsjahr in einer ersten Fassung schon fertig und in Betrieb.

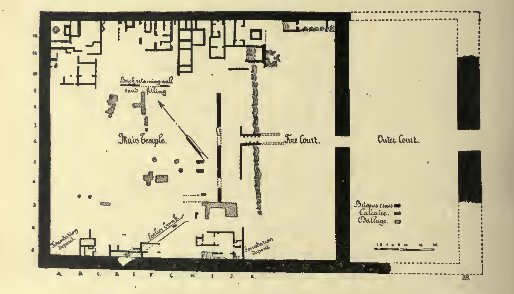
Plan des unvollständig ausgegrabenen Totentempels in el-Qurna von 1905

Das Fehlen von Beinamen im Namensring der meisten Ziegelstempel in der Umfassungsmauer des ersten Bauabschnitts und die bescheidene Größe des Tempels sprechen ebenfalls für den Baubeginn in den ersten Regierungsjahren.
Eine weitere datierte Erwähnung stammt aus dem 23. Regierungsjahr. In den Annalen des Annalensaals im Karnak-Tempel erwähnt Thutmosis III., dass das Siegesfest des dritten Asienfeldzuges im Totentempel gefeiert wurde.
Die Beinamen des Königs auf den Ziegelstempeln deuten darauf hin, dass auch in der Zeit der Alleinregierung weiter am Tempel gebaut wurde. Das Hathorheiligtum wurde anscheinend unter dem Nachfolger Amenophis II. vollendet. Insbesondere in der Alleinregierung scheint der Tempel aus- und umgebaut worden sein. Nach Ricke, weil Thutmosis III. den Tempel neben seiner Riesenanlage in Deir el-Bahari nicht zu bescheiden erscheinen lassen wollte und da er aus den Mitteln der Asienfeldzüge den Kult erweitern konnte und für diese Entwicklung mehr Platz benötigte.

#### Der Totentempel in Deir el-Bahari

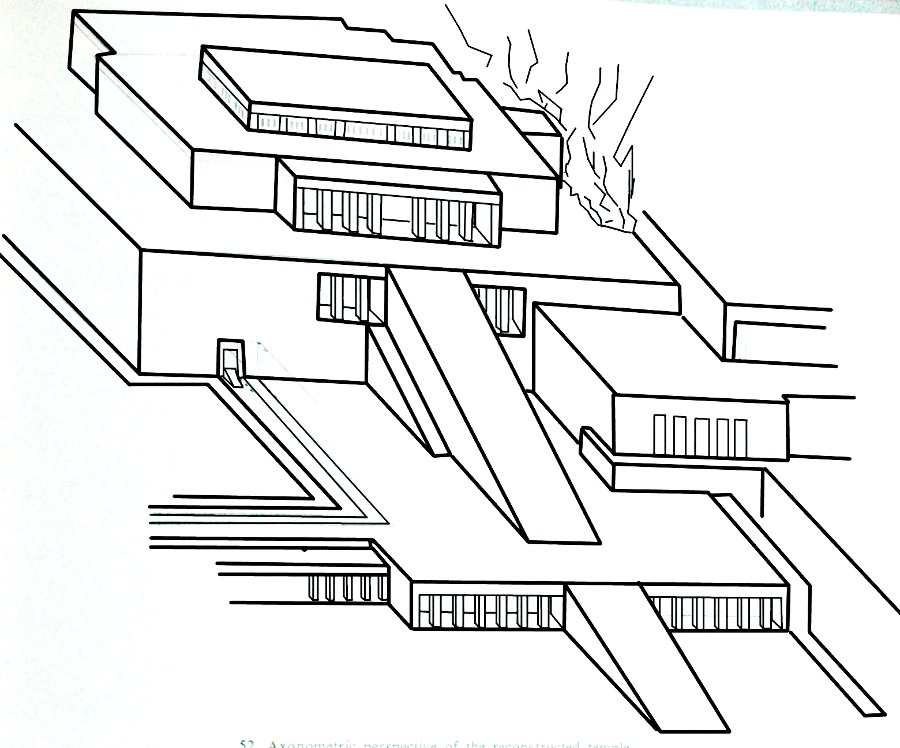
Rekonstruktion des Totentempels in Deir el-Bahari nach Jadwiga Lipińska

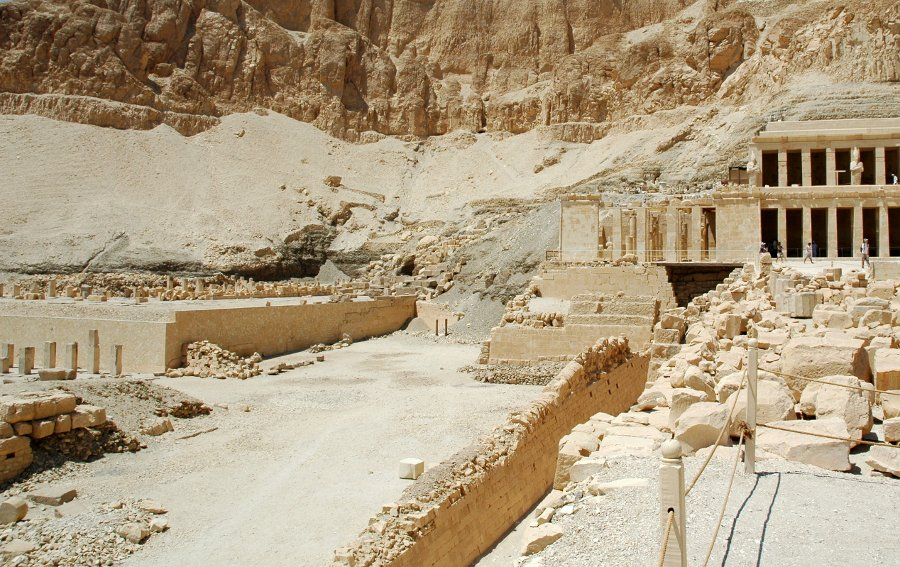
Überreste des Totentempels in Deir el-Bahari zwischen dem Totentempel des Mentuhotep II. (links) und dem Totentempel der Hatschepsut (rechts)

In den letzten zehn Regierungsjahren baute Thutmosis in Deir el-Bahari einen weiteren Totentempel, den Djeser-achet („Heilig (vom) Horizont“). Der Baubeginn fällt vielleicht mit der damnatio memoriae von Königin Hatschepsut und der damit verbundenen Zerstörung ihres Tempels zusammen. Bauleiter war der Tjati Rechmire.
Erst 1961/62 entdeckte ein Team polnischer Archäologen unter der Leitung von Kazimierz Michałowski und später von Jadwiga Lipińska den Tempel und legte ihn in fünfjähriger Grabungsarbeit frei.
Da Thutmosis bereits einen Totentempel besaß und auch das Ach-menu in Karnak als solches bezeichnet wird, ist die Funktionsbestimmung des Tempels erschwert. Nach Dieter Arnold handelt es sich nicht um einen königlichen Totentempel, „sondern eher um einen Ersatz für die kurz vorher durch die Hatschepsut-Verfolgung in Mitleidenschaft gezogenen Götterkapellen des Hatschepsut-Tempels, also vor allem für dessen Amun-Sanktuar und das Hathor-Heiligtum“. Demnach übernahm der Tempel die Funktion des Totentempels der Hatschepsut als letzte Station beim Talfest, bei dem in einer Götterprozession das Kultbild des Amun nach Deir el-Bahari getragen wurde, wodurch der Tempel Hatschepsuts an Bedeutung verlor. Nach Sergio Donadoni gebührte allerdings dem amtierenden König, was seit langem Thutmosis III. war, die Ehre, den Gott über Nacht in seinem Totentempel zu beherbergen. Nach Donadonis Interpretation wurde lediglich die letzte Etappe des Talfestes vom ersten Totentempel Hut-henket-anch in el-Qurna nach Djeser-achet in Deir el-Bahari verlegt.

#### Das Grab im Tal der Könige
Das Grab des Thutmosis liegt in einer engen Felsschlucht im südlichsten Wadi im Tal der Könige in Theben-West. Es trägt die Nummerierung KV34. Arbeiter Victor Lorets, des damaligen Generaldirektors der ägyptischen Antikenverwaltung, entdeckten es am 12. Februar 1898.

Gesamtansicht KV34

Die geknickte Form des Grundrisses und die ovale Sargkammer spiegeln, wie alle frühen Gräber im Tal der Könige, die gekrümmten Räume des unterirdischen Jenseits wider.

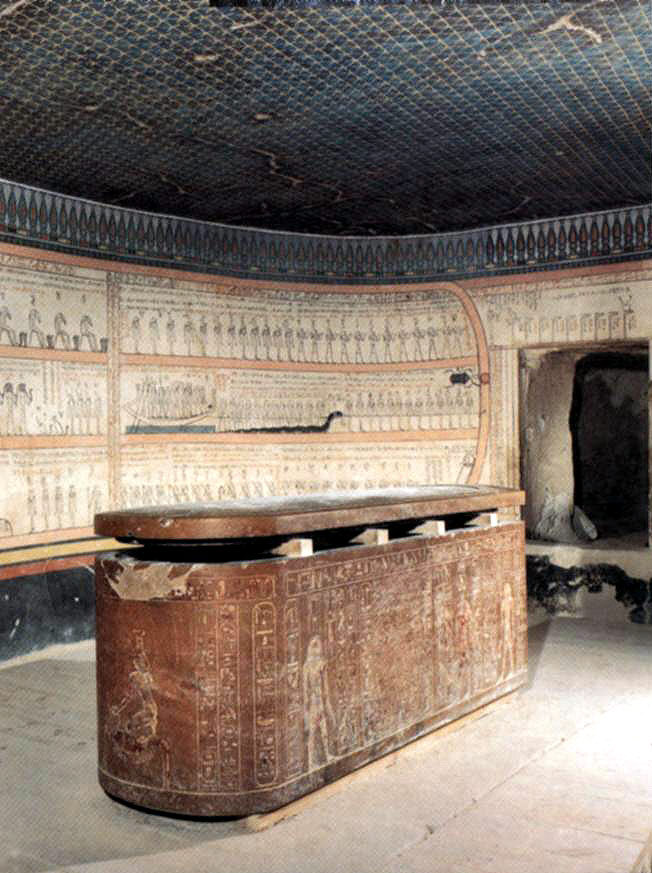
Grabkammer

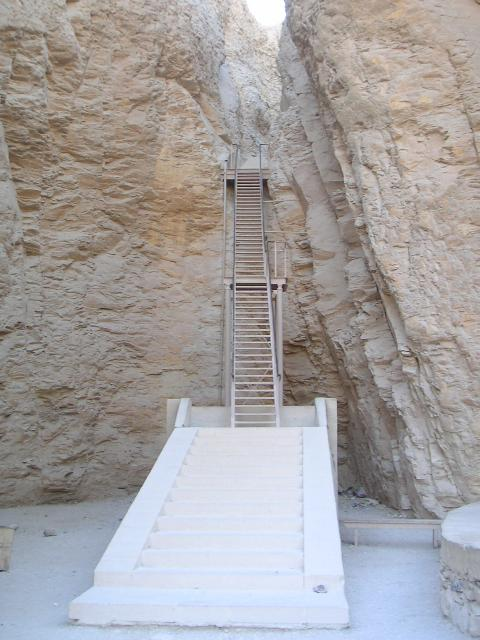
Zugang zum Grab

Über einen Zugang im Norden gelangt man in den ersten Korridor und weiter in einen „rhythmischen Wechsel von Treppen und Korridoren“ in eine erste Kammer mit einer zentralen Rampe, einen zweiten Korridor und über einen Schacht zur trapezförmigen oberen Pfeilerhalle, die in der Achse in einem Winkel von 72,64 Grad einen Knick macht und über eine Treppe zur Grabkammer hinabführt, die wiederum vier Nebenräume aufweist. Wie in allen Gräbern der 18. Dynastie blieben Korridore und Treppenräume ohne Dekoration.
Die Wände der trapezförmigen Vorkammer zeigen einen Katalog mit 741 Gottheiten (ohne die feindlichen Wesen) aus dem Amduat, was ohne Vergleich ist. Die Figuren sind nur im Umriss gezeichnet und jeweils mit einem Stern und einem Weihrauchnapf sowie einem Zeichen für die Ba-Seele, ergänzt.
Die 14,6 m × 8,5 m große Grabkammer ist rechteckig mit gerundeten Ecken und ähnelt einer Kartusche. Die Wände sind mit den zwölf Nachtstunden des Amduat geschmückt, deren Anordnung sich an den realen Himmelsrichtungen und den Vermerken im Text orientiert: Die Stunden 1–4 sind an der Westwand, 5 und 6 an der Südwand, 7 und 8 an der Nordwand und 9–12 an der Ostwand angebracht. Allerdings konnte dieses Ideal nicht immer eingehalten werden und aus Platzmangel mussten gewisse Umstellungen und Auslassungen vorgenommen werden. Die Figuren sind in schwarzen und roten Strichzeichnungen aufgemalt, die Texte in kursiven Hieroglyphen, der Hintergrund ist in einem hellen gelbroten Ton gehalten. Dadurch entsteht der Eindruck eines monumentalen Papyrus.
Zwei Seiten der beiden Pfeiler beinhalten eine Kurzfassung des Amduat-Buches („Die Schrift der verborgenen Kammer“) als eine Art Inhaltsverzeichnis. Auf vier Seiten werden 76 Figuren der Sonnenlitanei dargestellt.

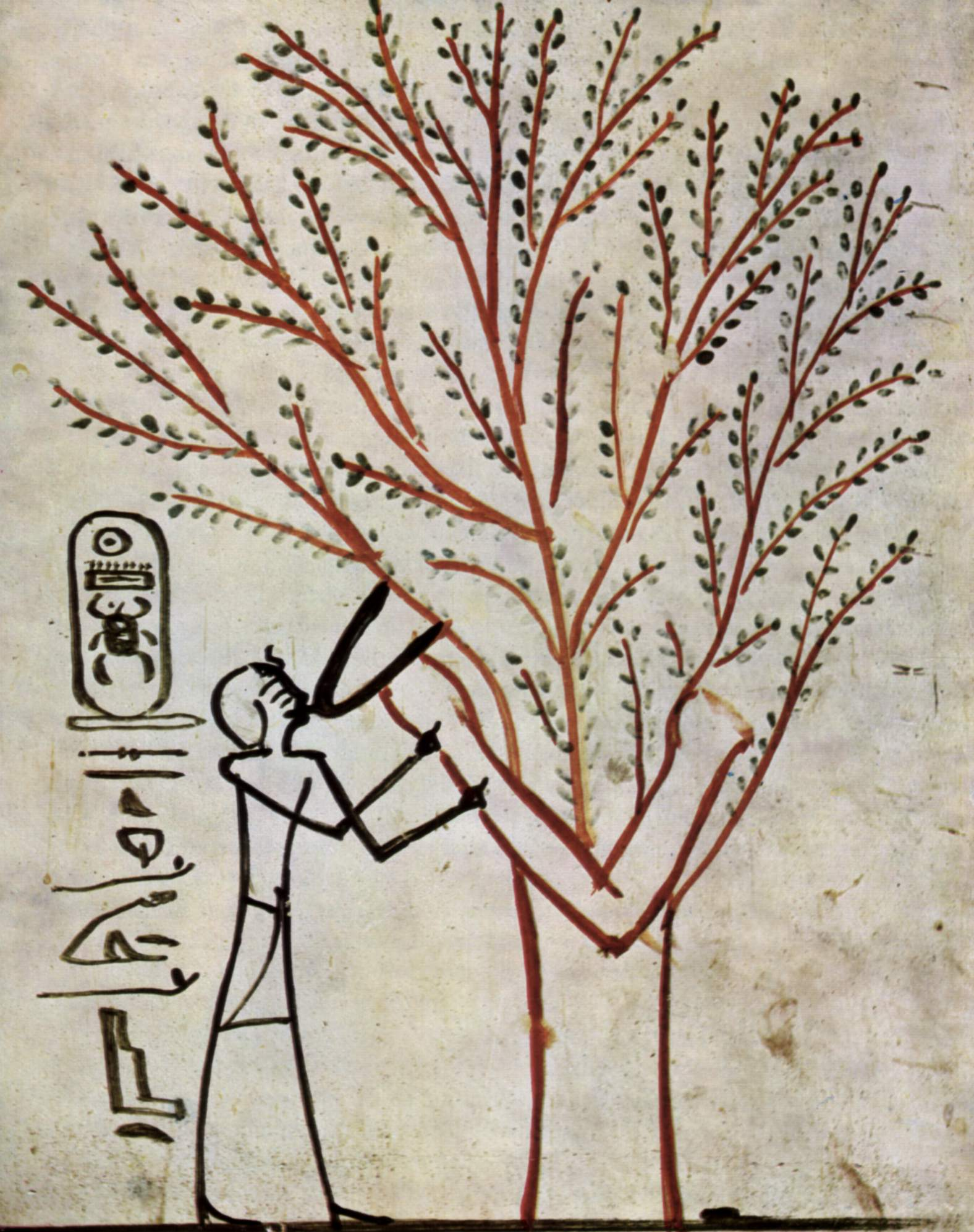
Thutmosis III. wird vom Heiligen Baum (Isched-Baum) gesäugt

Eine weitere Szene auf einem Pfeiler ist die Darstellung des Königs mit seiner Mutter Isis in einem Boot und von Familienangehörigen begleitet. Dazu findet sich flüchtig skizziert eine ungewöhnliche und bekannte Szene: Ein stilisierter Baum reicht dem König die Brust. Sie trägt die Beischrift: „er saugt an (der Brust) seiner Mutter Isis“. Da Thutmosis’ Mutter tatsächlich Isis hieß, könnte man die Szene vordergründig als Rückkehr des Königs zu seiner Mutter und Verjüngung deuten, aber der Baum deutet auf eine Göttin, die sonst in den Beamtengräbern als Nut oder Hathor aus dem Baum herauswächst und dem Toten mit seinem vogelgestaltigen Ba kühles Wasser und Opferspeisen darbringt. Dass hier stattdessen Isis genannt wird, liegt sicher am Namen der irdischen Mutter, aber auch am Mythos, nach welchem der König die Rolle des Horus auf Erden repräsentiert und in den Schutz seiner göttlichen Mutter Isis zurückkehrt, die ihn umsorgt und beschützt.
Der königliche Sarkophag bildet die Form einer Kartusche und ist noch im Grab zu besichtigen. Die Mumie wurde 1881 in der Cachette von Deir el-Bahari (TT320) entdeckt, eingehüllt in ein Leichentuch mit dem Text der Sonnenlitanei.

#### Der kleine Tempel in Medinet Habu
In Medinet Habu, dem südlichsten Bereich der thebanischen Nekropole, liegt ein religiös bedeutendes Heiligtum des Ur-Amun. Es galt als Grab des Ur-Amun Kematef, an dem sich Amun von Karnak alle zehn Tage regenerierte. Über einem kleinen Bau der 11. Dynastie wurde in der Zeit der Koregenz mit Hatschepsut ein Heiligtum mit dem Namen Djeser-Set (ḏsr-st) errichtet. Dieses setzte sich zusammen aus dem eigentlichen Sanktuar mit sechs Räumen und einer davorgestellten Barkenkapelle mit Pfeilerumgang.

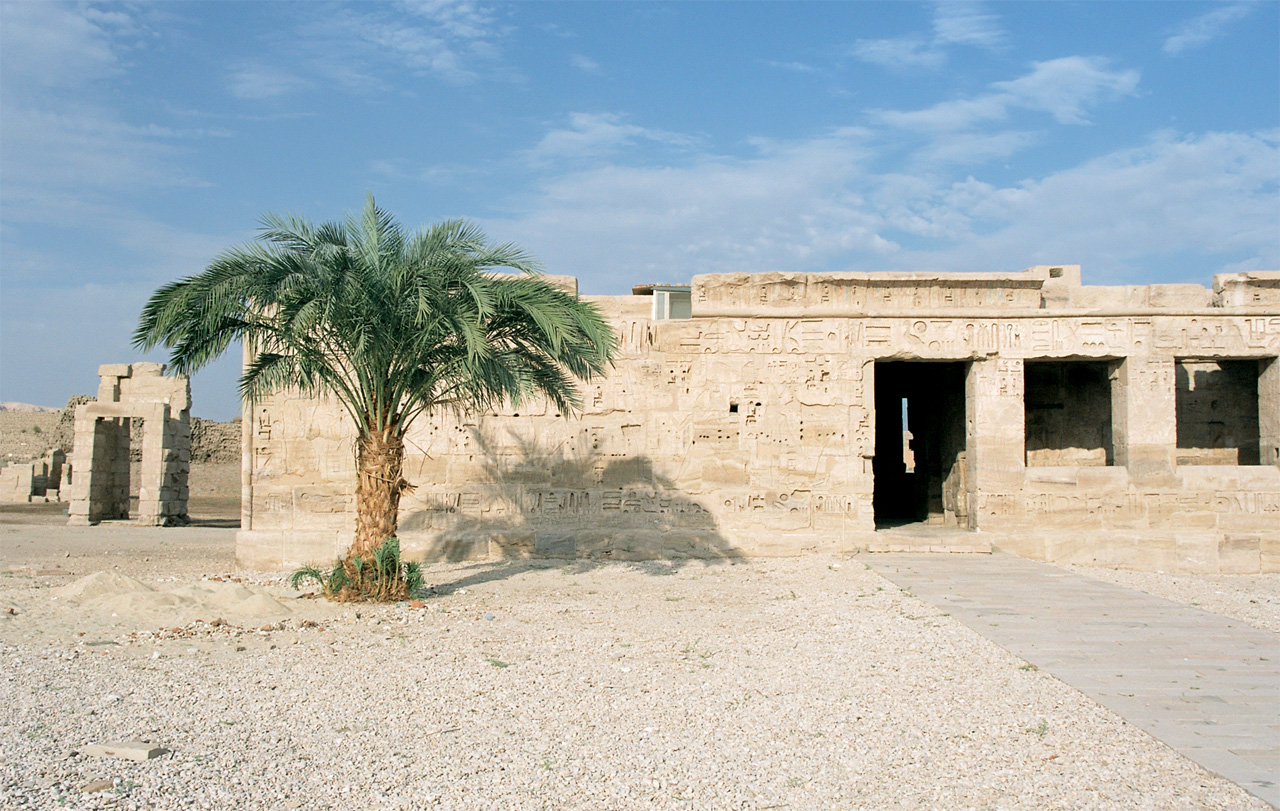
Heiligtum des Ur-Amun in Medinet Habu

Zwei Räume wurden erst während der Alleinherrschaft des Thutmosis dekoriert: Raum L, ein Vorraum, der zu zwei Kulträumen führte und in dem eine Doppelstatue aus schwarzem Granit stand, die Thutmosis III. und Amun zeigte und Raum M, der von Uvo Hölscher als Sanktuar des Königs bezeichnet wird. Letzterer hatte keine Verbindung zu den anderen Räumen des Tempels. Die Dekoration zeigt Thutmosis III. vor dem Opfertisch sitzend und von Inmutef-Priestern verehrt.
Bedeutendstes Vorhaben Thutmosis’ war die Vergrößerung des Barkenheiligtums, der der von Hatschepsut geplante Säulensaal zum Opfer fiel. Der neue Schrein war genau gleich breit wie ihr Vorgängerbau, aber doppelt so lang.
Bei der Errichtung des Totentempels Ramses III. wurde der kleine Tempel aus der 18. Dynastie in dessen Umwallung miteinbezogen.

#### Gedenktempel des Thutmosis II.
In der Nähe von Medinet Habu, nördlich des kleinen Tempels, errichtete Thutmosis III. einen weiteren Tempel. Dieser war dem Totenkult für Thutmosis II. gewidmet. Ob es sich um ein Millionenjahrhaus handelt, ist unsicher, da keine Inschrift mit einer solchen Bezeichnung gefunden wurde. Wie Luc Gabolde allerdings aufzeigte, ist das Millionenjahrhaus des Tutanchamun fast eine exakte Kopie dieses Tempels, womit man annehmen könnte, dass es sich hierbei tatsächlich um ein Millionenjahrhaus des Thutmosis II. handeln könnte.
Der Tempel wurde mit zwei verschiedenen Arten von Kalkstein in zwei Phasen gebaut. Ein Kalksteinblock der Hatschepsut könnte darauf hindeuten, dass der Tempel in einer ersten Phase während der Herrschaft Hatschepsuts errichtet wurde. Möglicherweise wurde er kurz danach verlassen. Wann sich Thutmosis III. dafür entschied, den Tempel zum Andenken an seinen Vater neu zu errichten, ist schwer zu sagen. Sicherlich wurde Thutmosis II. ein wichtiges Element der Königsideologie im Zuge der Entehrung Hatschepsuts.

### Bautätigkeit in Heliopolis

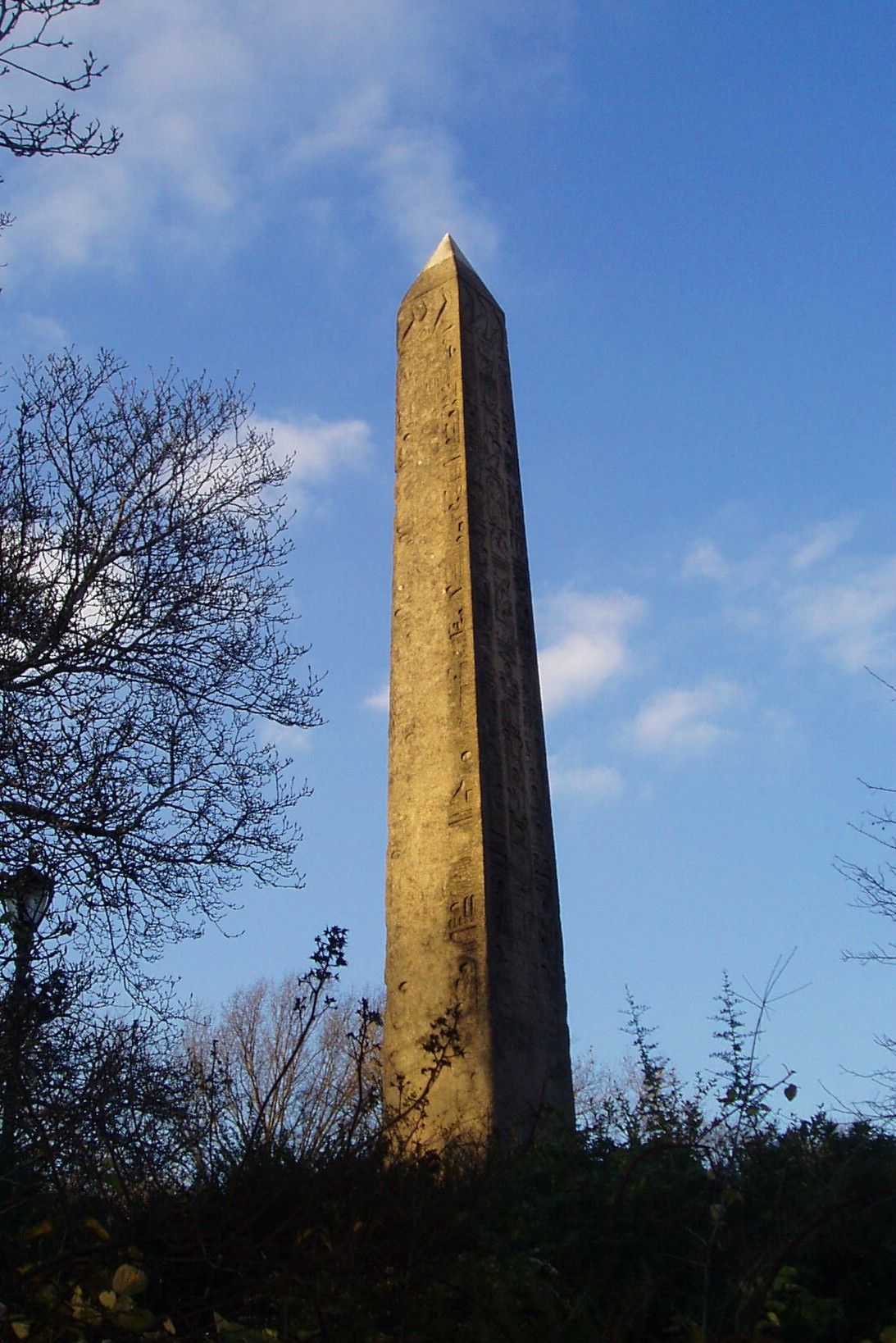
Nadel der Kleopatra in New York

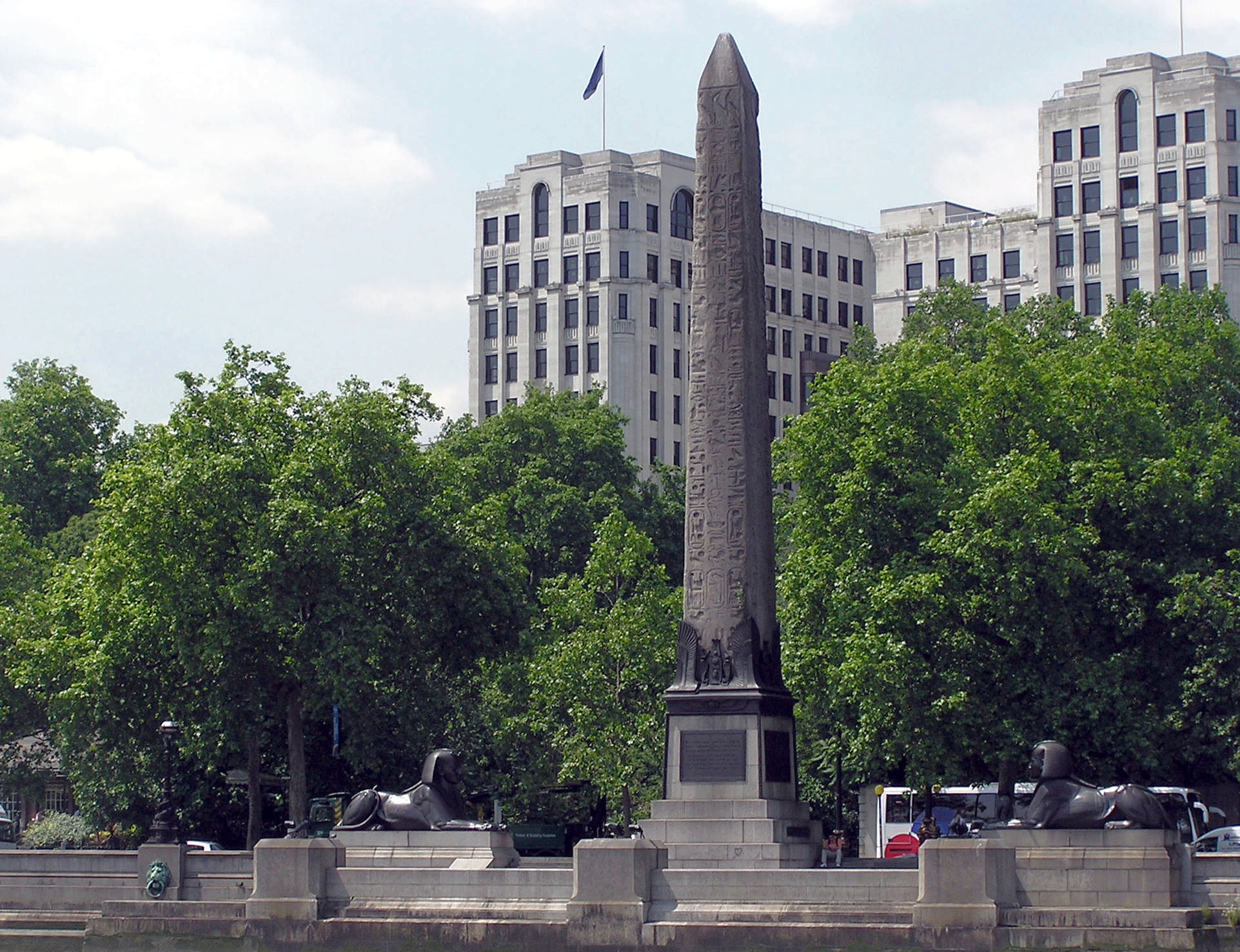
Nadel der Kleopatra in London, von der Themse aus gesehen

Der Sonnenkultort in Heliopolis (Iunu) war das Zentrum des ägyptischen Re-Kultes und des Pfeilerkultes, vor allem der Obelisken. Wegen der modernen Feldnutzung und Überbauung gehört es allerdings zu den am wenigsten erforschten großen Stätten in Ägypten. Thutmosis III. ordnete in Heliopolis den Neubau eines Pylonen an, vor dem am dritten Sed-Fest zwei etwa 21 Meter hohe Obelisken aufgestellt wurden. Diese wurden im Jahr 13/12 v. Chr. nach Alexandria gebracht und im Caesareum aufgestellt, wo sie als die „Nadeln der Kleopatra“ galten. Der eine stürzte im Jahr 1301 um und wurde 1877 nach London gebracht, der andere blieb aufrecht und wurde 1880 nach New York transportiert. Im 47. Regierungsjahr erhielt der Sonnentempel eine neue Umfassungsmauer.

### Weitere Bautätigkeit außerhalb des thebanischen Raumes
Die Bautätigkeit Thutmosis’ außerhalb Thebens ist eine wichtige Quelle seines königlichen Bauprogramms und der Geschichte seiner Regentschaft. Theben war nicht Hauptstadt des Landes im modernen Sinne. Heliopolis kam Theben in seiner religiösen Bedeutung gleich. Die königliche Residenz war vermutlich nicht fest an einen Ort gebunden und der König reiste durch das Land. Sicherlich residierte er in Armant, wie die Inschrift des Iamu-nedjeh bezeugt. Es ist belegt, dass ein Harim-Palast in Gurob existierte. Der Sohn des Königs wurde in Memphis großgezogen. Eine Art kriegerischer Widerstand erfolgte wahrscheinlich von Peru-nefer aus.
Die wichtigsten Bautätigkeiten Thutmosis III. (von Süden nach Norden) sind:

Der Tempel von Ellesija, heute im Museo Egizio in Turin

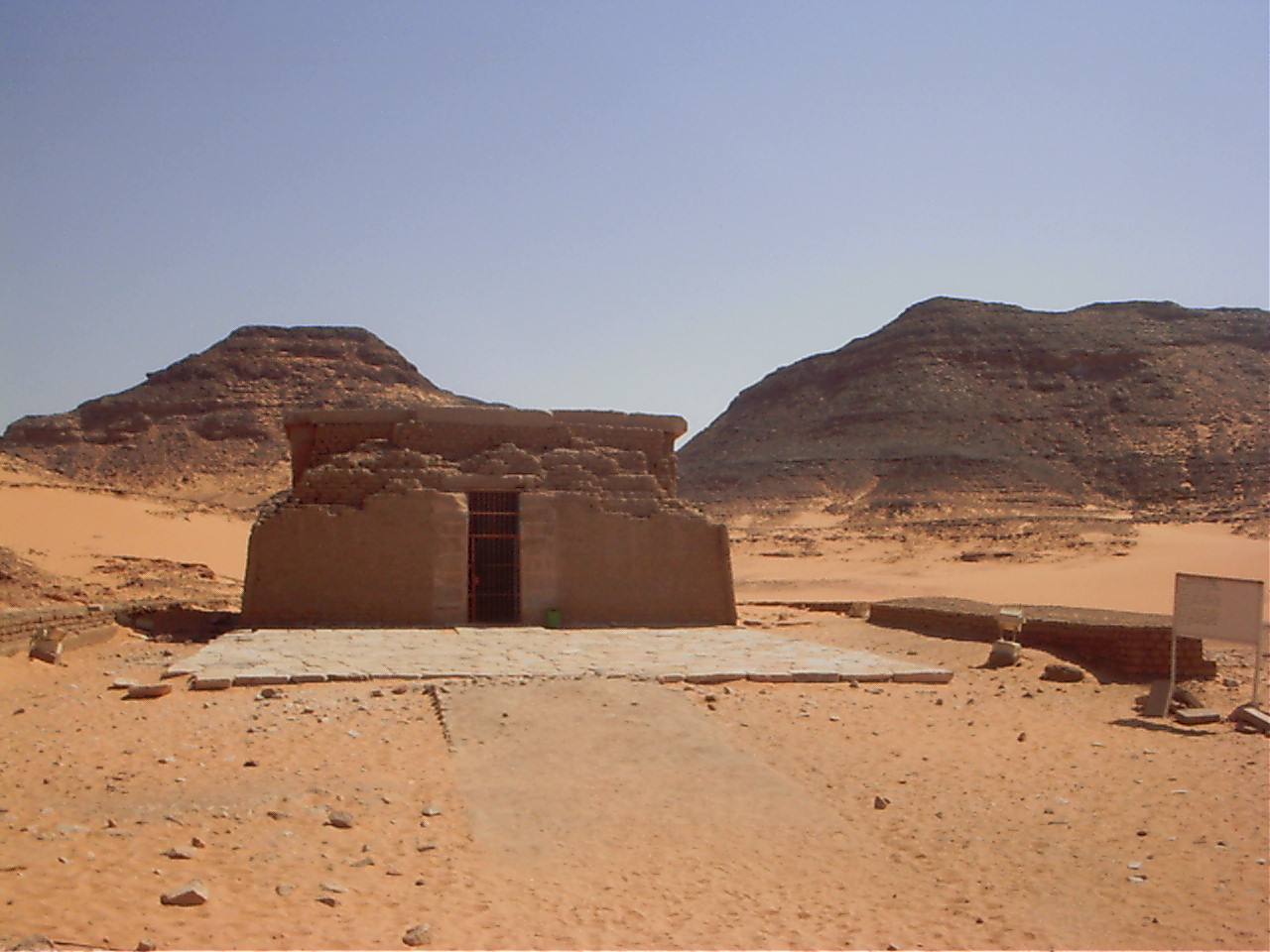
Tempel in Amada

- Gebel Barkal: Siegesstele; Beginn der Errichtung eines festen Außenpostens
- Gebel Doscha: Felskapelle
- Semna: Tempel zu Ehren des nubischen Gottes Dedwen und des als göttlich verehrten Sesostris III
- Sai: Festung; Kapelle und Statue durch Nehi errichtet
- Kumma: Tempel für Chnum, Sesostris III. und Dedwen
- Uronarti: Ziegeltempel für Dedwen und Month in der Festung des Mittleren Reiches
- Buhen: Fertigstellung des Südtempels für Horus von Buhen; Siegesstele
- Ellesija: Felskapelle (1966 abgetragen und im Museo Egizio in Turin wieder aufgebaut)
- Qasr Ibrim: Schrein des Nehi, Vizekönigs von Kusch
- Aniba: Türpfosten von Residenz des Nehi
- Amada: Tempel für Amun-Re und Re-Harachte aus der Zeit der Mitregentschaft von Amenophis’ II.
- Quban: Tempel
- ad-Dakka: Vorgängerbau des ptolemäisch-römischen Tempels von Hatschepsut und Thutmosis III.
- Elephantine: Tempel mit Umgang der Hatschepsut und des Thutmosis III.
- Kom Ombo: Tor
- Elkab: Tempel; Barkenstation mit Pfeilerumgang
- Esna
- at-Tud: Schrein; Erweiterung des Tempels
- Armant: Pylon des Monthtempels mit afrikanischem Beutezug und Erlegung des Nashorns
- Medamud: Neubau des Monthtempels
- Koptos: Harendotes-Tempel
- Dendera
- Abydos
- Heliopolis: Torbau und Umfassungsmauer; zwei Obelisken (siehe Abschnitt Heliopolis)
- Buto: Stele
- Auaris: Nach Ansicht von Manfred Bietak entstand hier in der frühen Thutmosidenzeit, vermutlich in der frühen Regierungszeit Thutmosis’ III., ein Palastbezirk.[130]

Zusätzlich nennt die Inschrift des Minmose in Medamut Tempelbautätigkeiten in Assiut, Atfih, Sakkara, Letopolis, Gizeh, Sachebu bei Memphis, Kom el-Hisn, Busiris, Bubastis, Tell el-Balamun und Byblos.

## Entwicklung der Königsplastik
Schon lange wurde erkannt, dass die Statuen Thutmosis’ III. den König nicht immer mit demselben Gesicht zeigen. Diese Besonderheit wurde oft mit der Theorie erklärt, dass zwei unterschiedliche Trends die königliche Kunst dieser Zeit charakterisieren: ein offizieller, idealisierender Stil, der auf älteren königlichen Porträts basiert und ein zweiter Stil, der auf der Tradition naturalistischer Porträts basiert, sogar auf den sehr realistischen Ersatzköpfen und Holzskulpturen des Alten Reiches.
Der in den 1960er-Jahren entdeckte Totentempel in Deir el-Bahari brachte neue Funde zutage, die zeigen, dass in den späten Regierungsjahren eine ikonografische Verschiebung beim königlichen Porträt eintrat. Somit muss die Vielfalt der königlichen Plastik zumindest teilweise aus chronologischer Sicht erklärt werden – als Entwicklungsprozess. Jadwiga Lipińska legte die Basis für die Untersuchung der Entwicklung von der Skulptur Thutmosis’ III. und Dimitri Laboury setzte die Studien fort.
Die Mehrheit der pharaonischen Skulpturen war dazu bestimmt, in einem Tempel zu stehen. Als einziges Kriterium zur Datierung eignet sich somit der architektonische Kontext. Als königliches Porträt sind die Statuen der Könige zur gleichen Zeit das Bild eines Mannes und das Bild einer Institution, das Bild des Staates und des Königtums. So darf man die politische und ideologische Dimension des altägyptischen Königsporträts nicht vernachlässigen. Nach Dimitri Laboury zeigen die Phasen der königlichen Ikonografie eine vollkommene Übereinstimmung mit den politischen Phasen der Herrschaft des Thutmosis, sodass die Entwicklung der Plastik im Wesentlichen von politischen Faktoren abhängt.
Auch bei der körperlichen Erscheinung muss zwischen Realität und Idealbild unterschieden werden. Typische Merkmale der Statuen sind breite Brust und Schultern, kurzer Oberkörper, flache und schmale Taille, muskulöse Arme und Beine sowie breite Füße und Hände. Anhand seiner Mumie wird er auf 1,71 m geschätzt, was größer ist als alle anderen Könige der 18. Dynastie mit Ausnahme von Amenophis I.

### Regierungsjahr 1 bis 7

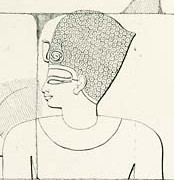
Reliefdarstellung des Thutmosis III. im Tempel von Semna

Zu Beginn seiner Regierung wurde der junge König als Erwachsener bei der Erfüllung seiner rituellen Pflichten dargestellt und stand nicht im Schatten seiner Tante. Während dieser Zeit wurden sicherlich Statuen von ihm angefertigt, aber keine kann nach architektonischen oder epigrafischen Kriterien in diese datiert werden. Dennoch hilft die Analyse von zweidimensionalen Darstellungen zur Spezifizierung der Ikonografie weiter.
Die Figuren zeigen genau die gleiche Physiognomie wie bei Thutmosis I. und Thutmosis II., mit gerader Nase und einem gut geöffneten Augen unter fast horizontalen Augenbrauen. Seit Tefnin gezeigt hat, dass auch die ersten Porträts von Hatschepsut als Pharao dieses Gesicht darstellen, ist klar, dass es eine ikonografische Kontinuität von Thutmosis I. bis zum Beginn der Mitregierung zwischen seinem Enkel und seiner Tochter gab. Die Darstellungen der ersten sieben Jahre sind somit auch gleich wie jene der letzten Zwölf.
Auf dieser stilistischen Grundlage könnten einige Skulpturen in diese Zeit datieren, insbesondere die Statue RT 14/6/24/11 im Ägyptischen Museum Kairo, die aus Karnak stammt.

### Regierungsjahr 7 bis 21

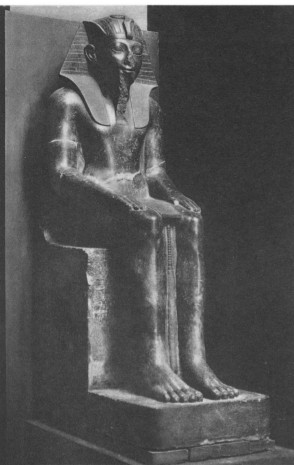
Eine Statue aus Karnak, heute im Ägyptischen Museum Kairo (CG 578)

Hatschepsut ließ bei der zweidimensionalen Dekoration der Monumente ihrer Regierungszeit immer auch Platz für Darstellungen ihres Neffen. Auch in dieser Zeit wurden Statuen des jungen Königs hergestellt, beispielsweise in Qasr Ibrim eine Gruppe, die im Hochrelief aus der Rückwand des dritten Schreins gemeißelt wurde und den König neben seiner regierenden Tante zeigt. Diese Gruppe ist jedoch total entstellt und lässt die Physiognomie des Königs während dieser Zeit nicht erkennen.
Anhand von stilistischen Vergleichen mit den Porträts der Königin Hatschepsut wurden allerdings solche Statuen identifiziert, da sie mindestens während der Koregenz eine gemeinsame Ikonografie teilten. Einige beschriftete Statuen Thutmosis’ III. gleichen Porträts der Hatschepsut. Dazu gehören:
- eine Sphinx aus Quarzit heute im Metropolitan Museum of Art in New York (MMA 08.202.6)
- eine Kalkstein-Statue im Metropolitan Museum of Art (MMA 29.3.2)
- eine Statue aus Karnak heute im Ägyptischen Museum Kairo (CG 578)
- ein unbeschrifteter Kopf in Berlin (Berlin 3441)

Diese Porträts und zweidimensionale Darstellungen zeigen, dass das offizielle Bildnis des Königs stark von seiner Tante beeinflusst war, aber mit leicht abweichenden Details.

### Regierungsjahr 22 bis 42

Statue CG 42053 im Ägyptischen Museum in Kairo im Profil; in der Cachette von Karnak gefunden; ursprünglich im Ach-menu aufgestellt

Zu Beginn der Alleinherrschaft errichtete Thutmosis III. das Ach-menu in Karnak. Auch wenn dieses wichtige Monument heute stark beschädigt ist, sind viele seiner ursprünglichen Statuen noch erhalten. Einige wurden in der Cachette von Karnak gefunden (CG 42053, CG 4270-1, Luxor J 2 und möglicherweise stammen auch CG 42060 und CG 42066 aus dem Ach-menu), andere entdeckte Auguste Mariette während der Freilegung des Areals Mitte des 19. Jahrhunderts (CG 576, CG 577, CG 594, eine Statue am Eingang zum Open-Air-Museum in Karnak und möglicherweise auch CG 633).
Diese Skulpturen zeigen eine sehr homogene Ikonografie, die im Kontrast mit den königlichen Porträts nach dem Jahr 42 steht. Das Gesicht hat eine abgerundete Form mit einer sehr feinen Modellierung. Diese Rundung ist insbesondere durch die geringere Bedeutung des Kinns bestimmt, das mehr in die Plastizität der Wangen integriert ist. Die Augen erscheinen lang gestreckt, mit gekrümmten Linien gezeichnet, ohne Winkel auf dem Oberlid, unter hohen und gekrümmten Augenbrauen. Die Nase stellt ein markantes Adlerprofil mit einer abgerundeten Spitze dar.
Einige Forscher stellten Ähnlichkeiten der Ach-menu-Statuen von Thutmosis III. mit den späten Porträts von Hatschepsut fest. Selbst wenn die physiognomischen Details fast identisch sind, gibt es geringfügige Unterschiede: Der hervorstehende und niedrige Wangenknochen vom Gesicht Thutmosis’ III. bestimmt eine horizontale Eintiefung unter dem Auge, die bei Hatschepsut nie auftritt. Das Kinn des Königs hat im Profil eine S-Form, im Gegensatz zum geraden Gesicht seiner Tante und die Nasenspitze ist fleischig und abgerundet, anstatt dünn und spitz.
Die Ach-menu-Statuen wurden häufig als reale Darstellung des Gesichts des Königs angesehen, vor allem CG 42053. Der Vergleich mit der Mumie, die diese Details ebenso aufweist, stützt diese Idee. Selbst wenn sich der König am Anfang der unabhängigen Herrschaft am ikonografischen Modell seiner Vorgängerin orientierte, dürften die beschriebenen Änderungen von der tatsächlichen Physiognomie Thutmosis’ III. inspiriert worden sein, da diese nicht in der Plastik früherer Könige belegt sind.
Nach Dimitri Laboury zeigt sich auch hier eine Übersetzung der Politik in die Plastik: Nach einer langen Zeit der Koregenz beschloss Thutmosis III. einerseits seine eigene Herrscherpersönlichkeit durchzusetzen, andererseits wahrte er sich in der Kontinuität seiner Vorgängerin eine Garantie für seine Legitimität. So folgte er dem Vorbild der Hatschepsut, aber nicht ohne Einführung eigener Innovationen.

Statuen aus dem Ach-menu in Karnak
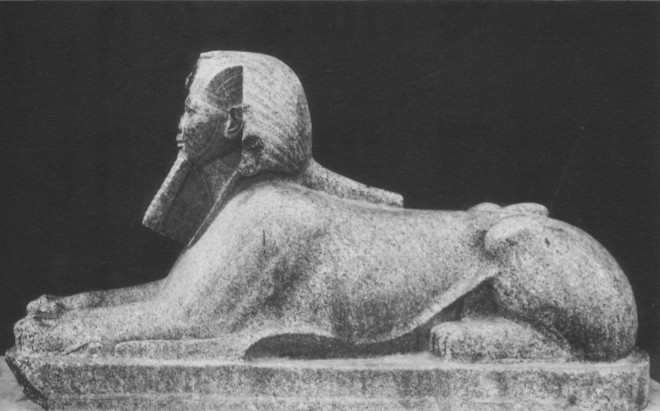
Ägyptisches Museum Kairo, CG 577
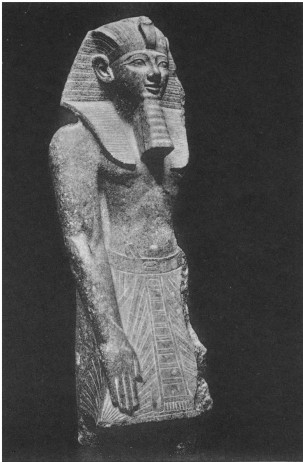
Ägyptisches Museum Kairo, CG 594
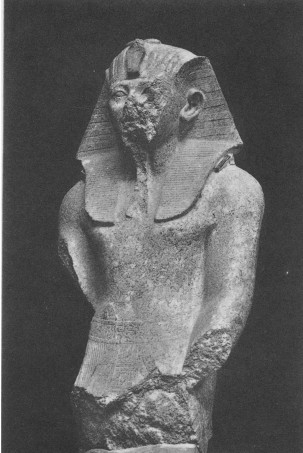
Ägyptisches Museum Kairo, CG 633
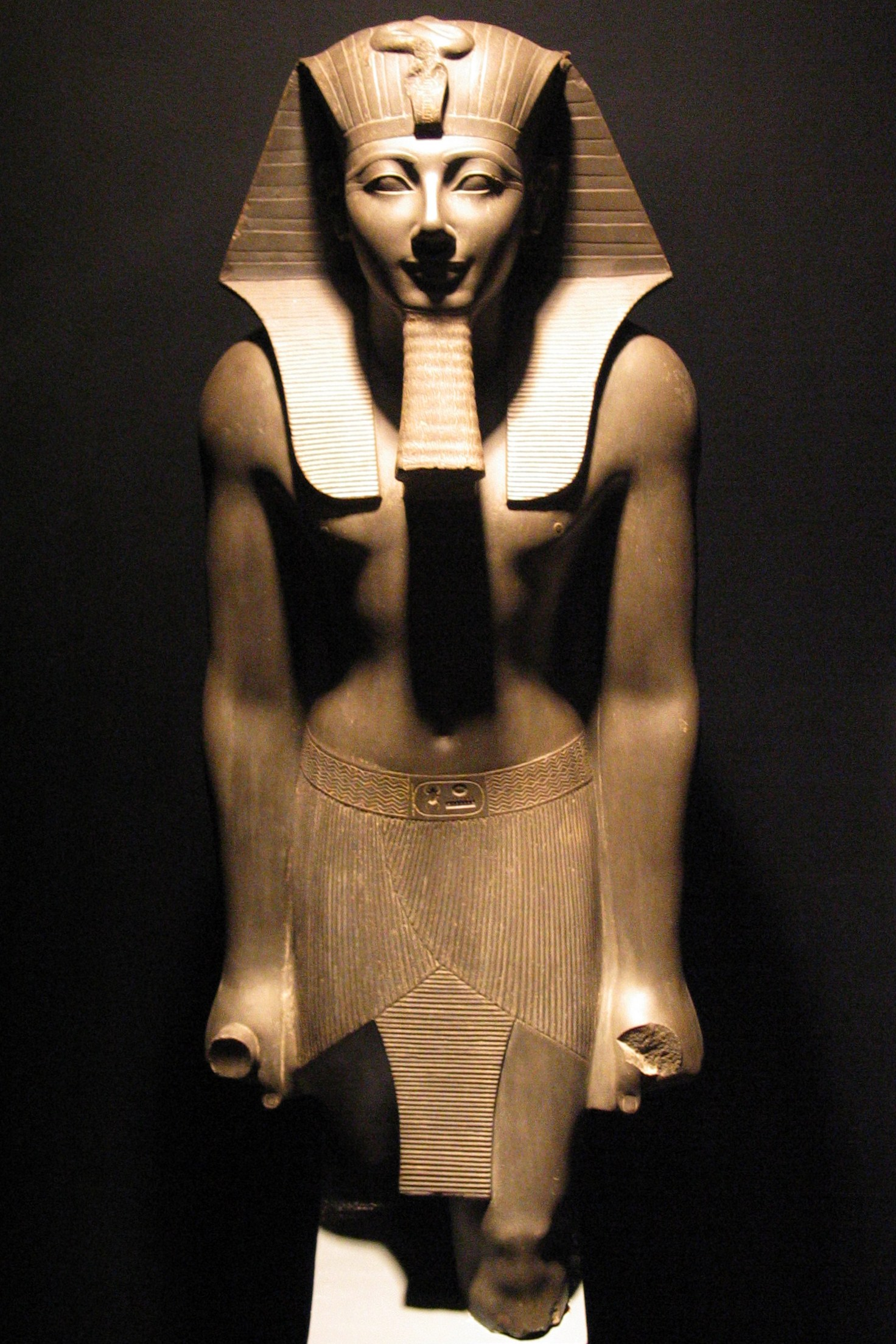
Luxor-Museum, J 2

### Regierungsjahr 42 bis 54

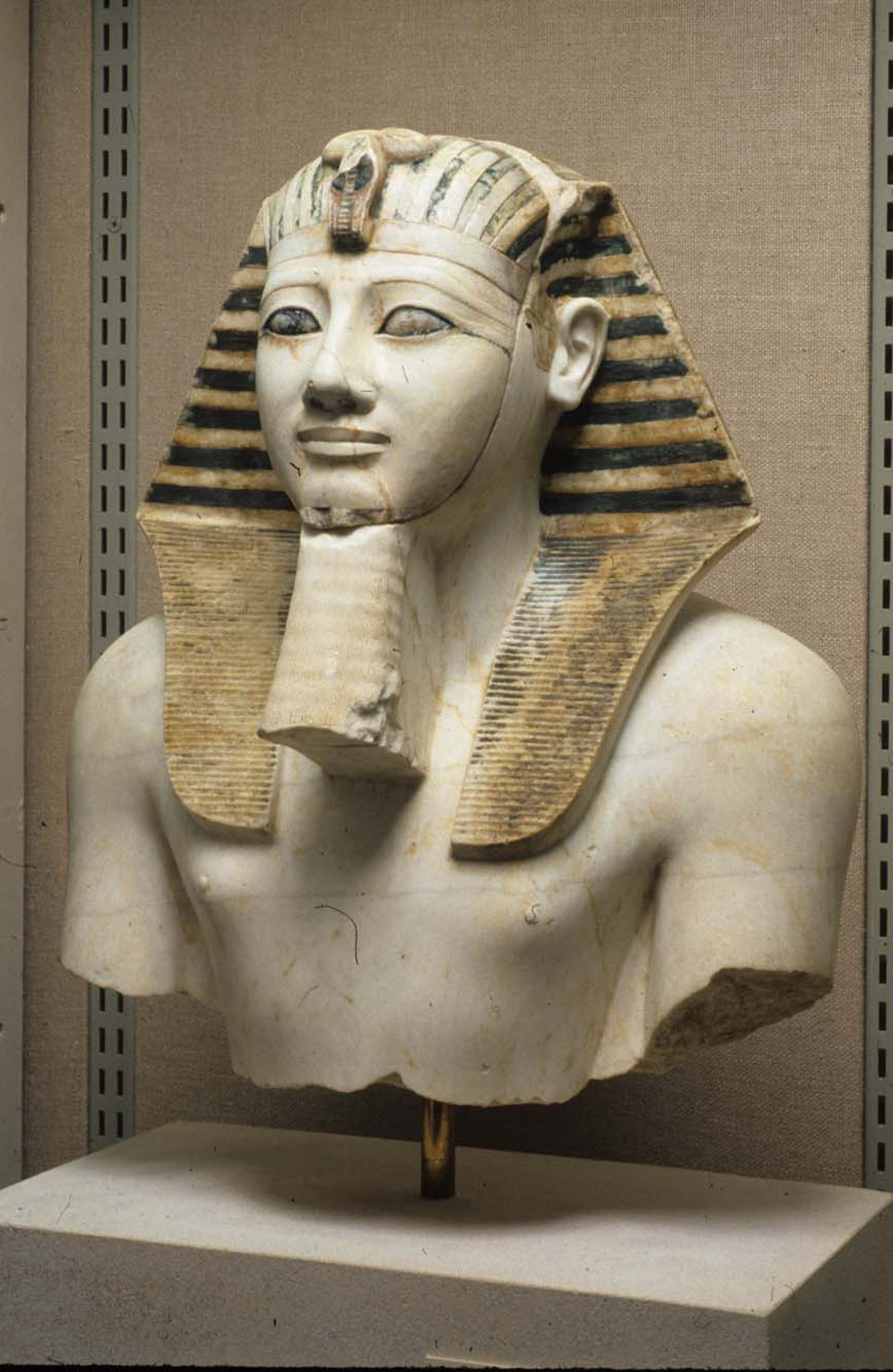
Statue des Thutmosis III. aus dem Totentempel in Deir el-Bahari

Wie Jadwiga Lipińska gezeigt hat, unterscheiden sich die Darstellungen des Königs (sowohl in der Skulptur als auch im Relief), die im Totentempel in Deir el Bahari gefunden wurden, in einigen Merkmalen von den zahlreichen bereits bekannten Porträts des Königs und scheinen einen eigenen Typ zu bilden. Die auffälligsten Merkmale dieses neu ausgegrabenen Typs sind:
- die Form der Nase, deren Profil fast vollkommen gerade ist; anstelle von hervorstehend und gekrümmt
- die Augen und Augenbrauen, die im Wesentlichen horizontal sind, in fast geraden Linien gezogen, mit fast einem Winkel auf dem Oberlid
- die Grundstruktur des Gesichts ist mehr abgewinkelt, vor allem wegen der Wichtigkeit des Kinns

Die gesamte Zusammensetzung des Gesichts basiert nicht mehr auf der gebogenen, sondern auf der geraden Linie; die ebene Fläche ersetzt die abgerundete und das sphärische Volumen ist geändert in ein kubisches. Die Statuen machen den Eindruck von einer Art Archaismus und sind weniger subtil als beispielsweise jene aus dem Ach-menu. Diese Veränderung zeigt sich auch in den Reliefs von Monumenten, die nach dem Jahr 42 errichtet wurden.
Diese Ikonografie war inspiriert, wenn nicht sogar kopiert, von den modellierten Gesichtern von Thutmosis I. und Thutmosis II. Sie scheint chronologisch mit dem Beginn der Verfolgung von Hatschepsuts Andenken im Jahr 42 zusammenzufallen. Durch die Verehrung der direkten königlichen Vorfahren und der Ablehnung von Hatschepsuts Königtum hat Thutmosis III. vermutlich den Versuch unternommen, eine ununterbrochene dynastische Kontinuität von Vater zu Sohn zu etablieren, die bei seinem Großvater beginnt. Dies setzt sich in den Darstellungen seines Sohnes Amenophis II. fort.

Weitere Statuen des Thutmosis III.
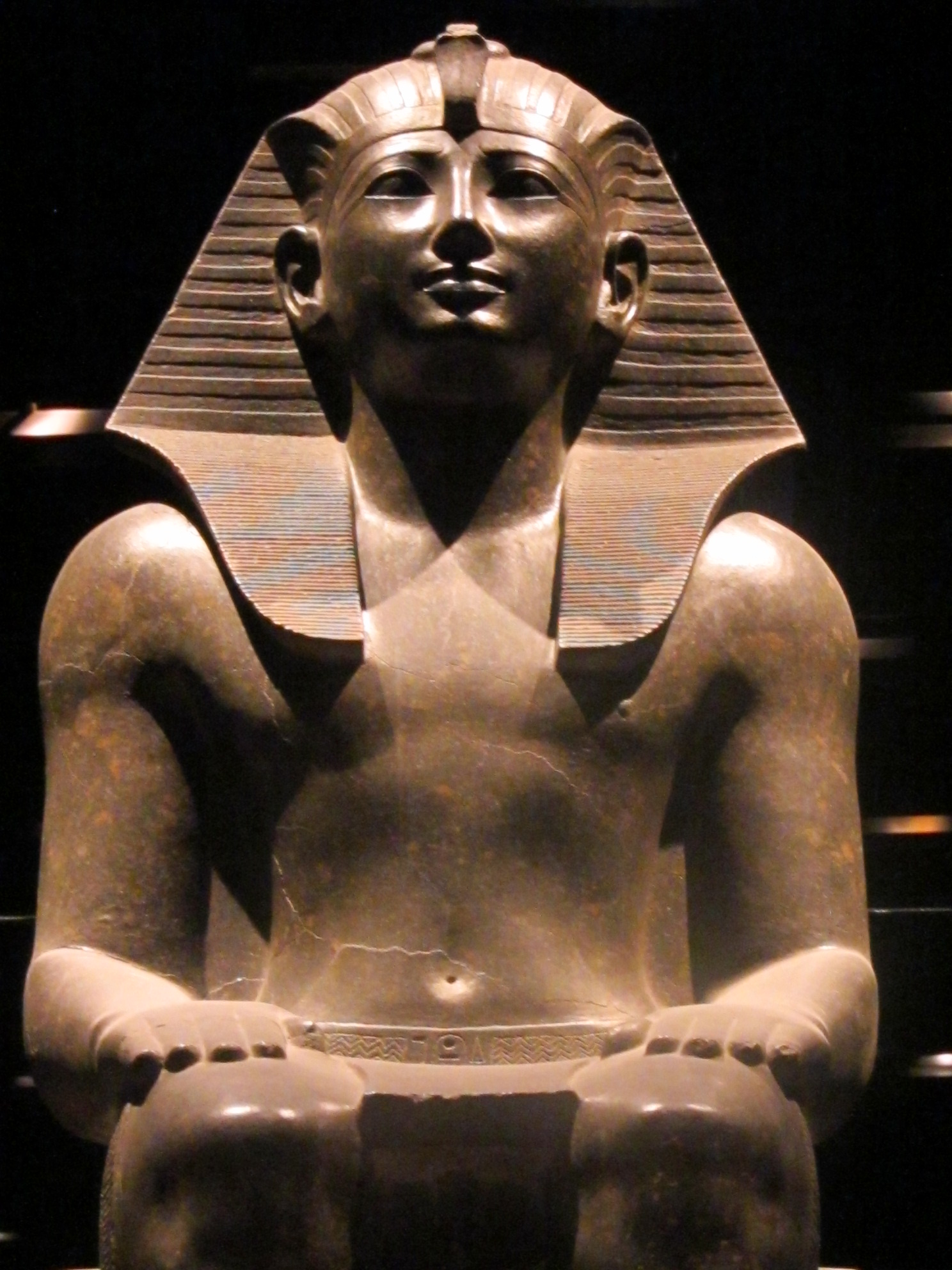
Diorit-Statue im Museo Egizio, Turin, Inv. 1376 (datiert stilistisch nach Jahr 42)
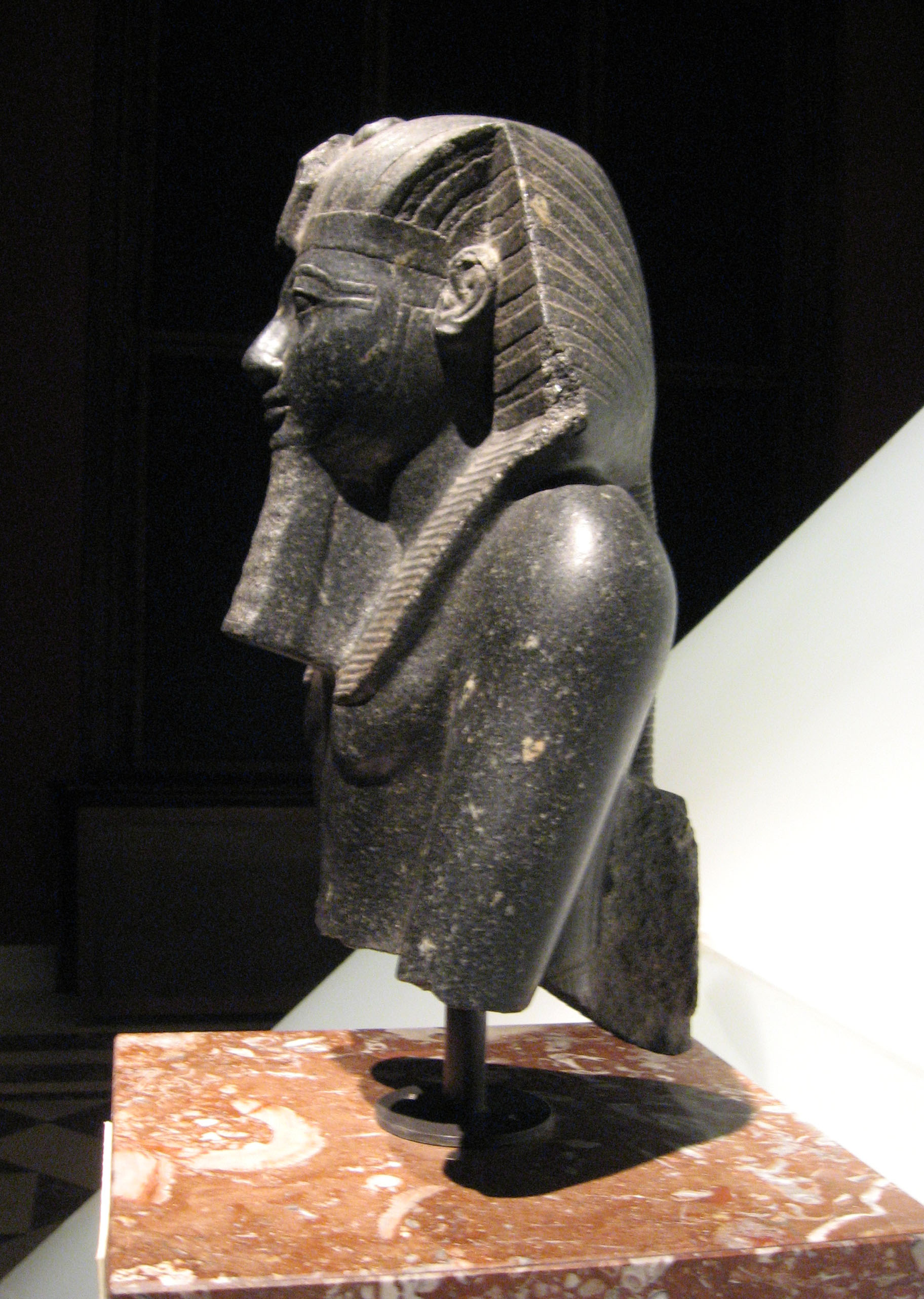
Diorit-Statue im Kunsthistorischen Museum, Wien, Inv. 70 (datiert stilistisch in die Jahre 22 bis 42)
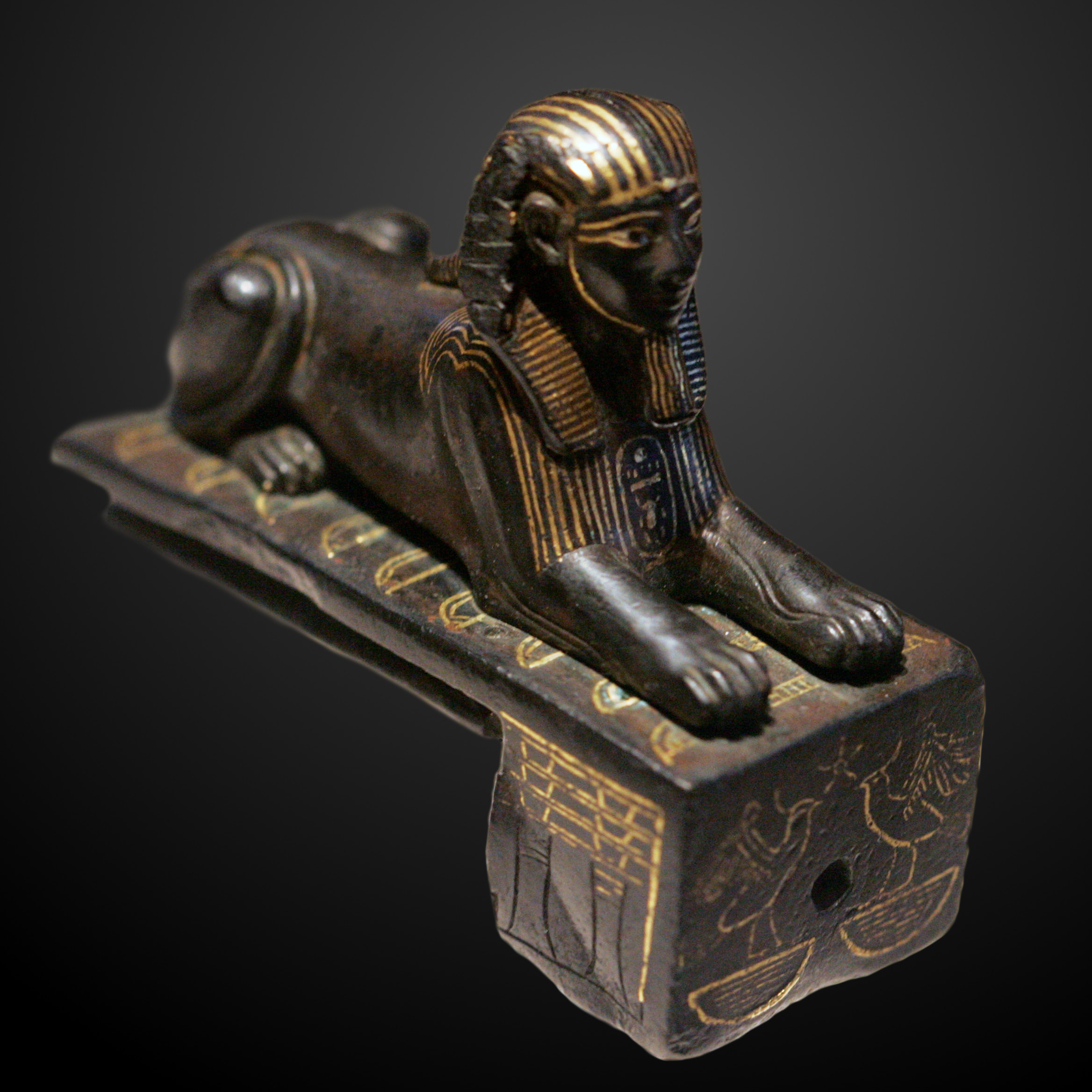
Bronze-Sphinx im Louvre, Paris, Inv. E 10897 (datiert stilistisch in die Jahre 22 bis 42)
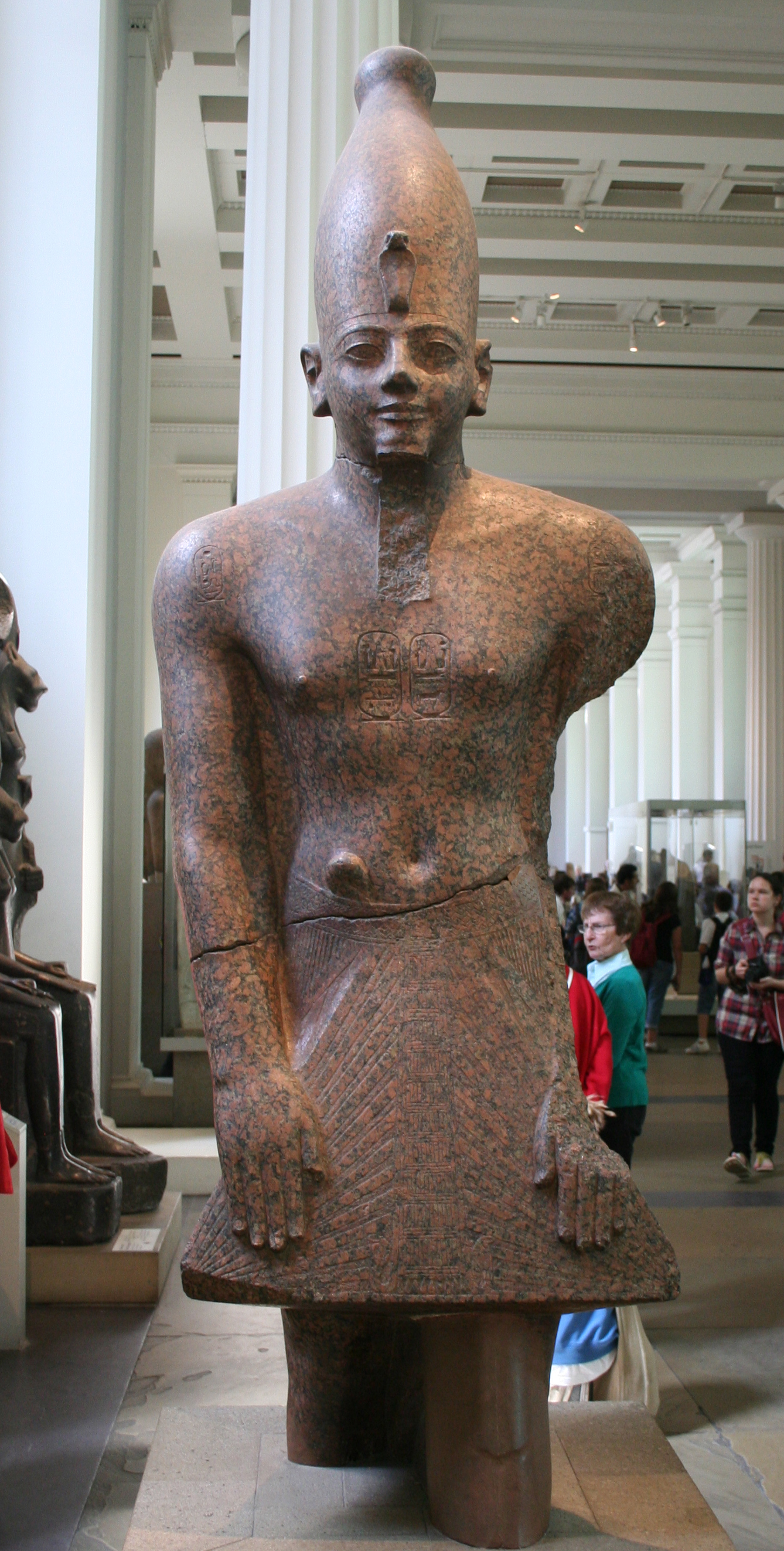
Rosengranit-Statue im British Museum, London, Inv. EA61 (datiert stilistisch in die Jahre 22 bis 42)

## Historische Bedeutung
Die historische Bedeutung oder geschichtliche „Größe“ von altägyptischen Königen zu messen, gestaltet sich schwierig. Dies ergibt sich schon aus dem beschränkten Zugang zur ägyptischen Königsgeschichte, etwa im Gegensatz zur Geschichte römischer oder mittelalterlicher Kaiser. Nach altägyptischer Vorstellung war der König Träger und Bewahrer der Geschichte, des Immer-schon-Dagewesenen. Er agierte in einer festen Rolle, „die er zur Bewahrung und Erweiterung der geschaffenen Welt bekleiden muß und an die er kultisch und religiös gebunden ist“. Texte und Darstellungen geben nicht die konkrete historische Umsetzung wieder, sondern entsprechen dem Typus des idealen Königs.
Eine erste historiographische Darstellung unternahm der Priester Manetho mit der Aegyptiaca etwa zur Zeit des Ptolemaios II. Er stützte sich auf offizielle Königslisten oder Annalen. Seine Eckdaten bilden das Grundgerüst der ägyptischen Chronologie. Allerdings ist die Aegyptiaca nur aus sekundären Schriften erhalten, die zwischen dem 1. und 4. Jahrhundert n. Chr. geschrieben wurden und diese zitieren. Nach dem Untergang der altägyptischen Kultur und dem Verlust der Kenntnis der Hieroglyphenschrift seit der Spätantike waren lange Zeit die Ägyptenbeschreibungen Herodots, Diodors und Strabons maßgebend. Gerade diese Darstellungen sind aber oft verzerrt oder falsch. Demnach folgten auf die Begründer des ägyptischen Staates Hunderte unbedeutende Herrscher.
Erst seit der Entzifferung der Hieroglyphen 1822 konnten die ägyptischen Denkmäler als Primärquellen erschlossen und so die ägyptische Geschichte rekonstruiert werden. Besonders im 20. Jahrhundert hat sich das Wissen über die ägyptischen Könige deutlich vermehrt. Die wichtigsten Quellen zur 18. Dynastie wurden seit 1906 in den „Urkunden der 18. Dynastie“ gesammelt. Zu Beginn des 20. Jahrhunderts wurden vor allem die militärischen Leistungen des Thutmosis III. hervorgehoben. So urteilte James H. Breasted in seiner „Geschichte Ägyptens“ 1905:

„Wir sehen in ihm einen Menschen von einer unermüdlichen Energie, wie wir sie bei keinem Pharao der früheren oder späteren Zeit wiederfinden; [...] den ersten großen Feldherrn des Orients. Seine Regierung bedeutete eine Epoche nicht nur in der ägyptischen Geschichte sondern in der Geschichte der damaligen Welt. [...] Das Genie, welches aus einem obskuren priesterlichen Amt sich aufschwang, um solches zum erstenmal in der Geschichte zu erreichen, erinnert uns an einen Alexander oder Napoleon.“

Auch nach der Ansicht von Madeleine Dalle Monica 1991 kann Thutmosis III. „zu Recht als größter Pharao der gesamten ägyptischen Geschichte betrachtet werden, so zahlreich und glänzend waren seine Eroberungen“. Gegen dieses Bild argumentierte Wolfgang Helck, dass Hatschepsut und der junge Thutmosis III. nicht viel mehr als Marionetten von hohen Beamten gewesen seien. Gegenüber der ideologisch manipulierten „Wahrheit“ der Texte, in der nur die Könige die Handelnden sind, agierten die tatsächlichen Kräfte, die die Entscheidungen trafen, im Hintergrund. Für Thomas Schneider ist der individuelle Anteil eines Königs an historischen Entscheidungen nur schwer in Rechnung zu stellen. Petra Andrássy hält Helcks Ansicht im Allgemeinen für übertrieben. Das Bild eines Königs war demnach je nach Begabung mal mehr und mal weniger von der Realität entfernt.

## Absolut-chronologische Datierung
Der Bericht über die Schlacht bei Megiddo in den Annalen enthält ein Monddatum, das von großer Bedeutung für die absolute Chronologie des ägyptischen Neuen Reiches ist. Es ist eines der seltenen astronomischen Daten, die sich mit einem genauen Regierungsdatum eines ägyptischen Königs in Verbindung bringen lassen:

„Regierungsjahr 23, 1. Monat der Erntezeit, Tag 21, genauer Tag des Neumondfestes. Erscheinen des Königs am Morgen. Dem ganzen Heere wurde Befehl gegeben, um [die Schlachtreihe] aufzustellen.“

Ein weiteres Monddatum aus der Regierungszeit Thutmosis’ III. datiert eineinhalb Jahre später. Auf einem Denkstein wird an die feierliche Grundsteinlegung des Festtempels in Karnak erinnert:

„Meine Majestät befahl, die Gründungszeremonie vorzubereiten in Erwartung des Tages des Neumondes, um den Meßstrick zu Spannen für dieses Denkmal im Jahre 24, 2. Monat der Wachstumszeit, letzter Tag, Festtag des 10. Tages des Amun in Karnak.“

Infolgedessen fand im Regierungsjahr 24, am 30. VI., die Gründung des Festtempels in Karnak statt, und zwar am Tag vor dem Beginn des neuen Mondmonats. Die infrage kommenden Daten für den Neumond lassen sich astronomisch berechnen. Daraus ergeben sich die möglichen Datenpaare 16. Mai 1482/24. Februar 1480, 9. Mai 1457/18. Februar 1455 und 3. Mai 1432/12. Februar 1430 (nach julianischem Kalender). Durch ein weiteres Monddatum aus der Regierungszeit Ramses’ II. und der Synchronismen mit Vorderasien lassen sich diese Daten weiter eingrenzen, weshalb nach Ansicht der meisten Ägyptologen nur das mittlere Datenpaar möglich ist. Somit fand die Schlacht bei Megiddo also 1457 v. Chr. statt, wenn man sie auf den 21. Tag festlegt, am 26. April nach unserem gregorianischen Kalender, beziehungsweise am 9. Mai nach julianischem Kalender. Lediglich Casperson geht vom Jahr 1504 v. Chr. aus.

## Name und Titulatur

### Titulatur bis zum Jahr 21
Aufgrund des Alters von Thutmosis III. bei der Thronbesteigung ist anzunehmen, dass ihm Vorlesepriester oder vielleicht Hatschepsut bei der Wahl der Titulatur halfen, auch wenn er selbst später darauf besteht, dass der Gott Amun-Re diese auswählte. Eine Inschrift in Semna überliefert die frühe Titulatur:
- Horusname: K3-nḫt-ḫˁj-m-W3st (Starker Stier, der in Theben erscheint)
- Nebtiname: W3ḥ-nsjt (Mit beständigem Königtum)
- Goldname: Dsr-ḫˁw (Mit heiligen Erscheinungen)
- Thronname: Mn-ḫpr-Rˁ (Der von dauernder Gestalt ist der Re (auf Erden))
- Eigenname: Ḏḥwtj msj(w) (Thot ist geboren)

Wie in der 18. Dynastie üblich, übernahm Thutmosis III. Elemente aus der Titulatur seiner unmittelbaren Vorgänger und herausragender Könige früherer Zeiten, um die Kontinuität der Herrscherabfolge zu wahren. Beispielsweise könnte der Thronname Men-cheper Re (Mn-ḫpr-Rˁ – „Der von dauernder Gestalt ist der Re (auf Erden)“) auf Kamoses Thronnamen Wadj-cheper-Re (W3ḏ-ḫpr-Rˁ – „Mit gedeihender Gestalt, ein Re“) und den seines Vaters, Thutmosis II., Aa-cheper-en-Re (ˁ3-ḫpr-n-Rˁ – „Mit großer Gestalt, der zu Re gehört“) zurückgehen. Eine weitere Version des Thronnamens, Men-cheper-Ka-Re (Mn-ḫpr-k3-Rˁ – „Der von dauernder Gestalt ist ein Ka des Re“), wurde meistens in der Zeit der Koregenz verwendet. Er könnte den Thronnamen von Sesostris I. Cheper-Ka-Re (Ḫpr-k3-Rˁ – „Erscheinungsform der Ka-Kraft des Re“) oder seines Großvaters Thutmosis I. (ˁ3-ḫpr-k3-Rˁ) in Erinnerung rufen. Vielleicht erfolgte die Hinzufügung des Nomens k3 (Ka) auch einfach aus Rücksicht auf jenen der Hatschepsut, Maat-Ka-Re (M3ˁ.t-k3-Rˁ – „Gerechtigkeit und Lebenskraft des Re“).

### Titulatur ab dem Jahr 22

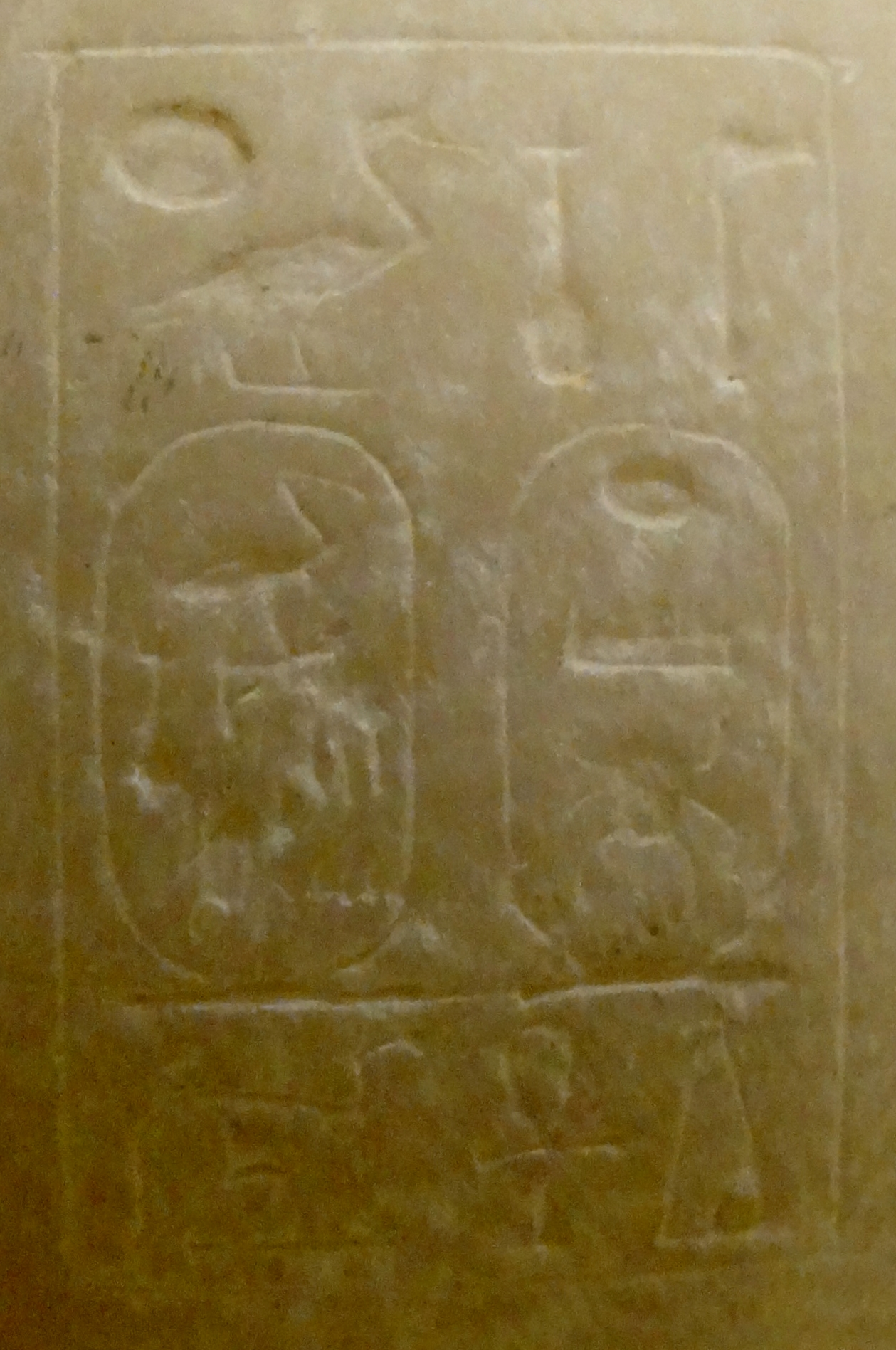
Originalinschrift

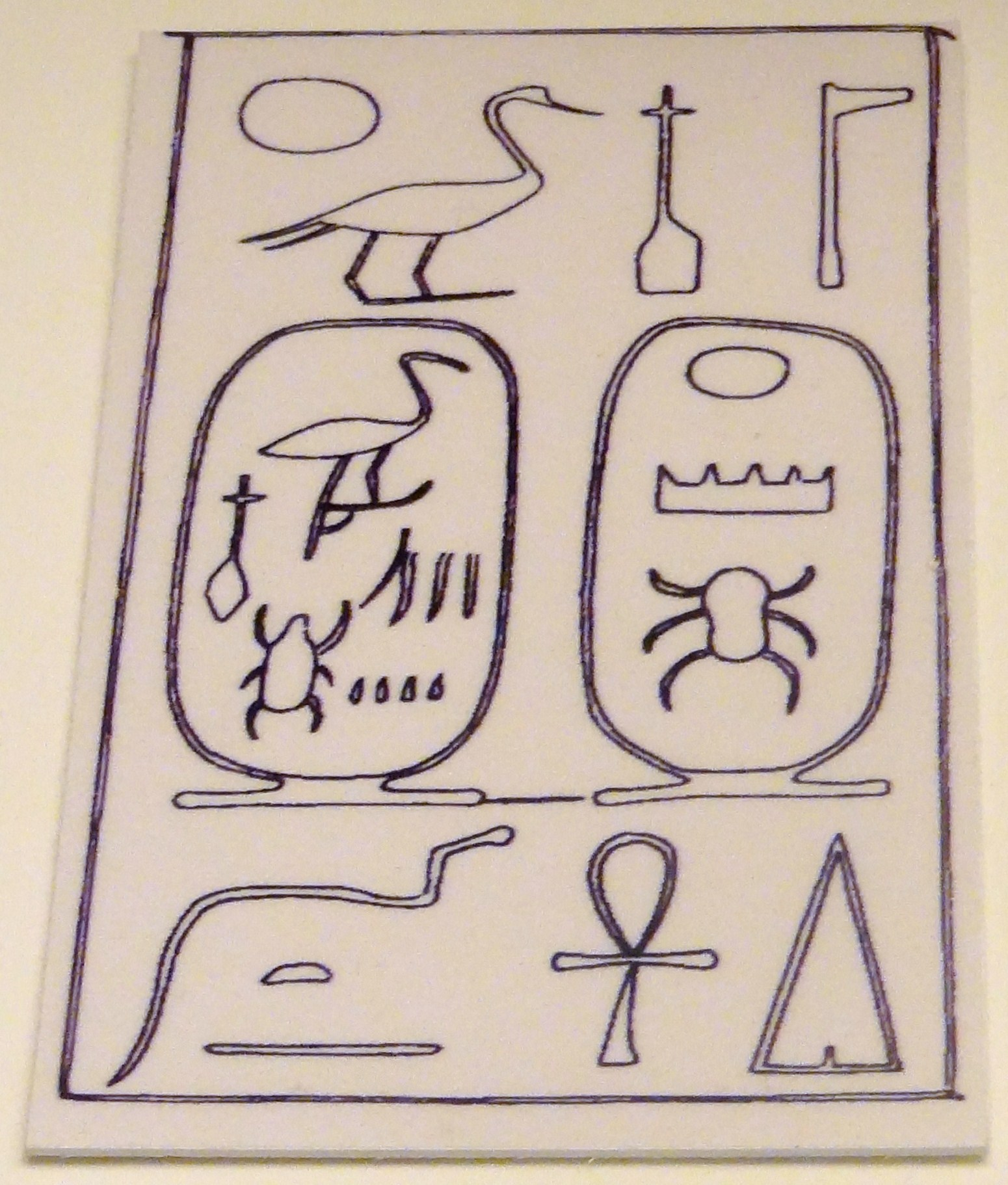
Thronname und Eigenname des Thutmosis III. auf einer Amphore in epigraphischer Abschrift

Als Thutmosis im 22. Regierungsjahr Alleinherrscher wurde, fügte er seiner früheren Titulatur einige neue Phrasen hinzu, vielleicht um den neuen Zustand zu betonen. Die Hinzufügung der Phrase sḫm-pḥtj (Sechem-pehti) zum Goldnamen, der sich nun Dsr-ḫˁw sḫm-pḥtj (Djeser-chau sechem-pehti – „Der mit heiligen Erscheinungen und mächtiger Kraft“) liest, erinnert an Ahmoses Thronnamen (Nb-pḥtj-Rˁ – Neb-pehti-Ra), Teile des ersten Nebtinamens Thutmosis I. (Ḫˁ-m-nsrt-ˁ3-pḥtj – Cha-em-neseret-aa-pehti) und den Horusnamen seines Vaters (K3-nḫt-wsr-pḥtj – Ka-nechet-user-pehti).
Thutmosis III. verfasste auch neue Epitheta für bestimmte Anlässe, beispielsweise für Jubiläumsfeste. Der Horusname mrj-Rˁ-q3-ḥḏt (meri-Ra qa hedjet – „Geliebter des Re, mit hoher Weißer Krone“) erscheint auf verschiedenen Obelisken aus Karnak und Heliopolis. Natürlich ist das Element mrj-Rˁ („Geliebter des (Sonnengottes) Re“) auf einem Monument mit solarer Bedeutung selbsterklärend.

### Zur Übersetzung des Thronnamens
Insbesondere die Thronnamen haben in der Ägyptologie ganz unterschiedliche Interpretationen hervorgerufen. Gerade aus der 18. und 19. Dynastie sind einige aus keilschriftlichen Quellen bekannt, die dazu herangezogen werden. Hannes Buchberger hat in seiner Dissertation über das Lexem ḫpr (cheper) die Königsnamen einer einschlägigen Untersuchung unterzogen, die grundlegende Neuerungen zum Verständnis der Königsnamen gebracht hat. Diesem folgte auch Thomas Schneider in seinen Übersetzungen.
ḫpr (cheper) beziehungsweise im Plural ḫpr(.w) (cheperu) wird keilschriftlich auf zwei verschiedene Weisen geschrieben: als ḫpir und als ḫuˀu/ḫurri. Umstritten ist, wie viele Lexeme sich hinter diesen Graphien verbergen beziehungsweise ob unterschiedliche Numeri desselben Lexems vorliegen. Buchberger geht davon aus, dass nur ein Lexem, nämlich ḫpr.w vorliegt und dessen Numeri durch unterschiedliche Graphien dargestellt werden können. Die Bedeutung von ḫpr.w ist (etwa) „Gestalt“.

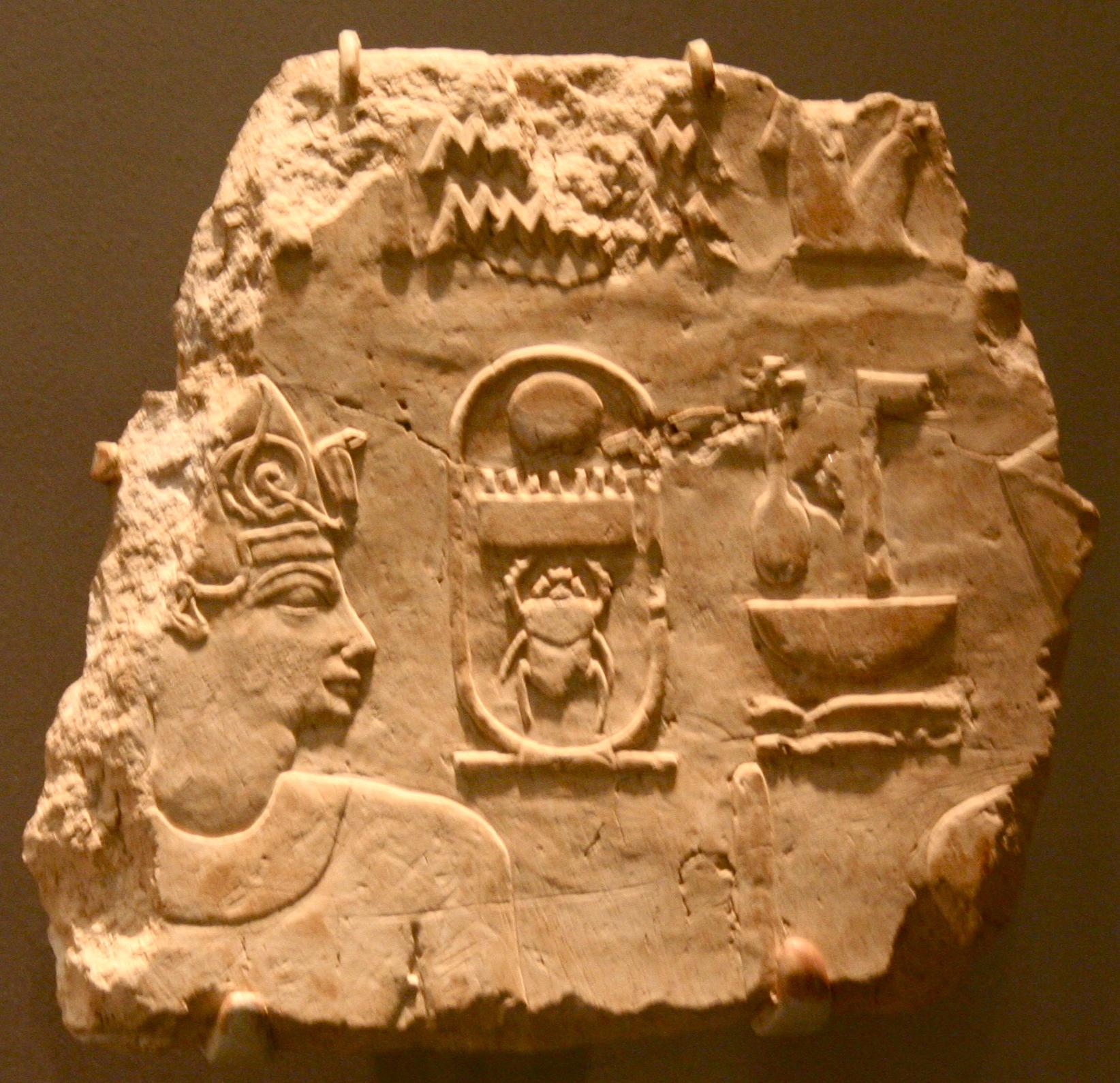
Relieffragment mit dem Thronnamen

Der letzte Konsonant des Gottesnamens Rˁ(.w) (Re) wurde teilweise aus keilschriftlichen, koptischen und griechischen Belegen erschlossen. Lange Zeit wurde das Element Rˁ(.w) mit einem Genitiv übersetzt, also Mn-ḫpr(.w)-Rˁ(.w) als „Dauernd ist die Gestalt des Re / Dauernd an Gestalt des Re“. Buchberger kommt in den Untersuchungen hinsichtlich des Akzentes und den vergleichbaren Konstruktionen, deren syntagmatischer Akzent überliefert ist, zu dem Schluss: „Die vokalisiert überlieferten Thronnamen verweisen den Genitivanschluss von Rˁ ins Reich der Fabel.“
Hannes Buchberger macht den folgenden Gegenvorschlag: Es handelt sich um einen Adjektivalsatz vom Typ nfr Ḥr (Nefer-Her) „Schön ist das Gesicht“, dessen adjektivisches Prädikat genusvariabel gemacht wird und so zu einem „adjektivierten Adjektivalsatz“ wird: nfr(.t)-Ḥr „schöngesichtig(e)“. Dieses adjektivische Syntagma kann nun auch als Ganzes substantiviert werden: Nfr-Ḥr „Der Schöngesichtige“. In diesem Sinne ist der vordere Teil von Mn-ḫpr(.w)-Rˁ(.w) als „Der von dauernder Gestalt“ zu deuten und Rˁ(.w) als Apposition: „ein Re“ (d. h. eine Verkörperung des Sonnengottes).
Buchberger geht davon aus, dass die Thronnamen Aussagen über den König treffen und nicht über den Gott, so hat er Nominalsätze wie „Der von dauernder Gestalt ist Re“ ausgeschlossen. Francis Breyer plädiert jedoch trotzdem für die Möglichkeit eines Nominalsatzes: „Der von dauernder Gestalt ist der Re (auf Erden)“. Diesen Ansatz verwendet auch Ronald J. Leprohon: „The established one is the manifestation of Re“. Dieser Auffassung folgen die Übersetzungen in diesem Artikel.

### Allgemeiner Überblick
- Eric H. Cline, David O’Connor (Hrsg.): Thutmose III. A new Biography. University of Michigan Press, Ann Arbor (MI) 2006, ISBN 0-472-11467-0(online).
- Gabriele Höber-Kamel: Thutmosis III. Leben und Werk eines bedeutenden Königs. In: Kemet. Band 10, Nr. 3, Berlin 2001, ISSN 0943-5972, S. 5–15.
- Susanne Martinssen-von Falck: Die großen Pharaonen. Vom Neuen Reich bis zur Spätzeit. Marix, Wiesbaden 2018, ISBN 978-3-7374-1057-1, S. 69–78.
- Madeleine Della Monica: Thoutmosis III. Le plus grand des pharaons. Son époque, sa vie, sa tombe. Léopard d’Or, Paris 1991, ISBN 2-86377-104-3.
- Donald B. Redford: Thutmosis III. In: Wolfgang Helck, Eberhard Otto (Begründer): Lexikon der Ägyptologie. Band 6: Stele – Zypresse. Herausgegeben von Wolfgang Helck und Wolfhart Westendorf. Harrassowitz, Wiesbaden 1986, ISBN 3-447-02663-4, Spalte 540–548.
- Donald B. Redford: History and Chronology of the Eighteenth Dynasty of Egypt. Seven Studies (= Near and Middle East Series. Band 3, ISSN 0077-6300). University of Toronto Press, Toronto 1967, S. 57–87 (Zugleich: Dissertation, Universität Toronto: A Study in the 18th Egyptian Dynasty.).
- Thomas Schneider: Lexikon der Pharaonen. Albatros, Düsseldorf 2002, ISBN 3-491-96053-3, S. 291–296.
- Angelika Tulhoff: Thutmosis III. 1490–1436 v. Chr. Das ägyptische Weltreich auf dem Höhepunkt der Macht. Callwey, München 1984, ISBN 3-7667-0709-4.

### Familie, Datierung und Chronologie
- Randa Baligh: Reflections on the Genealogy of Thutmosis I and his Family. In: Nicolas Grimal, Amr Kamel, Cynthia May-Sheikholeslami (Hrsg.): Hommages à Fayza Haikal (= Institut Français d’Archéologie Orientale. Bibliothèque d’étude. [BdE] Band 138). Institut Français d’Archéologie Orientale, Kairo 2003, ISBN 2-7247-0346-4, S. 45–50.
- Christian Cannuyer: Brelan de „pharaons“ Ramesès XI, Thoutmosis III et Hatshepsout. In: Sarah Israelit-Groll (Hrsg.): Studies in Egyptology. Presented to Miriam Lichtheim. Band 1. Magnes Press, Jerusalem 1990, ISBN 965-223-733-7, S. 98–115.
- Michel Dewachter: Le vice-roi Nehy et l’an 52 de Thoutmosis III. In: Revue d’Égyptologie. (RdE) Band 28, 1976, ISSN 0035-1849, S. 151–153.
- Aidan Dodson, Dyan Hilton: The Complete Royal Families of Ancient Egypt. Thames & Hudson, London 2004, ISBN 0-500-05128-3, S. 130 ff.
- Wolfgang Helck: Die Männer hinter dem König und die Königswahl. In: Zeitschrift für Ägyptische Sprache und Altertumskunde (ZÄS). Band 121, Berlin 1994, ISSN 0044-216X, S. 36–41.
- Erik Hornung: The New Kingdom. In: Erik Hornung, Rolf Krauss, David A. Warburton (Hrsg.): Ancient Egyptian Chronology (= Handbook of Oriental studies. = Handbuch der Orientalistik. Section 1: The Near and Middle East. = Der Nahe und der Mittlere Osten. Band 83). Brill, Leiden u. a. 2006, ISBN 90-04-11385-1, S. 197–217 (Online).
- Florence Maruéjol: Thoutmôsis III et la corégence avec Hatchepsout. Pygmalion, Paris 2007, ISBN 978-2-85704-894-7.
- Christine Meyer: Zur Verfolgung Hatschepsuts durch Thutmosis III. In: Hartwig Altenmüller, Renate Germer (Hrsg.): Miscellanea Aegyptologica. Wolfgang Helck zum 75. Geburtstag. Archäologisches Institut der Universität Hamburg, Hamburg 1989, S. 119–126.
- William J. Murnane: Once Again the Dates for Tuthmosis III and Amenhotep II. In: The Journal of the Ancient Near Eastern Society. (JANES) Band 3, 1970/ 1971, ISSN 0010-2016, S. 1–7, online (PDF; 1 MB).
- Charles F. Nims: The Date of the Dishonoring of Hatshepsut. In: Zeitschrift für Ägyptische Sprache und Altertumskunde. (ZÄS) Band 93, Berlin 1966, S. 97–100.
- A. Quiles, E. Aubourg, B. Berthier, E. Delque-Kolic, G. Pierrat-Bonnefois, M. W. Dee, G. Andreu-Lanoë, C. Bronk Ramsey, C. Moreau: Bayesian modelling of an absolute chronology for Egypt’s 18th Dynasty by astrophysical and radiocarbon methods. In: Journal of Archaeological Science. Band 40, Nr. 1, Januar 2013, ISSN 0305-4403, S. 423–432, doi:10.1016/j.jas.2012.05.026, online (PDF; 2,85 MB).
- Gay Robins: Meritamun, Daughter of Ahmose, and Meritamun, Daughter of Thutmose III. In: Göttinger Miszellen. (GM) Band 56, 1982, S. 79–88.
- Rolf Schulte: Hinweise auf eine antike Restaurierung einer Statue Thutmosis’ III. In: Göttinger Miszellen. (GM) Band 101, 1988, S. 65–68.
- Charles C. Van Siclen III: The Date of the Bark Shrine of Thutmosis III. In: Göttinger Miszellen. (GM) Band 79, 1984, S. 53.

### Feldzüge nach Vorderasien
- Francis Breyer: Ägypten und Anatolien. Politische, kulturelle und sprachliche Kontakte zwischen dem Niltal und Kleinasien im 2. Jahrtausend v. Chr. (= Österreichische Akademie der Wissenschaften. Denkschriften der Gesamtakademie. Band 63 = Contributions to the Chronology of the Eastern Mediterranean. Band 25). Verlag der Österreichischen Akademie der Wissenschaften, Wien 2010, ISBN 978-3-7001-6593-4, insbesondere S. 126–140 (zugleich: Basel, Universität, Dissertation, 2005).
- Raymond O. Faulkner: The Battle of Megiddo. In: The Journal of Egyptian Archaeology. (JEA) Band 29, 1942, ISSN 0075-4234, S. 2–15, doi:10.2307/3855517.
- Hans Goedicke: The Background of Thutmosis III's Foreign Policy. In: The Journal of the Society for the Study of Egyptian Antiquities. (JSSEA) Band 10, 1980, ISSN 0383-9753, S. 201–213.
- Hans Goedicke: The Battle of Megiddo. Halgo, Baltimore MD 2000, ISBN 1-892840-01-4.
- Manfred Görg: Tuthmosis III und die šśw-Region. In: Journal of Near Eastern Studies. Band 38, Nr. 3, 1979, S. 199–202.
- Wolfgang Helck: Die Beziehungen Ägyptens zu Vorderasien im 3. und 2. Jahrtausend v. Chr. (= Ägyptologische Abhandlungen. Band 5). 2., verbesserte Auflage. Harrassowitz, Wiesbaden 1971, ISBN 3-447-01298-6, insb. S. 118 ff.
- Wolfgang Helck: Wo errichtete Thutmosis III. seine Siegesstele am Euphrat? In: Chronique d’Égypte. (CdE) Band 56, Nr. 112, 1981, ISSN 0009-6067, S. 241–244, doi:10.1484/J.CDE.2.308562.
- Thomas Kühn: Das pharaonische Ägypten. Ägyptens Aufstieg zur Weltmacht. Die Feldzüge Thutmosis’ III. In: Kemet. Band 10, Nr. 3, Berlin 2001, S. 16–25.
- Christian Langer: Aspekte des Imperialismus in der Außenpolitik der 18. Dynastie (= Nordostafrikanisch/Westasiatische Studien. Band 7). Internationaler Verlag der Wissenschaften, Frankfurt am Main 2013, ISBN 978-3-653-03445-5.
- Donald B. Redford: The Wars in Syria and Palestine of Thutmose III (= Culture and History of the Ancient Near East. Band 16). Brill, Leiden u. a. 2003, ISBN 90-04-12989-8.
- Anthony Spalinger: A New Reference to an Egyptian Campaign of Thutmose III in Asia. In: Journal of Near Eastern Studies. Band 37, Nr. 1, 1978, S. 35–41.
- Anthony Spalinger: New Light on the Euphrates Campaign of Thutmose III. In: Newsletter of the American Research Center in Egypt. (NARCE) Nr. 95, 1975/ 1976, ISSN 0402-0731, S. 120.

### Bautätigkeit und Kunst
- Dieter Arnold: Lexikon der ägyptischen Baukunst. Artemis, München u. a. 1994, ISBN 3-7608-1099-3.
- Dieter Arnold: Die Tempel Ägyptens. Götterwohnungen, Kultstätten, Baudenkmäler. Artemis und Winkler, München u. a. 1992, ISBN 3-7608-1073-X.
- David A. Aston: Making a Splash. Ceramic Decoration in the Reigns of Thutmosis III and Amenophis II. In: Ernst Czerny, Irmgard Hein, Hermann Hunger, Dagmar Melman, Angela Schwab (Hrsg.): Timelines. Studies in Honour of Manfred Bietak (= Orientalia Lovaniensia Analecta. Band 149). Band 1. Peeters, Leuven 2006, ISBN 90-429-1730-X, S. 65–74.
- Nathalie Beaux: Le cabinet de curiosités de Thoutmosis III. Plantes et animaux du „Jardin botanique de Karnak“ (= Orientalia Lovaniensia Analecta. Band 36). Peeters u. a., Leuven 1990, ISBN 90-6831-268-5 (Zugleich: Lyon, Université Lumière, Dissertation, 1989).
- Hubert J. Gorski: La Barque d’Amon dans la décoration du temple de Thoutmosis III à Deir el-Bahari. In: Mitteilungen des Deutschen Archäologischen Instituts, Abteilung Kairo. (MDAIK) Band 46, 1990, ISSN 0342-1279, S. 99–112.
- Thomas Kühn: Das pharaonische Ägypten. Zu Ehren Amuns – Die Bauprojekte Thutmosis’ III. in Karnak. In: Kemet. Band 10, Nr. 3, Berlin 2001, S. 33–38.
- Christine Lilyquist: The Marble Statue of Tuthmosis III from Deir el Bahari. In: Göttinger Miszellen. (GM) Band 109, 1989, S. 39–40.
- Jadwiga Lipińska: Deir el-Bahari, Thutmosis III Temple: Seven Seasons of Work. In: Annales du Service des Antiquités de l’Égypte. (ASAE) Band 72, 1992/ 1993, ISSN 1687-1510, S. 45–48.
- Jadwiga Lipińska: Names and history of the sanctuaries built by Thutmosis III at Deir el-Bahari. In: Journal of Egyptian Archaeology. (JEA) Band 53, 1967, S. 25–33.
- Jadwiga Lipińska: Świątynia Totmesa III. Architektura. = The Temple of Tuthmosis III. Architecture (= Deir El-Bahari. Band 2). Éditions Scientifiques de Pologne, Warschau 1977.
- Jadwiga Lipińska: Świątynia Totmesa III. = The Temple of Tuthmosis III. Statuary and votive Monuments (= Deir El-Bahari. Band 4). Éditions Scientifiques de Pologne, Warschau 1984, ISBN 83-01-04556-6.
- Jean-François Pécoil: L’Akh-menou de Thoutmosis III à Karnak. La Heret-ib et les chapelles attenantes. Relevés épigraphiques. Editions Recherche sur les Civilisations, Paris 2000, ISBN 2-86538-278-8.
- Ali Radwan: Zwei Stelen aus dem 47. Jahre Thutmosis’ III. In: Mitteilungen des Deutschen Archäologischen Instituts, Abteilung Kairo. (MDAIK) Band 37, 1981, S. 403–407.
- Magnus Reisinger: Entwicklung der ägyptischen Königsplastik in der frühen und hohen 18. Dynastie. Agnus, Münster 2005, ISBN 3-00-015864-2.
- John Romer: The Tomb of Tuthmosis III. In: Mitteilungen des Deutschen Archäologischen Instituts. Abteilung Kairo. (MDAIK) Band 31, 1975, S. 315–351.
- Kent R. Weeks (Hrsg.): Im Tal der Könige. Von Grabkunst und Totenkult der ägyptischen Herrscher. Fotos von Araldo de Luca. Weltbild, Augsburg 2001, ISBN 3-8289-0586-2.

### Verwaltung
- Julia Budka: Hohe Verwaltungsbeamte unter Thutmosis III. In: Kemet. Band 10, Nr. 3, Berlin 2001, S. 25–32 (online).
- Wolfgang Helck: Zur Verwaltung des Mittleren und Neuen Reichs (= Probleme der Ägyptologie. Band 3, ISSN 0169-9601). Brill, Leiden u. a. 1958.
- Wolfgang Helck: Der Einfluss der Militärführer in der 18. ägyptischen Dynastie (= Untersuchungen zur Geschichte und Altertumskunde Ägyptens. Band 14, ZDB-ID 502520-5). Hinrichs, Leipzig 1939 (Göttingen, Universität, Dissertation, 14. August 1939; Reprografischer Nachdruck. Olms, Hildesheim 1964).
- Ahmed Kadry: Officers and officials in the New Kingdom (= Studia Aegyptiaca. Band 8, ISSN 0139-1011 = Études publiées par les Chaires d’Histoire Ancienne de l’Université Loránd Eötvös de Budapest. Band 34). Eötvös Loránd Tudományegyetem, Budapest 1982.
- Jean Yoyotte: Le général Djehouty et la perception des tributs syriens. Causerie au sujet d’un objet égaré. In: Bulletin de la Société française d’égyptologie. (BSFE) Nr. 92, 1981, ISSN 0037-9379, S. 33–51.

### Name und Titulatur
- Jürgen von Beckerath: Handbuch der ägyptischen Königsnamen (= Münchner ägyptologische Studien. Heft 20). Deutscher Kunstverlag, München u. a. 1984, ISBN 3-422-00832-2, S. 136–139, 226–228.
- Ronald J. Leprohon: The Royal Titulary in the 18th Dynasty: Change and Continuity. In: Journal of Egyptian History. (JEgH) Band 3, Nr. 1, 2010, ISSN 1110-6867, S. 7–45 (online).

### Spätere Verehrung
- Richard Jasnow: Evidence for the Deification of Thutmosis III in the Ptolemaic Period. In: Göttinger Miszellen. (GM) Band 64, 1983, S. 33–34.
- Ali Radwan: Thutmosis III. als Gott. In: H. Guksch, D. Polz: (Hrsg.): Stationen. Beiträge zur Kulturgeschichte Ägyptens Rainer Stadelmann gewidmet. von Zabern, Mainz 1998, ISBN 3-8053-2526-6, S. 229–340.